# Trăm danh thắng Edo
Trăm danh thắng Edo (名所江戸百景 Meisho Edo Hyakkei) là một bộ tác phẩm in mộc bản, được danh họa người Nhật Utagawa Hiroshige thực hiện từ năm 1856 tới 1858. Mặc dù tiêu đề là 100 tác phẩm nhưng trên thực tế có tới 119 bản họa trong đó, tất cả đều được thực hiện bằng kỹ thuật in mộc bản. Loạt bản họa thuộc thể loại ukiyo-e, một loại tranh in với những chủ đề phổ thông dành cho tầng lớp trung lưu Nhật Bản đương thời, phát triển mạnh mẽ trong thời kỳ Edo (1603-1868). Một số bản họa sau này được hoàn thiện bởi học trò của ông, Utagawa Hiroshige II, đồng thời cũng là con nuôi của sư phụ.

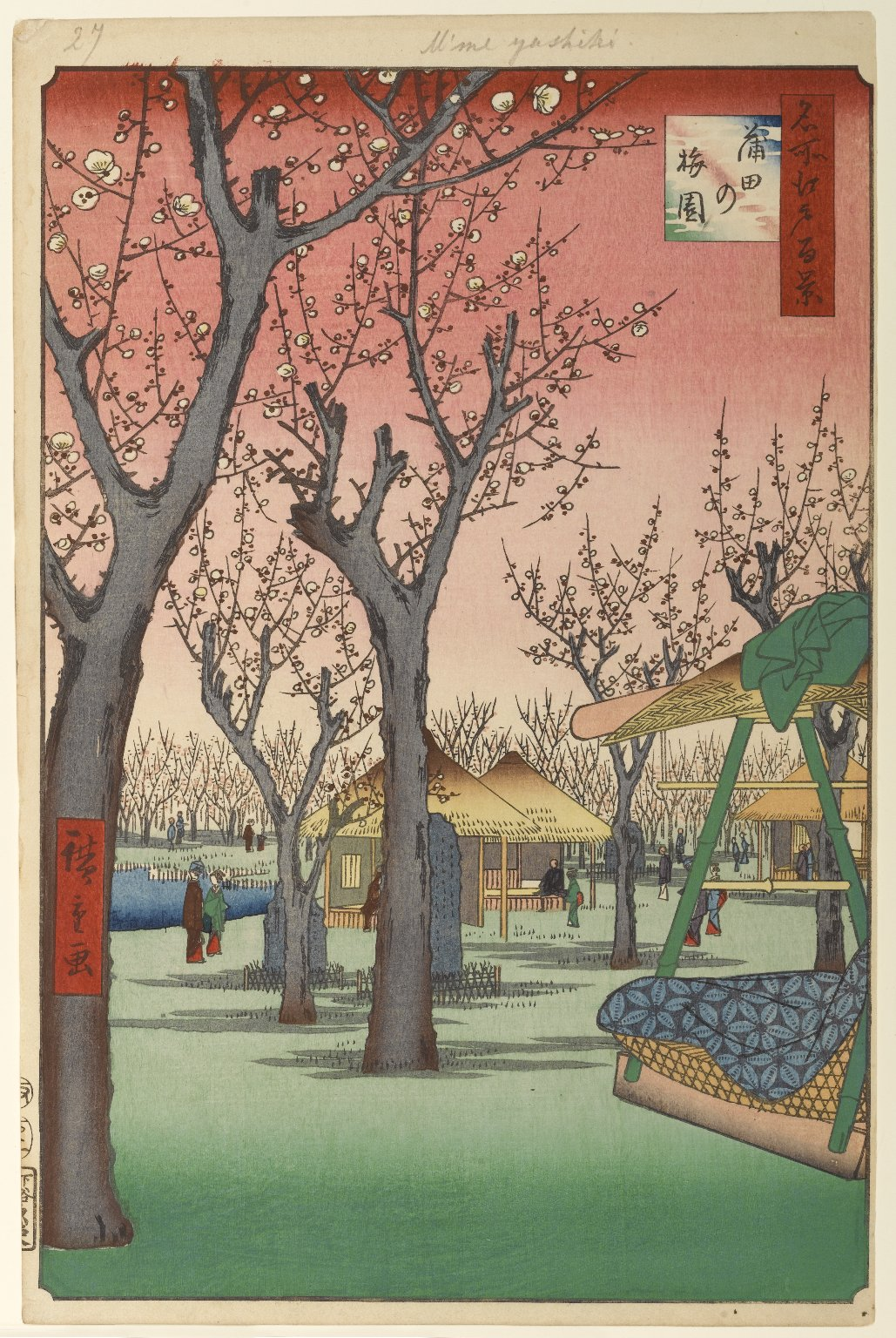
Vườn mơ ở Kameido (1857), một trong những bản họa nổi tiếng nhất thuộc bộ tác phẩm Trăm danh thắng Edo của Utagawa Hiroshige.

Hiroshige là một bậc thầy phong cảnh, một trong những nghệ sĩ giỏi nhất trong thời đại của mình. Những thắng cảnh nổi tiếng qua con mắt ông đều mang một vẻ trữ tình và giàu cảm xúc, đặc biệt là với thủ đô Edo – nay là Tokyo. Chủ đề của bộ tác phẩm về những địa danh tiêu biểu nhất của thành phố lúc đó, đang được phục dựng lại sau trận động đất kinh hoàng xảy ra vào năm 1855. Tuy nhiên thay vì tái hiện lại sự tàn phá khốc liệt của thiên nhiên, Hiroshige lại cho thấy một thành phố lý tưởng, khơi gợi tâm trạng tích cực và lạc quan trong công chúng lúc đó. Đồng thời, bộ tác phẩm cũng là nguồn tài liệu, cung cấp cho người xem một góc nhìn đương thời với tính thời sự cao, là một cầu nối truyền tải thông tin tái thiết thành phố đến tay mọi người. Theo đó mà các bản hoạ tập trung trình bày về khung cảnh xã hội, phong tục và tập quán của người dân địa phương, kết hợp với những cảnh quan thiên nhiên, các chi tiết về con người và môi trường đều được tiếp cận theo nhiều hướng đa dạng.
Trên hết, tôi muốn tái hiện lại chính xác các địa danh nổi tiếng của Edo... và đồng thời mang đến một góc nhìn chân thực nhất dành cho người xem.— Utagawa Hiroshige, trong sách minh họa Lưu niệm Edo.

## Bối cảnh

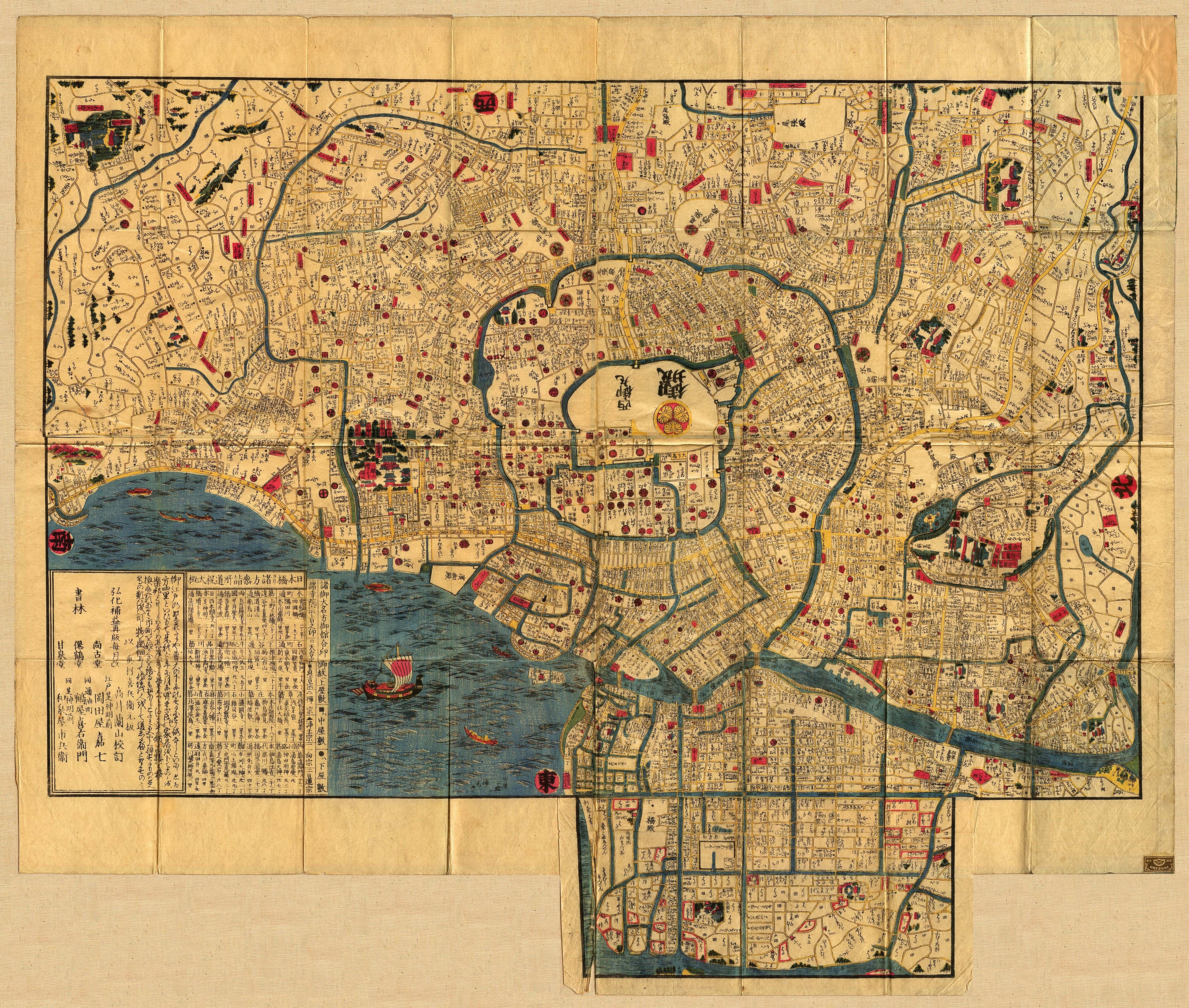
Bản đồ Edo (vào khoảng 1840).

Thời kỳ Edo, Nhật Bản được cai trị bởi Mạc phủ Tokugawa, đất nước lúc này đang thực hiện đóng cửa giao thương đối với thế giới bên ngoài theo chính sách sakoku: những tín đồ đạo Thiên chúa bị đàn áp nặng nề, các thương nhân châu Âu theo đó mà cũng bị trục xuất. Đây là giai đoạn hòa bình và thịnh vượng, kết quả của các cuộc nội chiến xuyên suốt thế kỷ 15 và 16: giữa những năm 1573 và 1603 (Thời kỳ Azuchi-Momoyama), cuối cùng được thống nhất bởi Oda Nobunaga, Toyotomi Hideyoshi và Tokugawa Ieyasu, họ đều là những samurai đã phế bỏ daimyō (lãnh chúa phong kiến) dựng nên một nhà nước tập quyền. Thủ đô được chuyển tới Edo (江戸) — tên trước đây của thành phố Tokyo. Thành phố từ đây phát triển nhanh chóng, đặc biệt là sau cuộc tái thiết năm 1657 do một trận đại hỏa hoạn gần như phá hủy hoàn toàn mọi thứ. Năm 1725, Edo là thành phố đông dân nhất thế giới với hơn một triệu dân. Vào thời điểm Hiroshige xuất bản loạt tác phẩm, nơi đây có dân số gần hai triệu người được ghi nhận, với diện tích khoảng 80 km².

Dân cư Edo phần đông là tầng lớp trung lưu khá giả; bất chấp hệ thống chư hầu, các ngành nghề thương mại và thủ công mỹ nghệ phát triển mạnh mẽ, góp phần vào sự lớn mạnh nhanh chóng về quyền lực cũng như sức ảnh hưởng của tầng lớp tư sản, đây cũng là nhân tố chính giúp thúc đẩy nghệ thuật đặc biệt là về bản họa, gốm sứ, sơn mài và dệt may. Theo đó mà nghề chạm khắc gỗ cũng nổi lên như một ngành công nghiệp quan trọng tại trung tâm thủ đô, thị trường tiêu thụ của sách chữ và hình minh họa dành cho giới học thức. Ban đầu chúng được in bằng mực đen trên giấy màu thủ công, đến giữa thế kỷ 18 kỹ thuật in màu (nishiki-e) mới xuất hiện. 

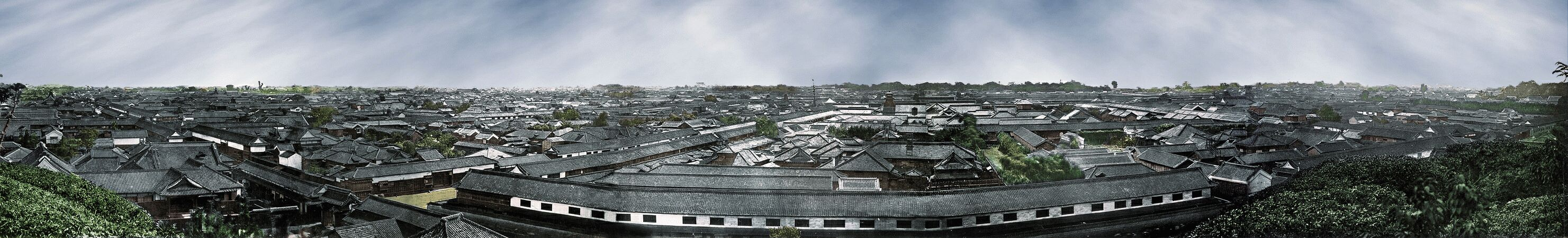
Toàn cảnh Edo, năm 1865 hoặc 1866. Chụp bởi Felice Beato.

## Thể loại

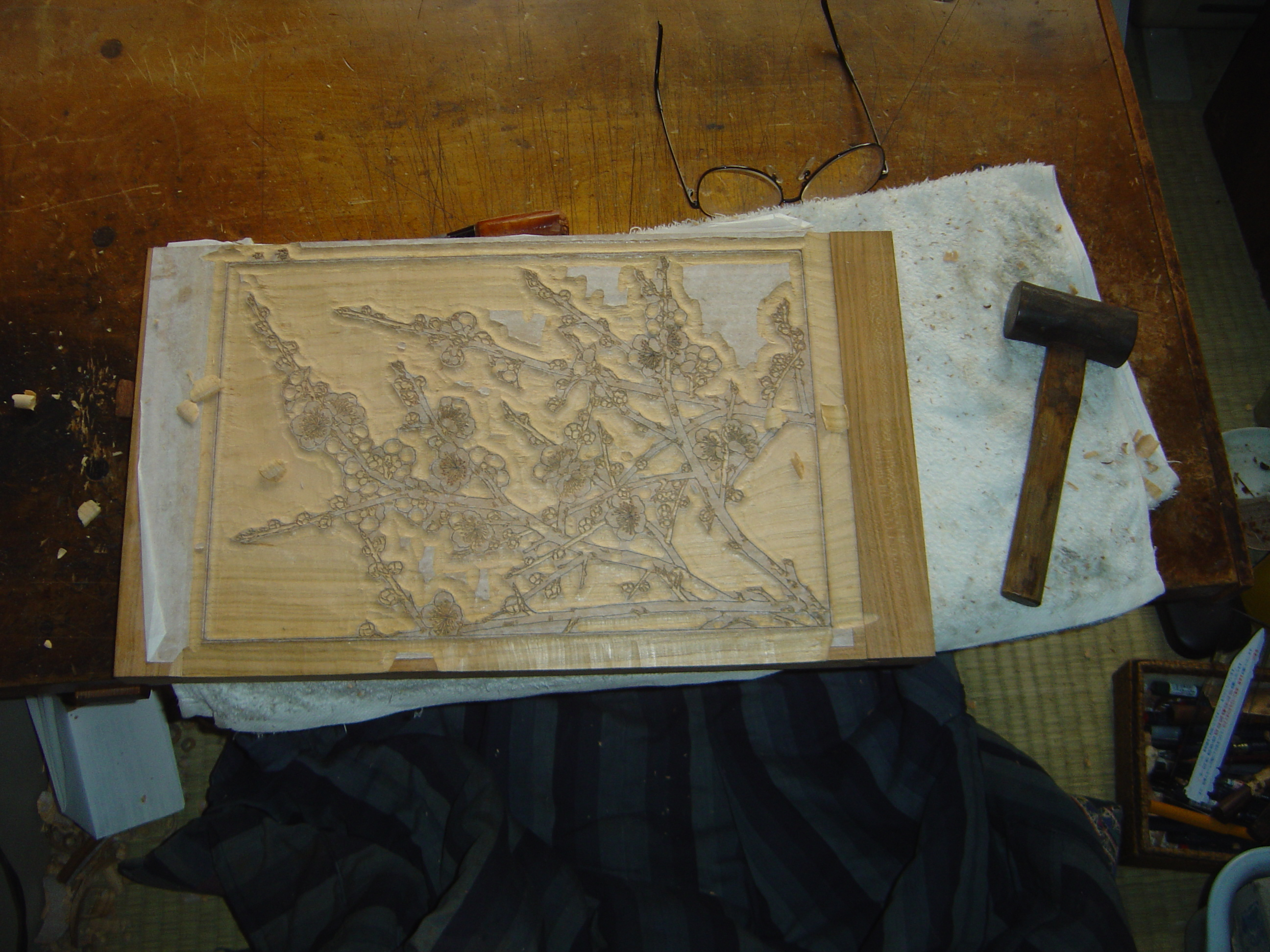
Một mộc bản dùng để chế tác tranh khắc gỗ phong cách ukiyo-e.

Loại hình nghệ thuật ukiyo-e (浮世絵 bản họa về thế giới nổi) bao gồm nhiều thể loại phổ biến khác trong nó. Tất cả được phát triển xung quanh điêu khắc, chủ yếu là khắc gỗ theo phong cách truyền thống. Trong đó, những mẩu chuyện hư cấu hoặc từ đời sống thường nhật nơi đô thị ghép nên một vẻ đẹp trữ tình và tinh tế của thời đại. Hòa bình được lập lại sau các cuộc nội chiến kéo dài, kèm theo đó là tầng lớp tư sản ở các thành phố lớn - chủ yếu là ở Edo trỗi dậy mạnh mẽ, phần nhiều đến từ sự gia tăng nhu cầu tiêu thụ trong thị trường nghệ thuật, đặc biệt là với các bản họa về cuộc sống đô thị, chúng thường mang tới người xem những yếu tố giải trí và thư giãn như: quán trà, geisha, nghệ sĩ kịch kabuki, đô vật sumo, v.v. Bởi đó là khoảng thời gian khi mà những thú vui được coi trọng, mọi thứ dường như đều khiến cuộc sống trở nên dễ chịu. Cảm giác như đang lơ lửng trên những đám mây, bị cuốn theo những khoái cảm, khơi gợi chủ nghĩa khoái lạc trong mỗi con người, do vậy mà chúng được mang tên ukiyo-e: "bức tranh về thế giới nổi". Thể loại này đã đạt thành công lớn với đối tượng hướng đến là tầng lớp trung lưu tại Edo, những con người đã có sẵn gắn bó với cuộc sống và môi trường thành thị, mà giờ đây chúng được miêu tả qua những bản họa đầy tính nghệ thuật và thẩm mỹ, điều đó lại càng làm tăng sự thích thú trong giới công chúng lúc này.
Hishikawa Moronobu được coi là người sáng lập ra thể loại nghệ thuật này, tiếp sau đó là những nghệ sĩ như Okumura Masanobu, Suzuki Harunobu, Isoda Koryūsai và Torii Kiyonobu, người sáng lập ra môn phái Torii. Một số nghệ sĩ chuyên sáng tác về đề tài diễn viên của sân khấu kịch kabuki nổi tiếng tại Nhật Bản – yakusha-e (役者絵 kịch sĩ họa), trong số đó có Torii Kiyomasu, Torii Kiyomitsu và đặc biệt là Tōshūsai Sharaku. Một thể loại khá phổ biến khác là bijin-ga (美人画 mỹ nhân họa), mô tả những geisha và kỹ nữ trong cảnh tượng vui chơi thân mật, cùng nhiều chi tiết kèm theo như phục trang họa tiết, các nghệ sĩ nổi bật có thể kể đến Torii Kiyonaga, Kitagawa Utamaro và Keisai Eisen. Một biến thể khác là shunga (春画 «xuân cung họa»), với nội dung khiêu dâm rõ ràng hơn. Chủ đề phong cảnh lần đầu được giới thiệu bởi Utagawa Toyoharu –người sáng lập trường Utagawa. Đây cũng là nơi Hiroshige từng theo học, ông đã áp dụng những kỹ thuật hội họa từ phương Tây vào phong cảnh Nhật Bản, đồng thời lấy cảm hứng từ những kiệt tác của Katsushika Hokusai.

## Tác giả
Utagawa Hiroshige (歌川広重)(1797-1858)  là một trong những đại diện nổi bật cuối cùng của trường phái ukiyo-e. Vào thời kì đầu khi theo học Utagawa Toyohiro, đối tượng sáng tác của ông chỉ giới hạn trong hai thể loại yakusha-e và bijin-ga, sau đó đã chuyển sang bản in phong cảnh. Còn được lấy cảm hứng từ một số trường phái khác như Kanō và Maruyama-Shijō, phong cách của Hiroshige đặc trưng bởi chủ nghĩa hiện thực sắc sảo, tái hiện lại không khí của đời sống thường nhật hay những cảnh quan dân dã, cùng với đó là sự tinh tế khi xử lý thời tiết hay bầu khí quyển, qua đó mà mỗi tác phẩm đều đạt được những tâm trạng rất riêng. Những yếu tố trên đều nhờ vào sự nhạy bén trong nắm bắt, ánh sáng tại các khung giờ khác nhau trong ngày hay những biến đổi của tự nhiên qua các mùa trong năm. Thiên nhiên trong các sáng tác của Hiroshige đều đậm chất trữ tình và khơi gợi cảm xúc. Vẻ đẹp phù du qua đó mà được truyền tải thành công, mang hơi hướng của một chủ nghĩa lãng mạn nhất định kết hợp với sự nắm bắt chính xác. Có thể có một số bài thơ kèm theo, với những nét thư pháp tinh tế cho thấy sự thông thạo ở cả văn học lẫn nghệ thuật của tác giả. Ông tập trung làm việc với từng bộ tác phẩm thay vì bản họa đơn, chẳng hạn như Năm mươi ba trạm nghỉ của Tōkaidō (1833), Những danh thắng của Kyōto (1834), Sáu mươi chín trạm nghỉ của Kisokaidō (1839). Trong suốt sự nghiệp của mình, Hiroshige đã thực hiện khoảng 5.400 mộc bản họa, khiến ông trở thành bậc thầy trong giới ukiyo-e mà không cần bàn cãi.

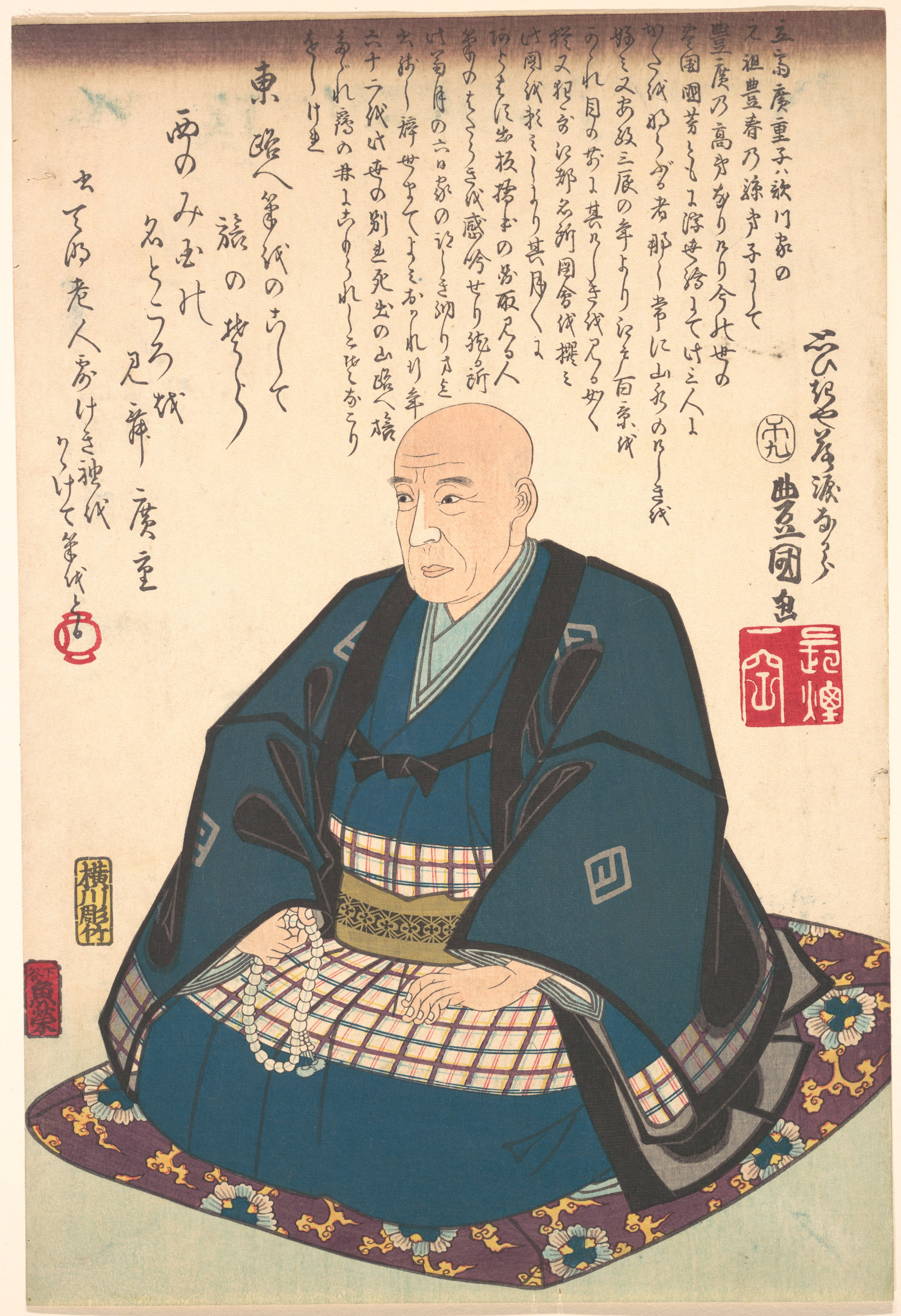
Bức chân dung tưởng nhớ Hiroshige, do bạn của ông, họa sĩ Utagawa Kunisada thực hiện.

Sau khi Nhật Bản mở cửa giao thương, các tác phẩm của Hiroshige được đón nhận nồng nhiệt ở phương Tây - vào thời điểm mà chủ nghĩa Nhật Bản cũng đang đồng thời nổi lên. Ông cũng có những ảnh hưởng đến nhiều nghệ sĩ nổi tiếng, điều này được chứng minh qua một số tác phẩm từ những năm 1870 của James Abbott McNeill Whistler, chẳng hạn như Bộ tranh về sông Thames và những bức Tranh đêm. Nó cũng gây ấn tượng mạnh với họa sĩ người Hà Lan Vincent van Gogh, người đã sao chép các tác phẩm khác nhau của Hiroshige, chẳng hạn như Japonaiserie: Cầu trong mưa (1887) – bản sao của bức Mưa đột ngột trên cầu Shin-Ōhashi and Atake - và Japonaiserie: Cây hoa mơ (1887) – bản sao của bức Vườn mơ ở Kameido. Vào năm 1888 Van Gogh có viết: "với đôi mắt của người Nhật, bạn có thể nhìn thấy nhiều hơn; màu sắc như được cảm nhận theo một cách khác."

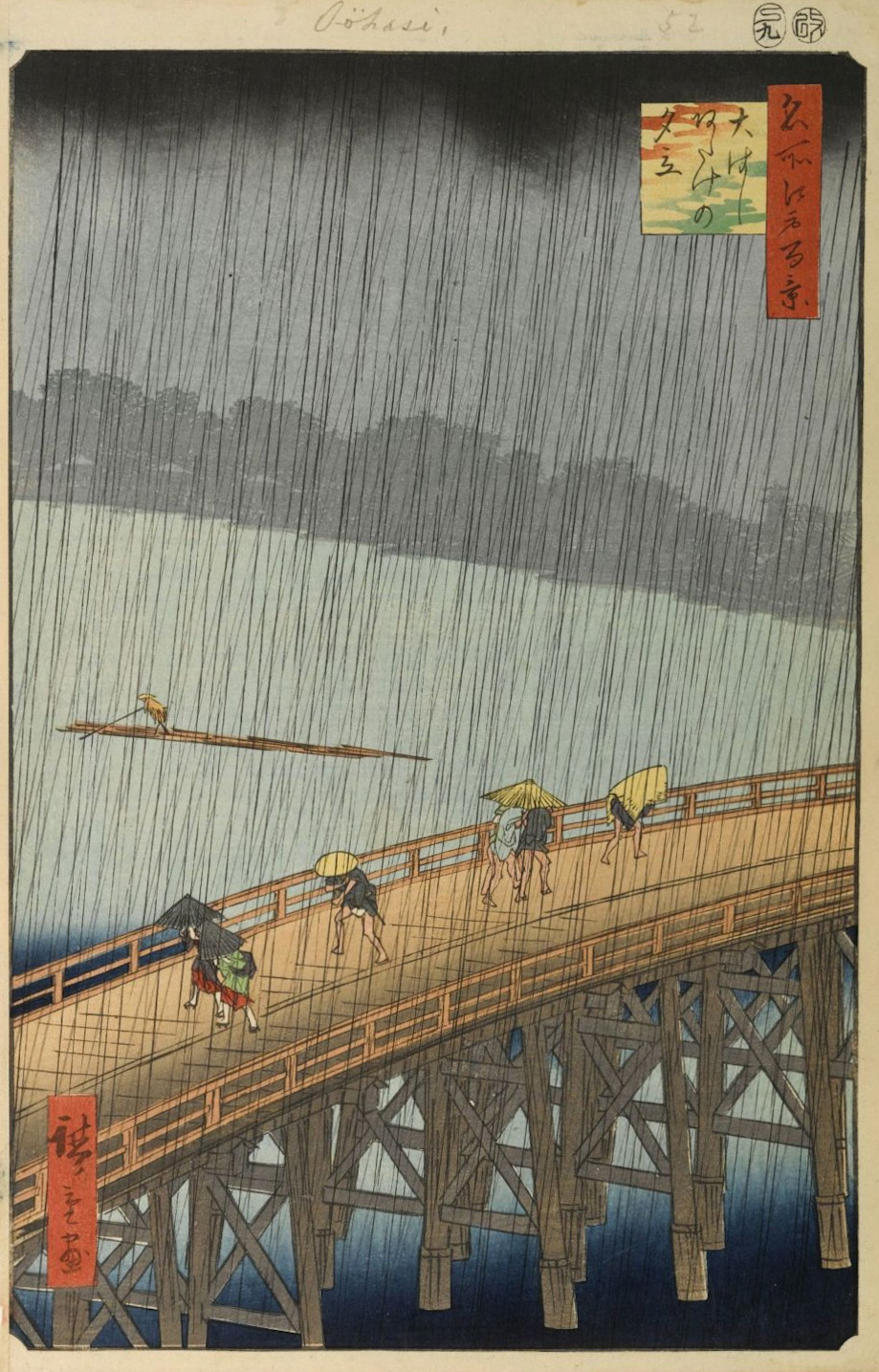
Trận mưa đột ngột trên cầu Shin-Ōhashi và Atake (1857), của Utagawa Hiroshige.
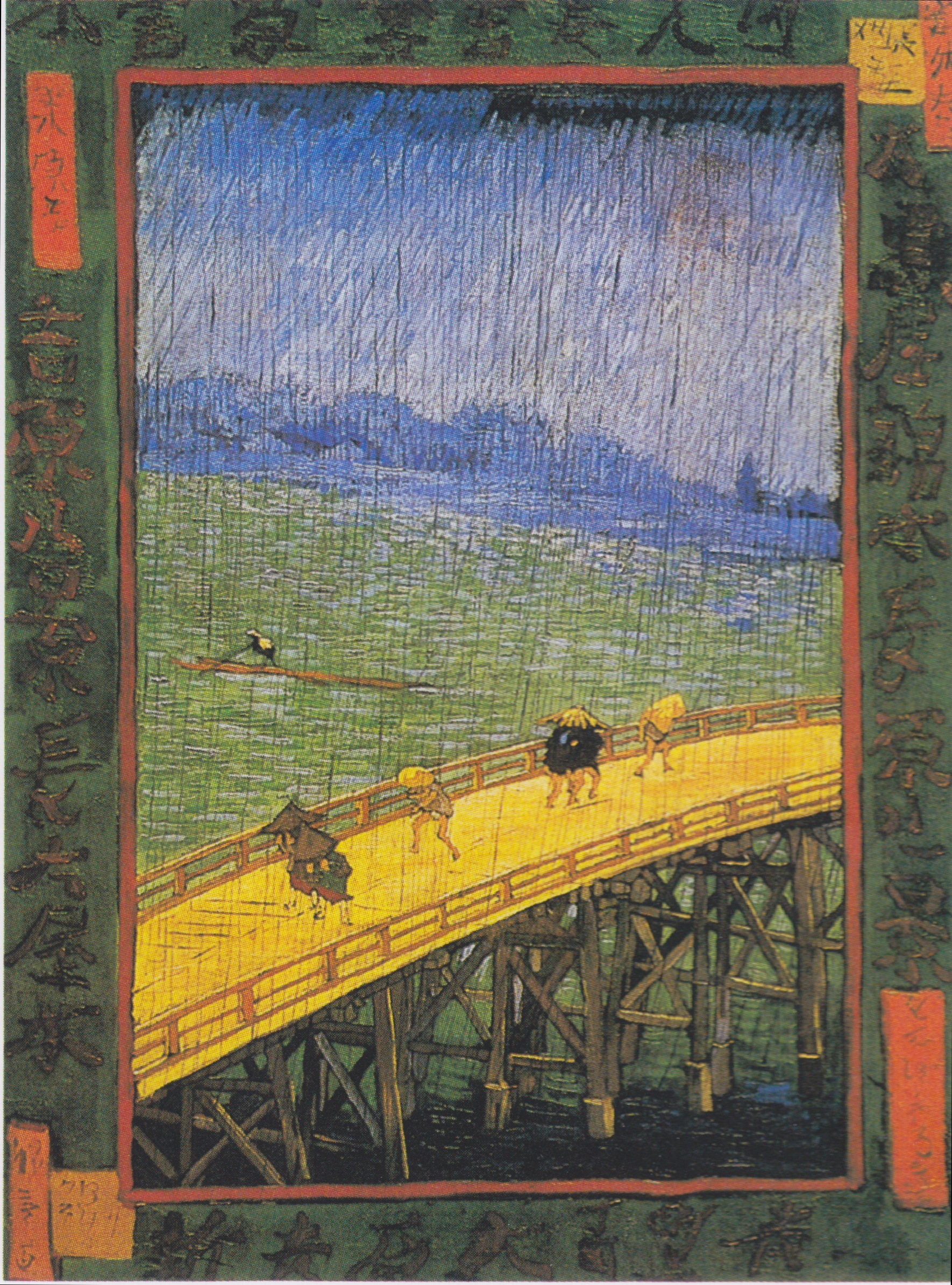
Japonaiserie: Cầu trong mưa (1887), của Vincent van Gogh.
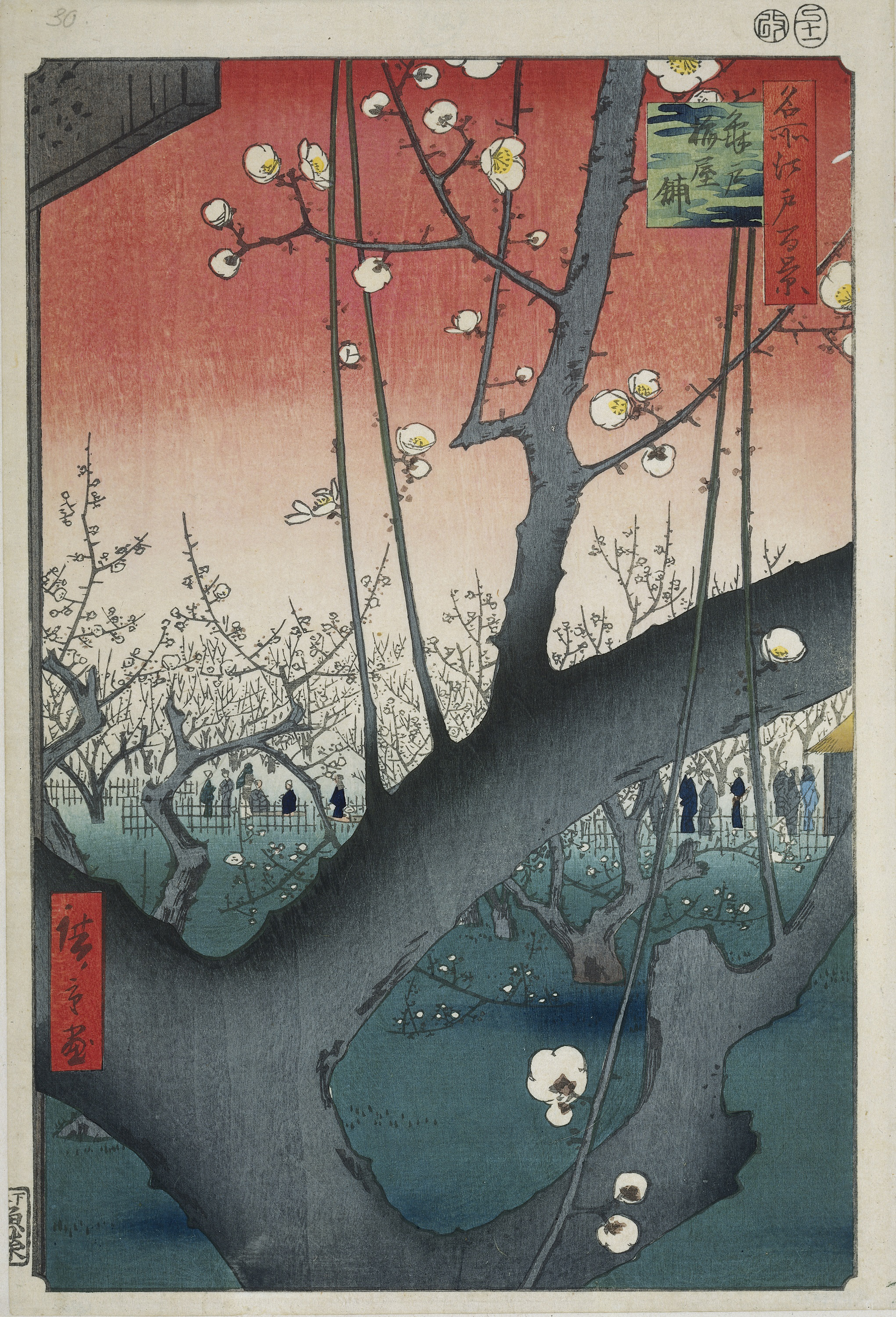
Vườn mơ ở Kameido (1857), của Utagawa Hiroshige.
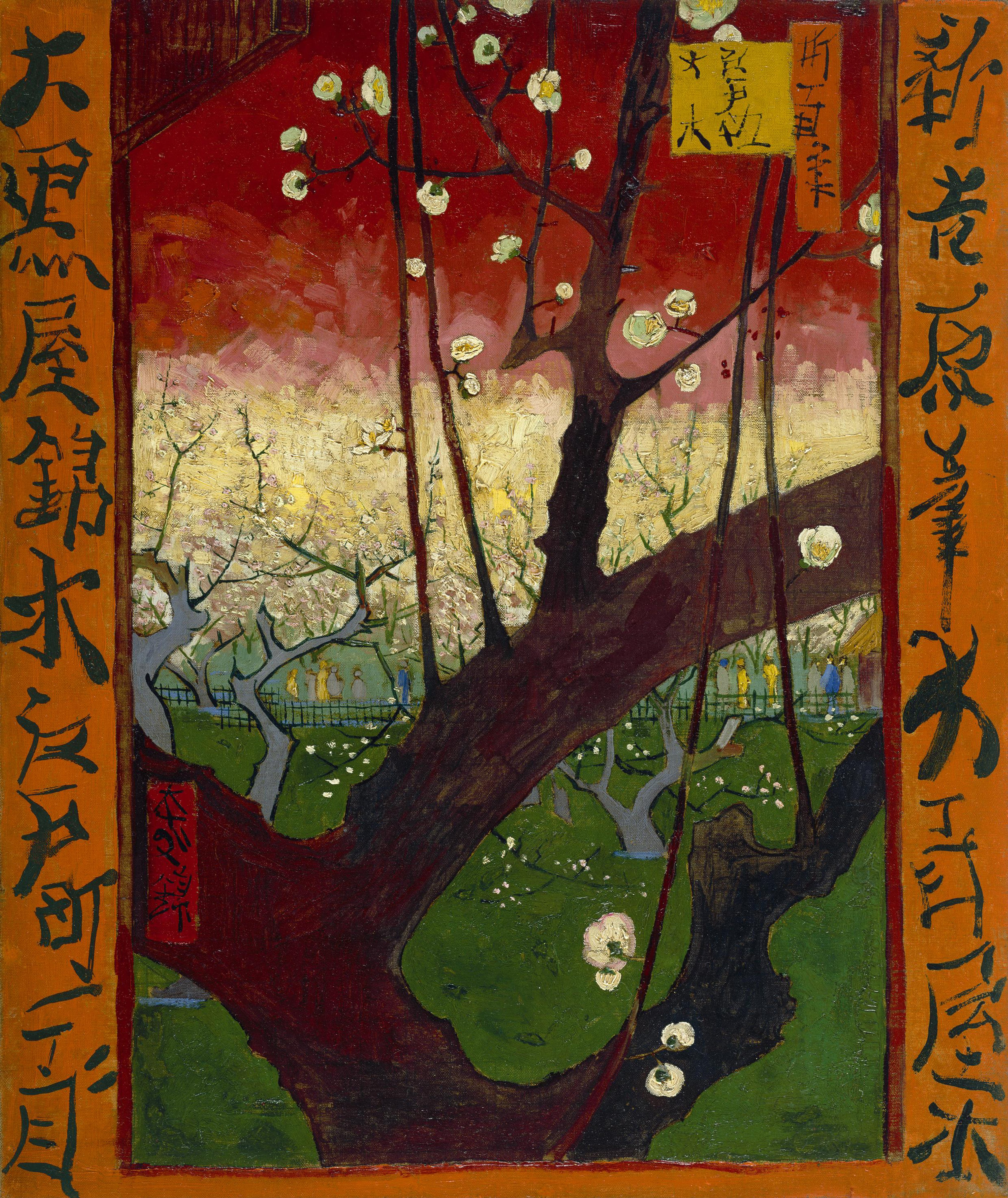
Japonaiserie: Cây Hoa Mơ (dựa theo Hiroshige) (1887), của Vincent van Gogh.

Các tác phẩm của Hiroshige cũng được phổ biến rộng rãi qua tờ tạp chí Le Japon Artistique (1888-1891), do Samuel Bing làm chủ biên.
Hiroshige là một nhà ấn tượng tuyệt vời. Cả Monet, Rodin và tôi đều rất phấn khích. Tôi đã hạnh phúc biết bao khi trông thấy cách mà hiệu ứng tuyết và lũ lụt được thể hiện. Về đánh giá trực quan, những nghệ sĩ Nhật Bản này đã thực sự thuyết phục được tôi!— Camille Pissarro.

## Trăm danh thắng Edo

### Sáng tác và phát triển
Loạt bản họa Trăm danh thắng của Edo được Hiroshige thực hiện từ năm 1856 đến 1858 – tức năm Ansei 3 đến Ansei 5 trong lịch Nhật Bản. Chúng bao gồm tổng cộng 119 bản in về phong cảnh và các địa danh mang tính biểu tượng của Edo – tên cũ của Tokyo. Đây cũng là một trong những dự án được dồn nhiều tâm huyết và cũng là dự án cuối cùng trong sự nghiệp của ông. Với loạt tác phẩm, tác giả cố gắng truyền đạt lại những biến chuyển của Edo vào những năm tháng cuối cùng của nó, đó bao gồm các công cuộc tiến bộ hoá và hiện đại hóa được thúc đẩy mạnh nhằm thế chỗ các phong tục và truyền thống. Vào năm 1853, cuộc phong tỏa trên vùng biển Edo của Tướng quân Mỹ Matthew Perry đã buộc Thiên hoàng phải mở cửa giao thương Nhật Bản với các nước phương Tây. Đến năm 1855, Edo tiếp tục hứng chịu một trận đại động đất (7,1 độ richter), hậu quả tàn khốc với 10.000 người chết và khoảng 16.000 tòa nhà bị phá hủy. Những thay đổi về diện mạo thành phố là mục tiêu mà Hiroshige muốn hướng đến trong sản phẩm của mình.
Vào thời điểm sáng tác, Hiroshige đang ở đỉnh cao của sự nghiệp: năm 1856, khi sáu mươi tuổi, ông thực hiện nghi thức cạo đầu của Phật giáo, xuất gia trở thành nhà sư. Được tài trợ bởi Sakanaya Eikichi, vốn một nhà xuất bản muốn phản ánh những thay đổi của Edo sau trận động đất, Hiroshige hiện thực hóa ý tưởng này trong hơn một trăm góc nhìn từ những địa điểm đẹp cũng như nổi tiếng nhất của thành phố. Trên hết, ông muốn tìm kiếm những hình ảnh mới lạ, cách tiếp cận và những góc nhìn khác thường, chẳng hạn như chúng được chia theo khung dọc hoặc bị che một nửa bởi một vật nào đó chắn giữa phong cảnh và người xem. Loạt tác phẩm này đã được đón nhận nồng nhiệt – mỗi bản họa trong số này đều có 10.000 đến 15.000 bản sao khác được thực hiện. Đáng tiếc rằng, loạt tác phẩm bị giá đoạn do Hiroshige đã qua đời trong một trận dịch tả tại Edo năm 1858. Tuy nhiên, một số bản phác hoạ đã được đệ tử của ông là Utagawa Hiroshige II hoàn thiện về sau.
Bộ tác phẩm này sử dụng định dạng dọc tương tự với loạt bản họa trước đó của Hiroshige, Những thắng cảnh tại hơn sáu mươi tỉnh thành, cho phép tạo ra nhiều thay đổi mới mẻ so với định dạng ngang mà ông từng theo đuổi. Bộ tác phẩm được sáng tác dưới kích cỡ ōban – cỡ lớn, khoảng 39,5 x 26,8 cm, và sử dụng kỹ thuật nishiki-e, một phương pháp áp màu được tạo ra vào thế kỷ 18 (khoảng năm 1765) cho phép tái hiện đa dạng tông màu cho bản họa. Theo quy định của chính phủ, ông phải điều chỉnh các tác phẩm của mình để vượt qua khâu kiểm duyệt – với sắc lệnh năm 1790, quá trình sản xuất của tất cả các tác phẩm đều không được quá xa xỉ, cũng như không chứa tài liệu nhạy cảm về chính trị. Các bản họa được sáng tác trong nhiều giai đoạn: năm đầu tiên (1856) có 37 bản họa; năm 1857, lên đến 71 bản; và vào năm 1858, năm ông mất, là 7 bản. Dự kiến của tác giả và nhà xuất bản sẽ hoàn thành chúng vào tháng 7 năm 1858, với hai bản họa trong tháng này mang tiêu đề Bổ sung thêm của Trăm danh thắng Edo (Edo hyakkei yokyō); tuy nhiên đến tháng sau họ lại tiếp tục xuất bản ba bản họa khác với tiêu đề thông thường. 115 bức tranh khắc gỗ này được hoàn thành vào tháng 10 năm 1858 cùng với ba bản in khác, được các nhà kiểm duyệt phê duyệt sau khi tác giả qua đời, có lẽ các tác phẩm hoàn thiện của Hiroshige II được làm theo yêu cầu của nhà xuất bản. Phần mục lục sau đó được ủy quyền cho Baisotei Gengyo (1817-1880), một nhà thiết kế mục lục nổi tiếng. Cuối cùng, vào năm 1859, Hiroshige II đã làm một bản họa cuối cùng để kỷ niệm việc ông lên chức thầy giáo, được niêm phong trước khi đưa qua cơ quan kiểm duyệt vào tháng 4 năm 1859.
Phố Suruga-chō
- Hasegawa
- Hiroshige

### Phong cách thể hiện
Trong những năm 1829–36, một bộ sách hướng dẫn có minh họa gồm bảy tập Cảnh quan các địa danh nổi tiếng Edo (江戸名所図会, Edo meishō zue) ra mắt. Được chắp bút bởi Saitō Yukio (1737–1799) vào năm 1790 và kèm theo những hình minh họa với độ chính xác cao bởi Hasegawa Settan (1778–1848). Hình ảnh và văn bản trong đó thường tập trung mô tả các ngôi đền và điện thờ quan trọng, cũng như các cửa hàng, nhà hàng, quán trà, v.v. nổi tiếng tại Edo, đi cùng dòng sông Sumida, các kênh rạch và cảnh quan xung quanh. Hiroshige một số lần đã sử dụng những minh họa này làm tiền đề cho bản họa màu của mình.
Các bản họa được phân nhóm theo các mùa trong năm như: 42 bản họa mùa xuân, 30 bản mùa hè, 26 bản mùa thu và 20 bản mùa đông. Mặc dù tuổi đã cao, ông cũng đã mất đi một sức biểu cảm nhất định so với các bản họa trước, nhưng qua sự nắm bắt tinh tế của tác giả, bộ tác phẩm vẫn giữ được những sắc màu riêng không kém phần mãnh liệt, điều này chứng minh cho mối quan tâm đặc biệt của ông dành cho cảnh vật quê hương. Xuyên suốt loạt bản họa, Hiroshige đã thể hiện được nhiều kỹ thuật mà ông đã học được trong suốt sự nghiệp của mình như: karazuri, một kỹ thuật khắc nâng cao trong đó một tấm gỗ không chứa mực cần in trên giấy, nhằm tạo những đường nét nổi lên bề mặt; atenashi-bokashi, một kỹ thuật trộn chất lỏng với mực rồi trải rộng trên toàn bộ bề mặt, đặc biệt hiệu quả dành cho nước và mây; kimekomi, một kỹ thuật dùng bàn là ép lên giấy để tạo đường nét và đường viền; và kirakake, một kỹ thuật điêu luyện, được làm với hai mộc bản, một bằng màu và một bằng keo xương, sau khi in sẽ được rắc thêm bột mica.
Sông Hase
- Hasegawa
- Hiroshige

Hiroshige thể hiện phong cảnh qua lăng kính cảm xúc, với một nhãn quan của người nghệ sĩ từ đó mà ông mô tả hiện thực theo góc nhìn chủ quan. Chúng gợi lên sự thấm thoát của thời gian, sự phù du của vẻ đẹp cuộc sống, mà theo lời dạy của Thiền tông về tính vô thường (mujō). Đối với người Nhật, như có một mối liên kết bẩm sinh giữa nghệ thuật và thiên nhiên, mà xuất phát từ đời sống nội tâm, họ cảm nhận chúng bằng một cảm giác u sầu và buồn bã (mono-no-aware, thấu cảm phù du), có thể thấy rõ qua lễ hội Hanami, ca ngợi những bông hoa anh đào đẹp mà sớm tàn. Hiroshige cũng thường tái hiện cảnh vật qua những khung hình khác thường, đôi khi theo phối cảnh tuyến tính của phường Tây, thứ mà ông biết nhưng ít sử dụng, chủ yếu cho việc mô tả các rạp hát kabuki và quang cảnh đường phố. Thứ ông truyền tải cho người xem thấy thường là những hình tượng con người nhỏ bé đắm chìm giữa sự hùng vĩ của thiên nhiên, cùng với những con vật và đồ vật theo từng giai thoại, đôi khi theo một hơi hướng trào phúng và hài hước nhất định, nhưng vẫn luôn dành một sự tôn trọng lớn đối với con người, đời sống và phong tục của tổ tiên để lại.
Nhìn chung, tất cả các bản họa đều gồm ba phần tiêu đề: ở góc trên bên phải, là tên của bộ tác phẩm (Meisho Edo hyakkei), loại chữ giống trên giấy tanzaku với nền màu đỏ; tiếp đến là tên của bản họa đó, hình dạng một mẩu giấy shikishi; và ở góc dưới bên trái cũng có nền màu đỏ, đề tên tác giả, Hiroshige. Bên ngoài khung của bản họa, tại lề dưới bên trái, là con dấu của nhà xuất bản, Sakanaya Eikichi, thường xuyên xuất hiện, đôi khi kèm theo địa chỉ của ông (Shitaya Shinkuromonchō), và cũng có lúc được viết tắt là "Shitaya Uoei" (trong đó Uoei tương ứng với Uoya Eikichi, một tên khác cũng được biết đến). Ngoài khung nhưng ở trên cùng bên phải, thường là vị trí đánh dấu của người kiểm duyệt, aratame (đã kiểm tra), kèm theo ngày tháng, và con giáp theo từng năm: 1856 tức năm của con rồng (tatsu), 1857 tức con rắn (hebi) và năm 1858 tức con ngựa (uma).

## Bộ tác phẩm
- Stt: thứ tự các bản họa; một số bản mùa hạ có cách xếp khác – trong ngoặc đơn.[Ghi chú 6]
- Tiêu đề: giống với trong bản họa, và đã được dịch sang tiếng Việt kèm tiếng Nhật. Cùng với đó là thời điểm xuất bản theo tháng và năm (lịch Nhật Bản trước 1873); các tháng nhuận đánh dấu "i" phía trước.
- Nội dung: các địa điểm, địa danh xuất hiện trong bản họa cũng như các giai thoại xung quanh nó.
- Vị trí: các địa điểm, quận[Ghi chú 7] và tọa độ của góc nhìn.
- Hình ảnh: hình ảnh của bản họa.

| Stt     | Tiêu đề | Nội dung | Vị trí | Hình ảnh |
| ------- | --- | --- | --- | -------- |
| 0       | Mục lục | Phần bìa là tác phẩm của Baisotei Gengyo, theo yêu cầu của nhà xuất bản sau khi Hiroshige qua đời – con tem hình thoi của ông nằm ở góc dưới bên phải. Trên cùng có hai hình chữ nhật chứa tiêu đề của các tấm dành riêng cho mùa xuân, nhiều nhất (42); phía dưới, trong hình dạng của một chiếc quạt tay, tượng trưng cho mùa hè (30); hai hình chữ nhật dưới cùng đề cập đến mùa thu (26) và mùa đông (20). Trên hộp màu đỏ bên trái điền tên bộ tác phẩm, tên tác giả Ichiryūsai Hiroshige –một trong những tác phẩm nghệ thuật đầu tiên của bậc thầy, và nó được cho là tác phẩm tiêu biểu nhất của ông (issei ichidai); tên nhà xuất bản, Sakanaya Eikichi, và địa chỉ của ông tại Tōeizan Hirokōji, cũng nằm trong đó. Nền có các họa tiết ám chỉ các mùa: hoa mơ cho mùa xuân, chim hototogisu (chim cúc cu Nhật Bản) và mặt trăng cho hạ, một nhúm cỏ khô với bảy loại thảo mộc cho mùa thu và mùa đông. Thư pháp được thể hiện theo lối chữ viết rời rạc hay còn gọi là chirashigaki, điển hình trong các tuyển tập thơ. | — |          |
| 1       | Nihonbashi: Quang đãng sau tuyết (日本橋雪晴 Nihonbashi yukibare) (5-1856) | Từ bản họa khởi đầu của loạt mùa xuân, Hiroshige đã thể hiện được những nét đặc trưng nhất trong phong cách của mình, một tầm nhìn bao quát cùng với những họa tiết chồng chéo lên nhau như yếu tố tự nhiênm kiến trúc và những bóng người nhỏ bé đang bận rộn công việc. Trung tâm của bản họa là cầu Nihon, được xây dựng vào năm 1603 và trở thành một trong những cây cầu lớn và tiêu biểu nhất của thành phố. Hậu cảnh là thành Edo và xa xa là núi Phú Sĩ. Đáng chú ý là kỹ thuật bokashi (làm nhòe) được áp dụng để việc phân cấp các sắc độ xanh của dòng sông, từ đậm đến nhạt. | Nihonbashi, Chūō 35°41′2,5″B 139°46′28″Đ / 35,68333°B 139,77444°Đ                                            |          |
| 2       | Kasumigaseki (霞が関 Kasumigaseki) (1-1857) | Bản họa này theo một bố cục thẳng đứng rõ rệt, trong đó bầu trời rộng lớn trải qua các sắc thái khác nhau, phủ lên con phố tấp nập của thành phố bên dưới. Phối cảnh tuyến tính được áp dụng trên hai dãy nhà chạy dài về phía vịnh Edo, nhưng điều này ít nhiều đã được giảm nhẹ bởi màu sắc mạnh mẽ của chúng. Ở hai đầu phố là dinh thự của hai lãnh chúa phong kiến (daimyō): bên trái là Asano của Hiroshima và bên phải là Kuroda của Fukuoka, cùng hai cây thông lớn (kadomatsu) nổi bật bên lề. Trong đoàn người đang qua lại trên phố có thể nhận ra một số vũ nữ, tu sĩ và số khác là samurai. Một con diều bay trên bầu trời có thêu chữ sakana (cá), bắt nguồn từ họ của nhà xuất bản Sakanaya. | Kasumigaseki, Chiyoda 35°40′32,4″B 139°44′56,3″Đ / 35,66667°B 139,73333°Đ                                    |          |
| 3       | Cảnh quan Hibiya và Soto-Sakurada nhìn từ Yamashita-chō (山下町日比谷外さくら田 Yamashita-chō, Hibiya Soto-Sakurada) (12-1857)                                                                        | Thêm một bố cục thẳng đứng với tầm nhìn bao quát cả núi Phú Sĩ ở hậu cảnh. Dấu hiệu chuyển mùa được thể hiện thông qua các biểu tượng đại diện cho năm mới. Bên phải là bức tường thuộc thành Edo. Góp mặt hai bên lề có những cành thông và hai cây vợt haceita đặc trưng của trò chơi đánh cầu hanetsuki, được tổ chức mỗi dịp tết đến tại đền Sensō-ji ở Asakusa; theo đó là một quả cầu vừa được phát lên trời. Những chiếc vợt này được làm từ tre, có trang trí yakusha-e, bijin-ga hoặc kadomatsu (vật trang trí truyền thống của năm mới) ở mặt sau. Như trong bản họa trước, một số cánh diều cũng xuất hiện trên bầu trời, một chiếc yakko trên cùng nổi bật với họa tiết kimono. Hậu cảnh là khuôn viên của lãnh chúa Nabeshima Kansō, một thợ làm pháo, với cánh cổng được trang trí bằng một dải rơm rạ. | Hibiya, Chūō 35°40′20″B 139°45′39,7″Đ / 35,67222°B 139,75°Đ                                                  |          |
| 4       | Đảo Tsukuda và cầu Eitai (永代橋佃しま Eitaibashi Tsukudajima) (2-1857) | Ở đây, giới thiệu một quang cảnh về đêm, có thể thấy một bến tàu trên hòn đảo nhỏ Tsukuda ở Vịnh Edo. Góc nhìn từ Eitaibashi (cầu Hoàng Tuyền), có thể nhận ra được qua một cột trụ ở phía bên trái. cây cầu dài nhất ở Edo này được khởi công vào năm 1698, bắc qua sông Sumida là con sông chính của thành phố. Hòn đảo cũng là một cảng cá được ủy quyền chính thức cung cấp cá tươi cho Tướng quân (shōgun). Vào những đêm đông xuân, shirauo (cá ngân) được đánh bắt bằng cách sử dụng ánh sáng từ đuốc để thu hút, điều này cũng được tái hiện trong bức tranh. | Tsukuda, Chūō 35°40′39,4″B 139°47′14,7″Đ / 35,66667°B 139,78333°Đ                                            |          |
| 5       | Đền Ryōgoku Ekōin và Cầu Moto-Yanagi (両ごく回向院元柳橋 Ryōgoku Ekōin Moto-Yanagibashi) (5-1857) | Một bố cục thẳng đứng lại được sử dụng, với ngọn núi Phú Sĩ và bầu trời rộng trong xanh, góc nhìn khác thường này xuất phát từ ngôi đền được nêu trong tiêu đề, mặc dù nó không xuất hiện mà thay vào đó một chòi gỗ cao ở bên trái. Một cái trống nằm trên nóc, cho thấy niềm đam mê của Hiroshige đối với những yếu tố mang tính truyền thống. Tại chòi gỗ này, trống được sử dụng cho các cuộc đấu sumo tổ chức trong khuyên viên chùa – giải đấu sumo đầu tiên được tổ chức tại đây vào năm 1768. Đền Ekōin được xây dựng vào năm 1657 – thuộc tông phái Tịnh độ (Jōdo) Phật giáo – để tưởng nhớ 100.000 nạn nhân trong trận hỏa hoạn đã tàn phá thành phố. Phía sau là dòng sông Sumida với thuyền phà tấp nập trên đó. Xuất hiện cả dinh thự Matsudaira của lãnh chúa Tanba, nằm cạnh cây cầu Moto-Yanagi cùng hàng liễu rủ. | Ryōgoku, Sumida 35°41′36″B 139°47′31″Đ / 35,69333°B 139,79194°Đ                                              |          |
| 6       | Trại cưỡi ngựa Hatsune ở Bakuro-chō (馬喰町初音の馬場 Bakuro-chō Hatsune no baba) (9-1857) | Hatsune, một trại tập luyện cưỡi ngựa lâu đời bậc nhất ở Edo hiện lên qua một góc nhìn khác thường, những tấm vải chắn trước tiền cảnh được thợ nhuộm từ quận Kon'ya lân cận đem đến phơi khô, chúng mang màu trắng, cam đất và tím kết hợp hài hòa nền trời phía sau. Phía trên các gian hàng thuộc trường đua là một tháp lửa trông coi toàn bộ khu vực. Đây là một nơi quen thuộc đối với Hiroshige, người đã kế thừa vị trí đội trưởng đội canh góc hỏa hoạn từ cha mình vào năm 1809, rồi ông lại lần lượt trao cho con trai vào năm 1832, để có thể cống hiến hết mình cho nghệ thuật. | Nihonbashibakuro-chō, Chūō 35°41′40,6″B 139°46′59,3″Đ / 35,68333°B 139,76667°Đ                               |          |
| 7       | Cửa hàng bông ở phố Ōdenma-chō (大てんま町木綿店 Ōdenma-chō momendana) (4-1858) | Khu phố Ōdenma-chō (phố bưu điện lớn) là một trạm bưu điện tập trung phần lớn các hàng hóa vận chuyển ở thủ đô Nhật Bản. Bên phải là các cửa hàng bán bông, một số trong đó có tên được khắc trên cửa như: Tahataya, Masuya và Shimaya. Trên các mái nhà, có thể nhìn thấy giá đỡ của thùng chứa nước mưa đề phòng hỏa hoạn. Bên dưới là hai geisha trong trang phục kimono màu xám được tô điểm bởi những họa tiết chuồn chuồn, đang rảo bước trên phố với khuôn mặt hầu như chưa có gì đặc sắc. Về bố cục chung, màu xanh lam được sử dụng khéo léo với nhiều cấp độ khác nhau, nhằm tạo ra được hiệu ứng đổ bóng. Theo Rosanne Lightstone, phối cảnh xiên của bản họa này đã tạo cảm hứng cho bức tranh Le Pont de l'Europe của họa sĩ ấn tượng người Pháp, Gustave Caillebotte. | Nihonbashiōdenma-chō, Chūō 35°41′18,7″B 139°46′34,9″Đ / 35,68333°B 139,76667°Đ                               |          |
| 8       | Suruga-chō (する賀てふ Suruga-chō) (9-1856) | Bản họa này được tác giả áp dụng phối cảnh tuyến tính phương Tây từ một vị trí cao, nhằm tái hiện con phố Suruga-chō kéo dài vào sâu bên trong làn sương mù, dẫn ánh nhìn thẳng tới ngọn núi Phú Sĩ mọc lên hùng vĩ phía sau. Khu phố tấp nập này được đặt theo tên cũ của tỉnh nơi núi Phú Sĩ tọa lạc, nằm rải rác ở đây là cơ số các cửa hàng dệt may. Phía hai bên đường, có thể thấy chữ cái trong tên của cửa hàng Mitsui: mitsu (ba) và i (tốt), ngày nay chúng đã trở thành chuỗi cửa hàng bách hóa Mitsukoshi | Nihonbashimuro-machi, Chūō 35°41′10,5″B 139°46′26,2″Đ / 35,68333°B 139,76667°Đ                               |          |
| 9       | Phố Yatsukōji gần cổng Sujikai (筋違内八ツ小路 ※ Sujikai uchi Yatsukōji) (11-1857) | Một góc nhìn trên cao được áp dụng, bao quát toàn cảnh đoàn diễu hành của lãnh chúa, xuất phát từ các địa phương đến thủ đô và ngược lại. Tuyến đường Yatsukōji (Bát lộ) chéo qua thành phố và là một trong những trung tâm giao thương chính ở đây. Khoảng không gian rộng và trống ở giữa đường phố được phác họa một cách tinh tế với các dải màu nâu, xanh lá cây và xám xen kẽ nhau, trong khi bầu trời thì biến đổi từ xanh lam sang trắng, rồi đến đỏ. Hậu cảnh phía xa là điện thờ Kanda nổi lên giữa làn sương mù đỏ đang bao quanh mặt sông Kanda. | Kandata-chō, Chiyoda 35°41′50,5″B 139°46′9,2″Đ / 35,68333°B 139,76667°Đ                                      |          |
| 10      | Bình minh ở đền Kanda Myōjin (神田明神曙之景 Kanda Myōjin akebono no-kei) (9-1857) | Nếu tại bản họa trước, kiến trúc ngôi điện chỉ được trông thấy từ xa, thì tại đây tác giả đã mang tới người xem một góc nhìn tại chính khuôn viên điện thờ Kanda. Với nền đất cao này, có thể nhìn ra toàn cảnh những mái nhà của thành phố vẫn chìm trong bóng tối, đối lập với ánh mặt trời đang dần hiện lên ở phía chân trời. Chắn giữa đằng trước là cây tuyết tùng cao sừng sững, mang lại một góc nhìn thẳng đứng cho bố cục. Phía sau đó là hình bóng của một thầy tu và vu nữ trong đền thờ, theo sau đó là phụ tá của cô, mặc quần áo màu sáng. Đền Kanda Myōjin được xây dựng vào năm 730, và là địa điểm tổ chức lễ thần hộ mệnh, trong đó người dân Edo sẽ tiến vào thành của Tướng quân để rước kiệu. | Soto-Kanda, Chiyoda 35°42′7″B 139°46′4,5″Đ / 35,70194°B 139,76667°Đ                                          |          |
| 11      | Điện Kiyomizudō và ao Shinobazu ở Ueno (上野清水堂不忍ノ池 Ueno Kiyomizudō Shinobazu no ike) (4-1856)                                                                                                 | Lại là một góc nhìn khác thường từ vườn Kiyomizudō, nằm trong khuôn viên đền Kan'ei-ji. Từ đây, hành lang ngôi đền hiện lên giữa vườn hoa anh đào, một vẻ đẹp phù du mà người Nhật Bản luôn đặc biệt ngưỡng mộ, có thể thấy rõ qua lễ hội Hanami. Hành lang có tầm nhìn hướng ra ao Shinobazu thuộc công viên Ueno với mặt nước mang một màu xanh dịu. Đối diện bên đường với những cây anh đào, là hàng "cây thông mặt trăng" đặc trưng với thân hình kỳ lạ, sẽ được miêu tả chi tiết hơn tại tấm 89. Tỷ lệ phóng đại của cây thông và sảnh thờ có lẽ là để phù hợp với góc nhìn thẳng đứng, cảnh này cũng cho thấy một chủ nghĩa hiện thực hơn so với cuốn minh họa Hồi ức Edo (Ehon Edo miyage) của tác giả.. | Ueno, Taitō 35°42′45,4″B 139°46′24,8″Đ / 35,7°B 139,76667°Đ                                                  |          |
| 12      | Ueno Yamashita (上野山した Ueno Yamashita) (10-1858) | Trọng tâm bản họa này nằm ở bên phải, một nhà hàng đồ ăn nhanh có tên Iseya, được viết bằng katakana và hiragana. Trên áp phích cũng có dòng chữ shisomeshi, một món ăn gồm cơm với lá shiso. Ở góc dưới bên trái là một tập hợp các quý cô thanh lịch với những chiếc ô lớn, có lẽ đang hướng đến đền thờ Ueno gần đó. Nổi bật giữa bầu trời là một đàn quạ, vốn rất nhiều ở vùng này. Tác phẩm được xuất bản vào tháng sau khi Hiroshige qua đời, được cho rằng hoàn thiện bởi Hiroshige II, dựa trên phác thảo mà sư phụ để lại. | Ueno, Taitō 35°42′38″B 139°46′24,5″Đ / 35,71056°B 139,76667°Đ                                                |          |
| 13      | Shitaya Hirokōji (下谷広小路 Shitaya Hirokōji) (9-1856) | Toàn cảnh phố Hirokōji, dẫn đến đền Kan'ei-ji ở Ueno, có thể trông thấy ngôi đền này cuối dãy phố, giữa một khu rừng ngập sương mù. Trong số những người trên đường phố, là một nhóm samurai nổi bật với kiếm trên hông và một đoàn dài những phụ nữ che ô. Ở phía bên phải chính là cửa hàng Matsuzakaya - vẫn tồn tại đến ngày nay ở địa điểm này, dành riêng cho thương mại dệt may. Tòa nhà được xây dựng lại gần đây sau khi bị phá hủy hoàn toàn bởi trận động đất năm 1855. | Ueno, Taitō 35°42′25,4″B 139°46′21,7″Đ / 35,7°B 139,76667°Đ                                                  |          |
| 14      | Khu vườn trong khuyên viên đền Nippori (日暮里寺院の林泉 Nippori jiin no rinsen) (2-1857) | Bố cục bản họa này có được từ một góc nhìn trên cao, trong khu vườn thuộc đền Shūshōin, nơi tràn ngập những bông hoa anh đào, tạo ra một màu hồng nhẹ nhàng. Cũng ở đây tác giả có điều kiện được kết hợp hoa anh đào và hoa đỗ quyên trong cùng một khung cảnh, điều mà không xảy ra trong tự nhiên vì chúng không nở cùng thời điểm. Tại một số bản in của bức họa này, màu hồng của hai cây anh đào phía trước có những vết thừa ra, có vẻ là do lỗi in ấn. Trong khu vực Nippori từng có nhiều đền thờ của cả Phật giáo và Thần đạo, tuy nhiên thời gian chung sống này đã không còn nữa với việc xóa bỏ Phật giáo và đưa Thần đạo trở thành tôn giáo chính thức vào năm 1868. | Nishinippori, Arakawa 35°43′51,8″B 139°45′57,7″Đ / 35,71667°B 139,75°Đ                                       |          |
| 15      | Dốc Suwa tại Nippori (日暮里諏訪の台 Nippori Suwanodai) (5-1856) | Tiếp tục là quang cảnh sân vườn thuộc khuôn viên điện thờ Suwa Myōjin, nằm giữa thiên nhiên nhưng lại gần với các khu phố đông đúc Nippori, Ueno và Asakusa. Cũng chính vì vậy mà nơi đây thu hút nhiều lượt du khách tới ngắm cảnh cũng như thưởng trà. Ở trục giữa là hai cây tuyết tùng đứng lộng lẫy, vây quanh bởi những bông hoa anh đào sắc hồng nổi bật. Tại phần hậu cảnh bên phải, có thể thấy hình dáng của núi Tsukubasan đặc trưng với phần đỉnh kép, dưới nền trời được tái hiện qua các sắc màu đỏ, trắng, xanh lam và tím đậm ở trên cùng. | Nishinippori, Arakawa 35°43′51,1″B 139°46′1,5″Đ / 35,71667°B 139,76667°Đ                                     |          |
| 16      | Công viên hoa và dốc Dangozaka tại Sendagi (千駄木団子坂花屋敷 Sendagi Dangozaka hanayashiki) (5-1856)                                                                                                | Một ví dụ tiêu biểu chứng minh sự điêu luyện của tác giả trong việc tái hiện những toàn cảnh bao quát, kết hợp giữa yếu tố tự nhiên và kiến trúc, rồi xen kẽ trong đó là những bóng người nhỏ bé. Phần dưới của bản họa, lại một lần nữa bị chi phối bởi hoa anh đào, đây là một công viên công cộng, là nơi để mọi người đi dạo, trò chuyện và thưởng trà. Những tán cây được một làn sương trắng với các sắc thái xanh đỏ bao phủ, cạnh đó là kiến trúc Shisentei (Pavilion of the Violet Spring). Mang đến một cái nhìn toàn cảnh về khu phố Ueno và ao Shinobazu. Khu vườn đã được thiết kế bốn năm trước đó bởi người làm vườn Kusuda Uheiji. Bản họa cũng được dùng để truyền tải thông tin tái thiết Shisentai sau trận động đất năm 1855 và chuyến thăm công viên của Tướng quân Tokugawa Iesada hai tháng trước khi xuất bản. | Sendagi, Bunkyō 35°43′30,5″B 139°45′40,4″Đ / 35,71667°B 139,75°Đ                                             |          |
| 17      | Góc nhìn về phía bắc từ núi Asukayama (飛鳥山北の眺望 Asukayama kita no chōbō) (5-1856) | Như trong hai bản họa trước, một nhóm người đang thưởng trà dưới tán hoa anh đào, bên dưới là cánh đồng lúa bát ngát với tông màu xanh lá cây nhạt, trong khi hậu cảnh là hình dáng đặc trưng của núi Tsukubasan. Vùng đất này thuộc về đền Kinrin-ji, nhưng có thể đã thành nơi công cộng bởi quy định năm 1737 được tướng quân (shōgun) Tokugawa Yoshimune thông qua; đến năm 1873 nơi đây trở thành công viên công cộng đầu tiên của Nhật Bản hiện đại. Hirohige đã thực hiện bản in này ngay sau khi tướng quân Tokugawa Iesada đến thăm khu vực này vào năm 1856, một minh chứng về tính chất tư liệu của nhiều bản họa trong sê-ri này. | Công viên Asukayama, Kita 35°45′5″B 139°44′18″Đ / 35,75139°B 139,73833°Đ                                     |          |
| 18      | Điện thờ Inari ở Ōji (王子稲荷の社 Ōji Inari no yashiro) (9-1857) | Điện thờ này thuộc một nhánh của đền Fushimi Inari ở Kyōto, nằm trên ngọn đồi gần Ōji, một thị trấn gần Edo. Inari là vị thần của lúa gạo, vì vậy nơi đây là trung tâm hành hương cho những người nông dân cầu mong cho một mùa màng bội thu. Hiroshige một lần nữa đã chọn một góc nhìn khác thường, chỉ cho thấy một phần cấu trúc ngôi đền, còn lại chủ yếu là rừng tuyết tùng tươi tốt bao quanh nó. Nổi bật là màu đỏ đậm trên thân gỗ của ngôi đền, vì theo Thần đạo màu này xua đuổi ma quỷ. Ở nền, phần đỉnh kép của Tsukubasan lại được hiện lên. | Kishi-machi, Kita 35°45′21,9″B 139°44′0″Đ / 35,75°B 139,73333°Đ                                              |          |
| 19      | Con đập sông Otonashi ở Ōji (王子音無川堰棣 Ōji Otonashigawa entei) (2-1857) | Con đập này được gọi là Ōtaki (Thác lớn). Hai bên dòng sông một lần nữa xuất những hàng hoa anh đào nổi bật. Sông Otonashi ("Dòng sông lặng im") bắt nguồn từ thác nước, được tái hiện qua màu xanh lam nhẹ, và mạnh để biểu thị độ sâu của nước tại giữa sông. Dưới chân thác và ven bờ, có thể thấy bóng dáng nhỏ bé của những người đang tắm sông. Trong khu rừng, nằm dưới những cây tuyết tùng cao là điện thờ Phật A-di-đà, thuộc ngôi đền Kinrin-ji. Hiroshige thực hiện bức họa này để kỉ niệm một chuyến thăm của Tướng quân Iesada đến khu vực này vào năm 1857. | Ōji, Kita 35°45′8″B 139°44′8,7″Đ / 35,75222°B 139,73333°Đ                                                    |          |
| 20      | Phà Kawaguchi và đền Zenkōji (川口のわたし善光寺 Kawaguchi no watashi Zenkōji) (2-1857) | Chính giữa bản họa là một nhánh sông Sumida – thường được gọi là Arakawa, và cũng là mốc ranh giới phía bắc của Edo. Dòng sông xuất hiện theo đường chéo, và cũng giống như tấm trước, màu sông được làm đậm hơn tại trung tâm. Trên mặt sông gồm một số bè khai thác gỗ và chiếc thuyền phục vụ khách qua sông tương tự như phà. Ở phía xa hiện lên kiến trúc màu đỏ thẫm là ngôi đền Zenkōji nổi tiếng với biểu tượng Phật giáo hibutsu bí ẩn của Nhật Bản, người thường chỉ có cơ hội chiêm ngưỡng 17 năm một lần. Ngôi đền bị che khuất một phần bởi hộp tiêu đề, có lẽ đây cũng là dụng ý của tác giả ám chỉ sự bí ẩn này. | Kita / Kawaguchi, Saitama 35°47′38″B 139°43′16,7″Đ / 35,79389°B 139,71667°Đ                                  |          |
| 21      | Núi Atagoyama ở Shiba (芝愛宕山 Shiba Atagoyama) (8-1857) | Núi Atagoyama nằm ở phía nam của Hoàng cung Edo, chỉ cao hơn 26 mét so với mặt nước ở vịnh Edo. Trên đỉnh của nó là khu bảo tồn Atago, ở bản họa này chỉ xuất hiện một cây cột và một mảnh phần mái của nó. Vào đêm giao thừa, một buổi lễ được tổ chức tại ngôi đền này để cầu may mắn, sức khỏe và thịnh vượng, cũng như xua đuổi nạn đói và bệnh tật. Do đó, xuất hiện một thầy tu trong bộ lễ phục biểu tượng Phật giáo màu trắng, cầm trên tay phải một thìa cơm lớn, một biểu tượng của sự thanh cao, và bên trái là một cây chùy, một biểu tượng mạnh mẽ tương trưng cho việc bảo vệ giáo lý Phật giáo. Ông đeo lá rong biển như một chiếc vòng cổ, vật mà sau khi làm lễ sẽ được được truyền lại cho các tín đồ để chống cảm lạnh. Đây cũng là một trong những hình ảnh người cao tuổi có thần thái nhất được Hiroshige miêu tả trong toàn bộ tác phẩm. Ở hậu cảnh, gồm những ngôi nhà gần cảng Edo và ngoài vịnh là vài cánh buồm phía chân trời, nhuốm màu đỏ của bình minh. Thẻ vàng bên trái có dòng chữ: shōgatsu mikka, Bishamon tsukai (vào ngày thứ ba của tháng đầu tiên, nhà truyền giáo từ Bishamon). | Atago, Minato 35°39′53,2″B 139°44′54,4″Đ / 35,65°B 139,73333°Đ                                               |          |
| 22      | Hiroo trên sông Furukawa (渋谷区広尾 Hiroo Furukawa) (7-1856) | Sông Furukawa uốn lượn giữa những ngọn đồi xanh ngắt, trên cây cầu cong bắc qua sông là những bóng người nhỏ bé đang băng qua, một số có ô che nắng. Dòng sông mang sắc xanh nhạt, đôi bờ màu đậm hơn. Ở phía bên trái là lữ quán Kitsune (Con cáo), nổi tiếng với đặc sản unagi (lươn nước ngọt nướng). Còn phía trên bầu trời mang một vẻ phớt hồng của mặt trời đang mọc. Nhưng kể từ khi con sông được thiết kế thành kênh đào, khu vực này cũng dần được đô thị hóa, phong cảnh bình dị này không còn tồn tại nữa mà thay vào đó là một trong những khu phố thanh lịch bậc nhất Tōkyō. | Hiroo, Shibuya 35°38′49,7″B 139°43′53,8″Đ / 35,63333°B 139,71667°Đ                                           |          |
| 23      | Ao Chiyogaike ở Meguro (目黒千代か池 Meguro Chiyogaike) (7-1856) | Chiyogaike (ao Chiyo) là địa điểm gắn liền với một truyền thuyết nổi tiếng: trong đó có người phụ nữ tên Chiyo (thế kỷ XIV) đã tự kết liễu đời mình vì quá tuyệt vọng trước cái chết của chồng cô, chiến binh Nitta Yoshioki. Trong bản họa này, tác giả tái hiện một khung cảnh bình dị với một vườn hoa anh đào, đang được bao phủ trong một làn sương trắng đỏ lơ lửng bên trên, cạnh đó là những tầng thác nước chảy vào ao. Cùng với đó là hình ảnh hai người phụ nữ và một cô gái đang đứng trên mô đất nhỏ gần đó. Đáng chú ý ở đây là việc bóng cây được phản chiếu trên mặt nước, điều mà hiếm khi được Hiroshige quan tâm, chúng được tái hiện tại đây nhờ ảnh hưởng của kỹ thuật hội họa phương Tây. | Meguro, Meguro 35°38′15″B 139°42′46″Đ / 35,6375°B 139,71278°Đ                                                |          |
| 24      | Núi Phú Sĩ mới ở Meguro (目黒新富士 Meguro Shin-Fuji) (4-1857) | Ngọn đồi này là một trong nhiều bản sao của Núi Phú Sĩ, được đắp từ năm 1829 bởi Kondō Jūzō, một chư hầu của Đại tướng quân. Phong tục này bắt nguồn từ năm 1780 với bản sao đầu tiên ở Takata-chō, dành cho các tín đồ thờ phụng núi Phú Sĩ (Fuji shinkō). Phía dưới, nước từ máng Mita chảy ra uốn khúc, xen giữa đồng cỏ xanh và hàng anh đào. Một số người dạo quanh khu vườn, trong khi số khác đang trên đường lên đỉnh đồi và một số khác nữa đã ở sẵn trên đỉnh, ngồi thưởng thức toàn cảnh thiên nhiên. Xa hơn là những cánh đồng và rừng cây bát ngát, đang được bao phủ bởi một lớp sương mù hồng và vàng. Ngọn núi Phú Sĩ nổi bật trên nền trời, mang một màu hồng nhạt của sáng sớm. | Nakameguro, Meguro 35°38′36,5″B 139°42′17,5″Đ / 35,63333°B 139,7°Đ                                           |          |
| 25      | Núi Phú Sĩ nguyên bản ở Meguro (目黒元不二 Meguro Moto-Fuji) (4-1857) | Một khung cảnh tương tự như bản họa trước, núi Phú Sĩ được nhìn thấy từ một bản mô phỏng của nó. Không giống với tấm trước, ngọn đồi này cao 12 mét được đắp vào năm 1812, vì là bản sao đầu tiên ở Edo nên nó được gọi là "nguyên bản". Trọng tâm tiền cảnh là phần dốc ngọn đồi, từ đây một cây thông cao mọc lên với cành lá phủ hết một phần bản họa. Ở giữa tiếp tục là một vườn hoa anh đào, nơi một nhóm lữ khách đang ngồi nghỉ, trong khi phía chân trời là ngọn núi lửa hùng vĩ mà người Nhật luôn ngưỡng mộ như một vị thần. Cần lưu ý rằng cây anh đào ở bản họa này không nở hoa, chúng có lá màu rám nắng của mùa thu; tuy nhiên, do có liên kết với chủ đề của bản họa trước nên đã được đưa vào bộ mùa xuân. Bầu trời có sự chuyển màu tinh tế từ đỏ qua màu trắng, từ vàng sang màu xanh lam rồi dần trở nên tối hơn khi lên trên. | Kamimeguro, Meguro 35°38′48″B 139°42′3,7″Đ / 35,64667°B 139,7°Đ                                              |          |
| 26      | "Cây thông treo giáp" và dốc Hakkeizaka (八景坂鎧掛松 Hakkeizaka yoroikakematsu) (5-1856) | Hakkeizaka là một sườn núi nổi tiếng nằm trên Vịnh Edo, đứng từ đây có thể phóng tầm mắt ra tám góc nhìn với phong cảnh tuyệt đẹp xung quanh. Cái tên này xuất phát từ Tám cảnh Xiaoxiang của Trung Quốc (trong tiếng Nhật là Shōshō hakkei), một chủ đề thơ ca nổi tiếng được giới thiệu vào thế kỉ 14, được coi là biểu tượng trong việc thể hiện phong cảnh đẹp như tranh vẽ. Một cây thông có hình dáng kỳ lạ sừng sững trên ngọn đồi, chiếm trọn phần trung tâm của bố cục; theo truyền thuyết, chiến binh Minamoto no Yoshiie đã treo áo giáp của mình lên cây này, trước khi khuất phục một gia tộc đối địch ở tỉnh Mutsu (Aomori ngày nay). Dọc bờ biển là Tōkaidō, tuyến đường nổi tiếng nối liền giữa Edo đến Kyōto, Hiroshige cũng đã có cơ hội được du dành dọc theo tuyến đường này để rồi sáng tác ra loạt bản họa Năm mươi ba trạm nghỉ của Tōkaidō. Một số người ngồi ngồi quanh gốc thông, thưởng ngoạn cảnh vật trong khi uống trà hoặc rượu sake. | Ōmorikita, Ōta 35°35′18,6″B 139°43′36,7″Đ / 35,58333°B 139,71667°Đ                                           |          |
| 27      | Vườn mơ ở Kamada (大田区蒲田 Kamada no umezono) (2-1857) | Đây được công nhận là một trong những bản họa đẹp nhất sê-ri, đặc biệt là cách xử lý bầu khí quyển với bảng màu tinh tế, từ hồng trắng đến đỏ sẫm, trải qua các cấp độ một cách nhịp nhàng, cho thấy quang cảnh bình minh đậm chất trữ tình và khơi gợi xúc cảm. Bối cảnh diễn ra trong một khu vườn mơ đang nở hoa trắng muốt. Một số gian hàng và người đi bộ có thể nhìn thấy ở giữa nền, trong khi một chiếc kiệu được cắt ra ở phía bên phải, một đặc trưng cho thấy sở thích của người họa sĩ đối với các yếu tố giai thoại và góc nhìn khác lạ. Bản họa này nhận được nhiều ngưỡng mộ ở phương Tây, đặc biệt là với những họa sĩ theo trường phái ấn tượng. | Kamata, Ōta 35°33′53″B 139°43′37″Đ / 35,56472°B 139,72694°Đ                                                  |          |
| 28      | Đồi Hoàng Cung ở Shinagawa (品川御殿やま Shinagawa Gotenyama) (4-1856) | Gotenyama, ngọn đồi nằm bên cạnh Hoàng cung Edo cổ kính, được thiết kế và xây dựng vào năm 1457 bởi Ōta Dōkan và đây cũng là khu nhà vườn nông thôn được shōgun lui đến vào thế kỷ 17, trong thời gian Hoàng cung bị hỏa hoạn thiêu rụi. Địa điểm này là một trong những nơi nổi tiếng nhất để ngắm hoa anh đào, thu hút nhiều du khách đến thưởng ngoạn. Dưới chân đồi là một con sông với cây cầu nhỏ bắc ngang, nơi hai người phụ nữ đang băng qua. Trên sườn đồi, có những vết nứt, lở do việc khai thác đá dùng để gia cố cấp tốc vào năm 1853, sau sự xuất hiện của Đề đốc Matthew Perry. | Kita-shinagawa, Shibuya 35°37′15,7″B 139°44′22,2″Đ / 35,61667°B 139,73333°Đ                                  |          |
| 29      | Điện thờ Moto-Hachiman ở Sunamura (砂むら元八まん Sunamura Moto-Hachiman) (4-1856) | Mặc dù điện thờ được ghi trên tiêu đề, dấu hiệu duy nhất của nó chỉ là một cánh cổng torii (điểu cư) ở góc dưới phải. Còn lại là một cảnh quan rộng lớn với con đê cắt ngang, tất cả được tái hiện qua tầm mắt của một chú chim, vịnh Edo ngoài xa bị thu hẹp lại với vài cánh buồm trên đó. Thực vật bao gồm một số anh đào và hàng thông cao, cũng như thảm lau sậy trải rộng ở khu vực tiếp giáp với vịnh. Khu vực đầm lầy Sunamura hiện nay đã cạn kiệt nước để nhường chỗ cho phát triển đô thị; là một phần của quận Kōtō-ku hiện đại. Tấm này cho thấy một số ảnh hưởng từ hội họa Trung Quốc, mà Hiroshige biết đến, thông qua một trong những người thầy của ông, Ōoka Unpō. | Minami-suna, Kōtō 35°40′9,4″B 139°50′15,6″Đ / 35,66667°B 139,83333°Đ                                         |          |
| 30      | Vườn mơ ở Kameido (亀戸梅屋舗 Kameido Umeyashiki) (11-1857) | Bản họa này có một số điểm tương đồng với số 27, tuy nhiên tiền cảnh ở đây là một cành mơ chắn ngang bố cục rồi mới đến vườn mơ ở hậu cảnh, một ví dụ tiêu biểu cho thấy sở thích của tác giả đối với những khung hình và hiệu ứng quang học khác thường. Giống với bức thứ 27, các sắc màu trắng, hồng và đỏ của bầu trời một lần nữa được làm nổi bật, theo sự phân cấp tinh tế và gây ấn tượng mạnh với thị giác. Khu vườn thuộc về ngôi đền Kameido Tenjinsha, cây mơ chắn giữa với hình dáng khác thường này còn được biết đến với cái tên Garyūbai (Ngọa long mai), nó còn được nhắc tới trong hầu hết các cẩm nang du lịch Edo. Không may thay, cái cây đã biến mất trong một trận lũ lụt vào năm 1910. Người ta nói về nó trong Danh sách các danh thắng ở Edo: “Nó thực sự giống như thể một con rồng. Cành này mọc lên từ cành khác và cứ như vậy mà vươn lên từ mặt đất. Cành hoa kéo dài sang phải và trái, mùi thơm của nó làm lu mờ cả hương hoa lan, còn những bông hoa trắng rực rỡ mọc san sát nhau làm xua tan đi ánh hoàng hôn". Vincent van Gogh đã sao chép bức tranh này vào năm 1887. | Kameido, Kōtō 35°42′16,3″B 139°49′26,1″Đ / 35,7°B 139,81667°Đ                                                |          |
| 31      | Điện thời Azuma no mori và cây long não xoắn (吾嬬の森連理の梓 Azuma no mori renri no azusa) (7-1856)                                                                                                 | Cây long não ở tiêu đề đứng giữa và vươn cao hơn những cây kế bên, hướng về phía bầu trời nơi có một đàn chim bay qua. Hai cành của nó là đại diện cho cả hai giới tính, nam và nữ. Trong thần thoại, loài cây này là biểu tượng của Hoàng tử Yamato Takeru và người vợ Ototachibana-hime. Theo truyền thuyết, cha của hoàng tử là Thiên hoàng Keikō, gửi con trai mình đến chiến trường phương bắc. Khi đang trên vượt biển, Takeru đã có những thái độ chế diễu biển cả, sự ngạo nghễ của ông đã đánh thức cơn thịnh nộ của các vị thần, một cơn bão được gửi đến đánh chìm con tàu mà người con trai đang ở trên. Nhưng sau đó công chúa đã gieo mình xuống biển, hiến tế bản thân để đổi lấy sự sóng cho chồng mình. Trên đường hồi kinh Takeru có đi qua con đèo Usui, cảnh vật nơi đây khiến Takeru nhớ đến nàng Ototachibana-hime và gọi tên: “Ôi, Azuma, Azuma!” (Azuma là vợ). Kể từ đó khu vực này được đặt tên Azuma. Takeru sau này cũng đã trồng cây long não trên mộ của cô để tưởng nhớ. Khu điện thờ Azuma bao quanh rừng cây thưa thớt, làm nổi bật lên con đường vàng dẫn đến đây. Kích thước cây cối đã được Hiroshige phóng đại có chủ ý, nhằm mang lại yếu tố nhấn mạnh cho bố cục.. | Tachibana, Sumida 35°42′19,9″B 139°49′36,4″Đ / 35,7°B 139,81667°Đ                                            |          |
| 32      | Đảo Yanagishima (柳しま Yanagishima) (4-1857) | Đảo Yanagishima (Đảo liễu) nằm ở phía đông bắc Edo, cạnh bờ sông Sumida. Du khách có thể đến được khi băng qua cầu Yanagi (Cầu liễu) có mái vòm, dưới chân cầu là nhà hàng Hashimotoya. Ở gần đó, điện thờ Myōkendō thuộc ngôi đền Nichiren Hōshōji, hiện lên với màu đỏ sẫm đặc trưng. Nơi đây nổi tiếng với hình ảnh Bồ tát Myōken, thường được lui đến để cầu mong tránh khỏi hỏa hoạn, có một cuộc sống sung túc và ấm êm. Họa sĩ vĩ đại Katsushika Hokusai là một tín đồ rất sùng kính ngôi đền này. Ở ven sông là một cầu cảng dẫn lên khuôn viên chùa. Xa xa giữa làn sương mù, nổi rõ hình dáng đặc trưng của Núi Tsukubasan. | Narihira, Sumida 35°42′27,3″B 139°49′5,9″Đ / 35,7°B 139,81667°Đ                                              |          |
| 33      | Sà lan dọc kênh Yotsugi-dōri (四ツ木通用水引ふね Yotsugi-dōri yōsui hikifune) (2-1857) | Trọng tâm bố cục là con kênh Yotsugi-dōri, một nhánh phía sông Sumida, được khởi công vào đầu thế kỷ 17 để dẫn nước uống đến thành phố, mặc dù sau đó nó được sử dụng với mục đích tưới tiêu và giao thông – tạo thành một đường cong lớn dần ẩn mình trong làn sương mù. Màu xanh của dòng kênh và ven bờ tương phản với màu vàng tươi của con đường bao quanh, trên đó có một số lữ khách đang bộ hành, trong khi một số thuyền di chuyển trên kênh, số khác di chuyển bằng dây của những người khuân vác. Mặc dù con kênh thẳng, tác giả đã uốn khúc để gây ấn tượng hơn. | Yotsugi, Katsushika 35°44′7,7″B 139°50′4″Đ / 35,73333°B 139,83444°Đ                                          |          |
| 34      | Cảnh đêm ở Matsuchiyama và kênh San'yabori (真乳山山谷堀夜景 Matsuchiyama San'yabori yakei) (8-1857)                                                                                                  | Một bức tả cảnh đêm thứ hai, sau tấm 4. Cũng là một trong số ít – với tấm 21 – mô tả hình ảnh người trưởng thành, cụ thể trong bản họa này là một geisha. Người phụ nữ được tái hiện trong trang phục truyền thống, với khuôn mặt trang điểm với tông màu trắng đậm tương phản với bầu trời đêm đầy sao, đang phản chiếu trên mặt nước của sông Sumida. Đáng chú ý là kiểu tóc và trang phục của người phụ nữ được miêu tả với độ chính xác cao, cho thấy tác giả đã được qua đào tạo bài bản về thể loại bijin-ga. Phía sau là ánh đèn từ nhiều địa điểm khác nhau trên đồi Matsuchiyama, trên đỉnh là đền Shōten. Ngọn đồi này cũng là thượng nguồn của kênh San'yabori, chảy đến khu phố giải trí Shin-Yoshiwara. | Asakusa, Taitō 35°42′57,3″B 139°48′23,3″Đ / 35,7°B 139,8°Đ                                                   |          |
| 35      | Đền Suijin và vùng Massaki bên sông Sumida (隅田川水神の森真崎 Sumidagawa Suijin no mori Massaki) (8-1856)                                                                                            | Một lần nữa, tác giả lại cho thấy một tiền cảnh được bao phủ bởi anh đào từ phía phải, những bông hoa đẹp với tông màu trắng và hồng được tái hiện đến từng chi tiết, thực hiện bằng kỹ thuật kimedashi (dập nổi), ép giấy vào những dấu khắc trên tấm ván gỗ. Dưới chân là khu rừng thuộc đền Suijin, thờ phụng các thủy thần ở sông Sumida, từ góc nhìn này có thể nhìn thấy lối vào một cổng torii và một điện thờ ngoài đầu. Trên đường đi, một số người đang tiến đến bến phà Hashiba - sẽ được tái hiện trong tấm 37 - và ở nền có thể nhìn thấy vùng Massaki và núi Tsukuba. | Tsutsumidōri, Sumida và Minamisenju, Arakawa 35°43′58″B 139°48′45,8″Đ / 35,73278°B 139,8°Đ                   |          |
| 36      | Quang cảnh từ Massaki đến khu rừng đền Suijin, lối vào Uchigawa và làng Sekiya (真崎辺より水神の森内川関屋の里を見る図 Massaki atari yori Suijin no mori Uchigawa Sekiya no sato wo miru zu) (8-1857) | Một lần nữa, sở thích của tác giả đối với những góc nhìn khác thường được thể hiện mãnh liệt, phong cảnh được miêu tả thông qua một cánh cửa sổ trượt, phía sau là một cành mơ. Nơi đây có thể là một quán trà, với một bình hoa mộc lan lấp ló ở lề trái. Sau khung cửa số là một cái nhìn toàn cảnh về vùng Massaki, phía bắc của phố đèn đỏ Shin-Yoshiwara, được bao quanh bởi sông Sumida. Trong khu rừng bên phải mập mờ một cánh cổng torii của đền Suijin, đã xuất hiện trong bản họa trước. Ở hậu cảnh, vẫn là ngọn núi Tsukuba và một đàn chim bay trên bầu trời. | Minamisenju, Arakawa 35°43′47″B 139°48′30,3″Đ / 35,72972°B 139,8°Đ                                           |          |
| 37      | Lò nung và bến phà Hashiba bên sông Sumida (墨田河橋場の渡かわら竈 Sumidagawa hashiba no watashi kawaragama) (4-1857)                                                                                 | Bến phà Hashiba ở tấm số 35 một lần nữa xuất hiện, với một số phà đang đưa khách qua sông Sumida. Trong khi tiền cảnh ở góc dưới trái là những lò nung, từ đó một cột khói bốc lên trời với phân bố màu sắc từ xám đen đến trắng. Vài con mòng biển thuộc loài miyakodori ngâm mình giữa dòng sông. Khu rừng ở hậu cảnh, với đền Suijin cũng được góp mặt, và xa xa vẫn là ngọn núi Tsukuba. Các sọc mờ màu xanh và vàng giống mây trên bầu trời lần đầu tiên xuất hiện, được áp dụng với kỹ thuật atenashi bokashi. Đàn chim xám trên mặt sông ngầm nhắc đến một tác phẩm văn học cổ đại (Truyện Ise), trong đó có kể lại rằng một lữ khách đến từ Kyoto đã sáng tác một bài thơ trong khi ngắm những loài chim vô danh tại nơi này. Theo Smith, làn khói hiện ra tại đây (che khuất đi cổng torii của điện thờ Suijin) mang một ý nghĩa thi ca nhất định, biểu tượng cho sự sống và cô độc của người lữ khách. | Minamisenju, Arakawa / Hashiba, Taitō / Tsutsumidōri, Sumida 35°43′41″B 139°48′35″Đ / 35,72806°B 139,80972°Đ |          |
| 38      | Bình minh ở Yoshiwara (廓中東雲 Kakuchū shinonome) (4-1857) | Tiến đến khu phố đèn đỏ Shin-Yoshiwara, nằm ở quận Asakusa, gần đền Kinryūzan. Được dựng lên để thay thế cho Yoshiwara cũ trước đó ở Nihonbashi, gần cung điện Shōgun, đã bị phá hủy trong trận đại họa hoạn Meireki de 1657. Sau đó, Shin-Yoshiwara (Tân Yoshiwara) lại bị phá hủy trong trận động đất năm 1855, nhưng được gây dựng lại vào năm 1857, thời gian này năm bản họa được tác giả thực hiện tại khu vực này, một ví dụ cho tính chất tư liệu của bộ tác phẩm này. Mại dâm được đặt dưới sự kiểm soát của chính phủ, không phải vì lý do đạo đức mà là vấn đề sức khỏe cộng đồng cũng như để thu thuế. Bầu trời thể hiện đang là khoảng thời gian tờ mờ sáng, khi mà mặt trời chưa lên cao. Đường phố, nhà cửa, cùng những cánh hoa anh đào được thể hiện bằng một màu xám nhạt thay vì màu hồng tươi như những bản họa trước. Mặt khác, bóng dáng của những người đi bộ được chiếu sáng bởi đèn đường, trang phục vẫn được thể hiện đầy đủ màu sắc, đạt được độ tương phản sống động ngược lại ánh sáng mập mờ của môi trường. | Asakusa, Taitō 35°43′27,2″B 139°47′45,9″Đ / 35,71667°B 139,78333°Đ                                           |          |
| 39      | Đền Kinryūzan và cầu Azuma trông từ xa (吾妻橋金龍山遠望 Azumabashi Kinryūzan enbō) (8-1857) | Một góc nhìn khác thường nữa được đánh giá cao khi cảnh vật bị chắn ngang bởi chiếc thuyền ngắm cảnh, tuy nhiên, nó bị cắt ở cả hai đầu, và có thể thoáng nhìn thấy kiểu tóc và trang phục của một geisha ở trên đó. Phần hậu cảnh, là một bến tàu và nổi bật với màu đặc trưng là ngôi đền Kinryūzan (đền thờ rồng vàng) (Sensō-ji hiện tại), bên cạnh điện thờ chính là một ngọn tháp năm tầng. Xa hơn nữa là núi Phú Sĩ đầy tuyết. Xuyên suốt bố cục, những chiếc lá hoa anh đào bay lơ lửng, tạo nên một nhịp điệu thơ mộng cho toàn bộ bản họa, trong đó là sự tương phản giữa phù du và vĩnh hằng: phù du của hoa anh đào trước núi Phú Sĩ vĩnh cửu, tình yêu phù du của nàng geisha trước cõi vĩnh hằng tâm linh nơi đền thờ. | Asakusa, Taitō 35°42′52″B 139°48′15″Đ / 35,71444°B 139,80417°Đ                                               |          |
| 40      | Ẩn thất Bashō trên đồi hoa trà và cầu cống Sekiguchi (せき口上水端はせを庵椿やま Sekiguchi jōsuibata Bashōan Tsubakiyama) (4-1857)                                                                    | Một mật thất dành riêng cho nhà thơ vĩ đại Matsuo Bashō, được các học trò dựng lên vào dịp kỷ niệm 50 năm ngày mất của ông, 1743. Tọa lạc ở Tsubakiyama (đồi hoa trà), thuộc quyền sở hữu của gia đình Hosokawa (bao gồm Morihiro Hosokawa, Thủ tướng Nhật Bản từ năm 1993 đến 1994). Cầu cống Sekiguchi là một trong những nguồn cung cấp nước chính cho thành phố, được duy trì bằng thuế hàng năm do người dân đóng. Như thường lệ, những nhân vật nhỏ bé rảo bước trên bờ sông tạo nên yếu tố con người giữa cảnh vật thiên nhiên. | Sekiguchi, Bunkyō 35°42′44,3″B 139°43′24,6″Đ / 35,7°B 139,71667°Đ                                            |          |
| 41      | Đền Hachiman ở Ichigaya (市ヶ谷八幡 Ichigaya Hachiman) (10-1858) | Bản họa này thường được gán cho Hiroshige II, vì đã bị bên kiểm duyệt niêm phong một tháng sau cái chết của người thầy, mặc dù không loại trừ khả năng người đệ tử đã thực hiện dựa trên bản phác thảo sư phụ để lại. Đây là một bố cục điển hình của loạt tác phẩm, ở định dạng thẳng đứng. Phía dưới là một khu phố Ichigaya nhộn nhịp, nổi tiếng với các quán trà và lầu xanh lenocinio, cạnh đó là một nhà ga thuộc tuyến Đường sắt Đông Nhật Bản. Một vài đám mây màu trắng pha đỏ, vàng lơ lửng phía trên, trong khi đền Hachiman, thờ phụng Inari, nằm trên đỉnh núi bao quanh là cây cối rậm rạp và anh đào. | Ichigayahachiman-chō, Shinjuku 35°41′33,8″B 139°44′1,5″Đ / 35,68333°B 139,73333°Đ                            |          |
| 42      | Hoa anh đào bên sông Tama (玉川堤の花 Tamagawa tsutsumi no hana) (2-1856) | Họa tiết chính của bản họa lại là hoa anh đào, chúng xuất hiện trong hầu hết các bản họa mùa xuân. Người Nhật Bản luôn luôn loài cây này, như việc tổ chức lễ hội Hanami. Đại lộ dọc theo con sông Tama được xây dựng năm 1730 bởi Đại tướng quân Tokugawa Yoshimune, cũng người đã tạo ra những công viên công cộng đầu tiên ở Edo. Một số lượng lớn người lưu thông khắp đại lộ, đối lập với những công trình phía bên phải, là một trong những tụ điểm mại dâm ở khu Shinjuku. Màu sắc trong tác phẩm này được kết hợp tinh tế, nhẹ nhàng nhưng vẫn gây được những ấn tượng với người xem. | Shinjuku, Shinjuku 35°41′21,6″B 139°42′8″Đ / 35,68333°B 139,70222°Đ                                          |          |
| 43      | Cầu Nihon và Edo (日本橋江戸ばし Nihonbashi Edobashi) (12-1857) | Một bố cục mới tiếp tục được tác giả thế hiện, cảnh vật được nhìn thoáng qua xà ngang của cây cầu. Một cột trụ chiếm hoàn toàn phía trái, trên cầu có thể thấy một giỏ cá (cá ngừ) từ lề phải, tuy nhiên người gánh cá không được xuất hiện trong bố cục. Những cột gỗ này thuộc về cầu Nihonbashi (cầu Nhật Bản hay cầu Mặt trời mọc), còn ở nền là cây cầu Edobashi (cầu Edo). Ở phía chân trời, là một dải sắc đỏ của mặt trời mọc. Với tấm này bắt đầu cho loạt bản họa dành riêng cho mùa hạ, trùng với mô típ trước đây (với cây cầu Nihon) tại tấm 1 bắt đầu của mùa xuân. Góc nhìn ở đây xuất phát từ hướng đông, đối diện với tấm 1. | Nihonbashi, Chūō 35°41′3,2″B 139°46′28,8″Đ / 35,68333°B 139,76667°Đ                                          |          |
| 44      | Quang cảnh phố Nihonbashi itchōme (日本橋通一丁目略図 Nihonbashi Tōri itchōme ryakuzu) (8-1858) | Quang cảnh một khu thương mại ở Edo được đặt tên theo cầu Nihonbashi, nơi luôn tấp nập người buôn bán qua lại. Phía trước là những vũ nữ Sumiyoshi được che dưới chiếc ô lớn, nhóm người này biểu diễn lưu động trên khắp các đường phố; đi sau là một nghệ nhân shamisen. Trong số các tòa nhà đằng sau là cửa hàng Shirokiya được thành lập vào năm 1662, một trong những bách hóa chính của thành phố lúc đó, sau này được sát nhập với chuỗi Tōkyū. Một sạp dưa được dựng trên vỉa hè, một cụ già đứng đó mua hàng trong khi đang ăn một quả. Cạnh đó là một người phục vụ từ nhà hàng Tōkyōan trên tay khay rượu sake và những hộp mì ống kiều mạch. | Nihonbashi, Chūō 35°40′57″B 139°46′23,7″Đ / 35,6825°B 139,76667°Đ                                            |          |
| 45 (62) | Cầu Yatsumi (八ツ見のはし Yatsumi no hashi) (8-1856) | Tiêu đề Yatsumi no hashi có nghĩa là "quang cảnh của tám cây cầu", bởi đứng từ đây (cầu Ichikoku) có thể phóng tầm mắt thấy được liên tiếp tám cây cầu dọc theo con sông. Một lần nữa, tác giả đặt tiền cảnh ở phía phải là những cành liễu, rủ xuống, còn ở góc dưới trái có một số xà ngang của cây cầu. Ở mặt sông là một số thuyền chờ gỗ hoặc đánh cá. Các mái nhà ở hậu cảnh thuộc về Thành Edo phía sau là ngọn núi Phú Sĩ uy nghi sừng sững. Bầu trời có sự chuyển màu thông thường, cắt ngang qua là hai con chim én. | Yaesu and Nihonbashihongoku-chō, Chūō 35°41′4,7″B 139°46′16,8″Đ / 35,68333°B 139,76667°Đ                     |          |
| 46 (45) | Phà Yoroi, Koami-chō (鎧の渡し小網町 Yoroi no watashi Koami-chō) (10-1857) | Tại tấm này, Hiroshige sử dụng một góc nhìn cận cảnh ven bờ sông. Một dãy nhà kho kéo dài chia đôi bố cục làm hai phần: phía dưới là sông Nihonbashi cùng một số con phà chở hàng và hành khách; phía trên là bầu trời đầy trắng được tô xanh ở hai đầu, cắt ngang quá có đám mây vàng mập mờ cùng với mấy chú chim. Bên phải, một nữ quý tộc đang dọc theo bờ sông, diện một bộ kimono màu sặc sỡ dưới một chiếc dù che, trong khi bên trái là một mũi thuyền ló ra đầy bí ẩn, một phong cách đối lập thường thấy của tác giả. | Nihonbashikoami-chō, Chūō 35°40′56,1″B 139°46′47,9″Đ / 35,66667°B 139,76667°Đ                                |          |
| 47 (46) | Seidō và sông Kanda nhìn từ cầu Shōhei (昌平橋聖堂神田川 Shōheibashi Seidō Kandagawa) (9-1857) | Một con dốc của ngọn đồi chiếm toàn bộ tiền cảnh phía trái theo một đường chéo, đâu đó trên đỉnh là những cây thông. Đó là đồi Shōheizaka, cùng tên với cây cầu Shōhei - có thể thấy ở góc dưới phải. Chữ Shōhei là phiên âm tiếng Nhật của Khúc Phụ, quê hương Khổng Tử, lý tưởng Nho học của ông từng được áp dụng để xây dựng hệ thống chính trị Nhật Bản. Bên dưới cây cầu là sông Kanda với một số chiếc thuyền như thường lệ, trong khi ở bờ bên kia, một số người đang leo dốc dọc theo bức tường của đền Yushima Seidō, xây dựng vào năm 1690 và được coi là một thánh địa Nho giáo. Đây cũng là bản họa đầu tiên thể hiện thời tiết mưa, được in bằng những đường nét tinh xảo đòi hỏi kỹ năng tuyệt vời của người thợ khắc (horishi). | Yushima, Bunkyō 35°41′54″B 139°46′8″Đ / 35,69833°B 139,76889°Đ                                               |          |
| 48 (63) | Cầu Suidō và phố Surugadai (水道橋駿河台 Suidōbashi Surugadai) (i5-1857) | Tiền cảnh được chi phối bởi một loại cờ hình cá chép (koinobori), bay phấp phới giữa không trung, phía xa là hai chiếc tương tự. Loại cờ này được treo tại Nhật Bản để chào mừng ngày Thiếu nhi, được hiểu như ngày lễ bé trai Nhật Bản, diễn ra vào mùng 5 tháng 5 dương lịch. Hình ảnh koinobori treo đứng trên sào tượng trưng cho hình ảnh "cá vượt vũ môn", bơi ngược dòng thác, được cho là loài cá xuất thế. Việc treo cờ mang ý nghĩa như một nghi thức chúc phúc những bé trai và gửi gắm hy vọng rằng chúng sẽ trưởng thành khoẻ mạnh. Điều đáng chú ý là ở chất lượng của từng vảy cá, chúng đều có độ sáng bóng do sử dụng kỹ thuật in với bột mica (kirazuri). Ở góc dưới phải là đoàn diễu binh đang băng qua cầu Suidō để tới Surugadai, một khu phố của samurai. Núi Phú Sĩ một lần nữa hiện lên ở hậu cảnh. Hiroshige tái hiện một cách chân thực ngày lễ truyền thống của samurai - tầng lớp mà ông xuất thân - nhưng lại thêm vào đó một cách hài hước và mỉa mai rằng, ba con cá chép này là sản phẩm của chōnin (tư sản thành thị), tầng lớp mà về sau sẽ giữ vai trò chính trong việc tổ chức lễ hội này. | Surugadai, Chiyoda 35°42′7,5″B 139°45′19″Đ / 35,7°B 139,75528°Đ                                              |          |
| 49 (47) | Thác Fudō ở Ōji (王子不動之滝 Ōji Fudō no taki) (9-1857) | Bản họa này nổi bật bởi bố cục thẳng đứng, phát huy tối đa ưu điểm của định dạng ōban, thành công trong việc tái hiện độ dài của thác Fudō, phía bắc Edo. Thác nước tự nhiên này được đặt theo tên một hộ pháp trong Phật giáo, Fudō Myōō. Theo truyền thuyết, một phụ nữ trẻ đã khỏa thân và cầu nguyện dưới chân thác trong một trăm ngày, để cầu cho người cha của mình thoát khỏi cơn bệnh; kể từ đó, đây trở thành nơi cho nhiều người mộ đạo đến để tắm và cầu mong sức khỏe. Treo gần đỉnh thác là một sợi dây gai dầu (shimenawa) thể hiện sự tôn nghiêm của di tích. Yếu tố con người luôn hiện hữu xuyên suốt loạt bản họa, ở đây: một người đàn ông đang bước xuống nước, một người hầu gái đang bưng trà cho người chủ hẳn vừa ra khỏi ao và hai người phụ nữ ăn mặc sang trọng khác đi ngang qua. Theo các tài liệu thời kì này cho thấy thác nước thực sự nhỏ hơn, nhưng Hiroshige vẫn thường phóng đại nó để tượng trưng cho sức mạnh của Fudō Myōō. | Ōji, Kita 35°45′6″B 139°44′0,6″Đ / 35,75167°B 139,73333°Đ                                                    |          |
| 50 (64) | Điện thờ Kumano Jūnisha ở Tsunohazu, hay còn gọi "Jūnisō" (角筈熊野十二社俗称十二そ Tsunohazu Kumano Jūnisha zokushō Jūnisō) (7-1856)                                                                 | Điện thờ này được dựng vào thời Ōei (1394-1428) bởi Suzuki Kurō, người tỉnh Kii (Wakayama ngày nay) nơi có điện thờ Kumano gốc. Ông dành nó cho mười hai vị thần ở Tsunohazu, đó cũng là lý do tại sao nó có thêm tên Jūnisha (mười hai điện thờ). Thị trấn Tsunohazu nằm ở phía tây Edo, hiện là một phần của khu thương mại Shinjuku. Trọng tâm bố cục là một ao nước trong xanh, bên bờ là những cánh đồng với hàng thông, cùng một số chòi được dựng lên để ngắm cảnh thưởng trà. Ở góc dưới trái là một số kiến trúc thuộc điện thờ. Hậu cảnh là một vùng núi đang chìm trong lớp sương trắng xóa. | Nishi-Shinjuku, Shinjuku 35°41′25,5″B 139°41′17,5″Đ / 35,68333°B 139,68333°Đ                                 |          |
| 51 (65) | Đoàn rước lễ Sannō ở Kōjimachi itchōme (糀町一丁目山王祭ねり込 Kōjimachi itchōme Sannō Matsuri nerikomi) (7-1856)                                                                                     | Tiếp tục một bố cục khác thường được tác giả thể hiện, đối tượng hướng đến lần này là một chiếc kiệu (mikoshi) của ngày lễ Sannō, diễn ra vào 15 tháng 6 nhằm tôn vinh thần Hiei Sannō. Phần thân trên của kiệu là những dải tím than chiếm toàn bộ lề trái, đặt trên đó là một loại "trống báo hiệu" (kankadori), trên cùng là một con gà trống chỉ lộ ra phần lông đuôi trắng. Bên dưới xuất hiện những chiếc mũ trắng đính hoa đỏ của những người thuộc đoàn rước lễ. Đoàn này kéo dài đến ngọn đồi bên kia ao, cùng với một cỗ xe tương tự nhưng trên đỉnh là một con khỉ, đang tiến tới Hanzōmon. Ngày lễ này được tổ chức hai năm một lần kể từ 1681, với các đám rước gồm khoảng 50 kiệu và 500 người trong trang phục thời Heian (794-1185), Đoàn rước xuất phát từ đền Hiei Sannō - gần Hoàng cung Shōgun, rồi diễu hành xuyên qua trung tâm thành phố. | Kōjimachi, Chiyoda 35°40′53″B 139°44′41,5″Đ / 35,68139°B 139,73333°Đ                                         |          |
| 52 (48) | Vườn hông ở Akasaka (赤坂桐畑 Akasaka kiribatake) (4-1856) | Hai cây hông (kiri) sừng sững giữa tiền cảnh tạo nên một bố cục thẳng đứng. Chúng thuộc khuôn viên của lãnh chúa Kuroda, đến từ Fukuoka. Vỏ của cây này được sử dụng để làm thuốc nhuộm, đồ nội thất, guốc geta (loại guốc đế cao đặc trưng của geisha) và cũng như đàn tranh (koto). Tại bờ bên kia, là cánh rừng tươi tốt của khu bảo tồn thủy sinh Tameike, thuộc khu Akasaka. Ao Tameike có nước lợ, một điều kiện thuận lợi cho hoa sen phát triển, mà xuất hiện ở đây là những chấm đen trên mặt nước. Các kiến trúc bên bờ ao thuộc về đền thờ Hiei Sannō, nơi xuất phát của lễ hội Sannō mà đã xuất hiện ở tấm trước. | Akasaka, Minato 35°40′27″B 139°44′16,5″Đ / 35,67417°B 139,73333°Đ                                            |          |
| 53 (49) | Chùa Zōjōji và Akabane (増上寺塔赤羽根 Zōjōji tō Akabane) (1-1857) | Góc nhìn trên không một lần nữa được sử dụng nhằm khai thác hình tượng một ngọn tháp thẳng đứng, với màu đỏ đặc trưng thường thấy. Ngôi chùa này một thời từng là kiến trúc cao nhất trong khu vực, ngày nay nó chỉ lặng lẽ khép mình, nhường chỗ cho những tòa nhà chọc trời. Đền Zōjōji thuộc tông phái Phật giáo Jōdo (Tịnh độ tông), xây dựng bởi Tokugawa Ieyasu. Tọa lạc tại phía tây nam thành phố, gần tuyến đường Tōkaidō nổi tiếng, nối liền giữa Edo và Kyōto. Nhờ vậy mà ngôi chùa cũng thu hút được một lượng lớn du khách viếng thăm. Vào thời của Hiroshige, nơi đây là cộng đồng dành cho 3.000 tu sĩ. Phía sau chùa có thể thấy một cây cầu bắc qua sông Akabane, dọc theo đó con đường vàng nổi bật. Kiến trúc nhô lên giữa khu rừng đằng xa thuộc khuôn viên của lãnh chúa Arima, có thái ấp Kurume ở Kyūshū, đây cũng là tòa tháp canh cao – lớn nhất tại Edo thời gian này. | Shibakōen, Minato 35°39′16,7″B 139°44′51″Đ / 35,65°B 139,7475°Đ                                              |          |
| 54 (66) | Hào Benkei quanh Soto-Sakurada và Kōjimachi (外桜田弁慶堀糀町 Soto-Sakurada Benkeibori Kōjimachi) (5-1856)                                                                                            | Dãy tường cao ở phía xa thuộc về thành Edo, được bao quanh bởi con hào Benkei (nay là Sakurada). Dưới góc trái là nhóm người đang tiến đến tháp canh Kōjimachi ở hậu cảnh, ngay dưới phần tiêu đề của bộ tác phẩm. Kế bên đó là hồ chứa mang tên "đài phun nước anh đào" và phía sau là nơi ở của lãnh chúa phong kiến, gia tộc Ii của Hikone, tỉnh Shiga. Là một trong những khu phố lâu đời nhất ở Edo, nơi đây chưa đầy sự hoài cổ và u ám một cách đáng kinh ngạc. Hai tháng trước khi bản họa này ra mắt, tháp canh đã được phục dựng lại sau trận động đất năm 1855. | Kōjimachi, Chiyoda 35°40′38,3″B 139°45′2,2″Đ / 35,66667°B 139,75°Đ                                           |          |
| 55 (50) | Ngày lễ Sumiyoshi tại Tsukudajima (佃しま住吉の祭 Tsukudashima Sumiyoshi no matsuri) (7-1857) | Bản họa này một lần nữa được xây dựng xung quanh vật thể thẳng đứng ở trung tâm, đó một biểu ngữ dài màu trắng, cùng với dòng thư pháp trên đó cho biết về buổi lễ Sumiyoshi, cũng như thời gian tổ chức vào 29 tháng 6 năm Ansei 4 (1857). Biểu ngữ được thực hiện bằng kỹ thuật dập khô trên vải (nunomezuri), lấp ló hai bên là một cây thông và chiếc đèn lồng trắng đỏ. Một đám rước xuất hiện ở hậu cảnh, dẫn đầu bởi một chiếc kiệu vàng óng đại diện cho loài chim phượng hoàng, biểu tượng của ba vị thần Sumiyoshi. Những vị thần này được người dân làng chài Tsukudamura thờ phụng, với mong muốn phù hộ cho những chuyến ra khơi thượng lộ bình an của ngư dân và thủy thủ. | Tsukuda, Chūō 35°40′4,8″B 139°47′0″Đ / 35,66667°B 139,78333°Đ                                                |          |
| 56 (51) | Cầu Mannen ở Fukagawa (深川萬年橋 Fukagawa Mannenbashi) (11-1857) | Cảnh quan được gói gọn trong chiếc thùng gỗ đặt trên một cây cầu, cùng với đó là một con rùa bị treo lở lửng để bán. Bố cục trung tâm là con sông Fuka với những dải lau sậy trên mặt nước và còn lại là một số thuyền chở hàng. Trong khi đó núi Phú Sĩ sừng sững mọc lên giữa hậu cảnh mang đến cho khung cảnh này một số ý nghĩa nhất định. Đó là sự đối lập giữa những món hàng buôn bán chỉ mang giá trị tạm thời mà con rùa ở đây làm đại diện so với giá trị thiêng liêng và vĩnh cửu của núi Phú Sĩ, mặt khác, cây cầu Mannen còn có ý nghĩa "cây cầu vạn năm" tương đương với con rùa là biểu tượng của tuổi thọ. | Tokiwa / Kiyosumi, Kōtō 35°41′0,5″B 139°47′38,8″Đ / 35,68333°B 139,78333°Đ                                   |          |
| 57 (67) | Mitsumata Wakarenofuchi (みつまたわかれの淵 Mitsumata Wakarenofuchi) (2-1857) | Sông Sumida được tái hiện qua một góc nhìn rộng, hướng lên trên là núi Phú Sĩ đang được bao phủ bởi lớp lớp mây đen. Hiệu ứng càng nổi bật hơn bởi những cánh buồm trắng từ những con thuyền, dẫn dắt ánh nhìn về phía ngọn núi thiêng liêng. Trên sông bao gồm những sà lan chở hàng và thuyền đánh cá đang trôi quanh một bãi sậy lớn ở giữa. Khu vực đang được miêu tả thuộc hòn đảo Nakazu nhân tạo, với một khu phố đèn đỏ nổi tiếng thế kỷ 18. Tuy nhiên chúng đã bị phá bỏ vào năm 1789 bởi cải cách Kansei. Hiroshige đã mô tả nó như này trong Ký ức về Edo qua minh họa của mình: “Nakazu nằm ở phía nam của cầu Shin-Ōhashi. Trước khi những quán trà xuất hiện; mọi người đều nói về một khu phố náo nhiệt đã từng ngự trị nơi đây. Ngày nay, hòn đảo đã biến thành một vùng đầm lầy, đặc biệt đẹp khi có tuyết". | Nihonbashinakasu, Chūō 35°40′55,3″B 139°47′27″Đ / 35,66667°B 139,79083°Đ                                     |          |
| 58 (52) | Trận mưa đột ngột trên cầu Shin-Ohashi và Atake (大はしあたけの夕立 Ōhashi atake no yūdachi) (9-1857)                                                                                                 | Đây là một trong những bản họa nổi tiếng nhất của bộ tác phẩm, thậm chí một bản sao của nó đã được Vincent van Gogh thực hiện vào năm 1887. Chính giữa là cây cầu Shin-Ōhashi được tái hiện theo một đường cong, trên đó, một số người đang vội vã băng qua dưới cơn mưa rào đột ngột. Góc nhìn của bản họa xuất phát từ khu cảng thuộc quận Atake, không được xuất hiện tại đây. Đường chân trời chéo xuống, đối diện với độ cong lên của cây cầu, tạo thành một bố cục hình tam giác ở chính giữa bản họa. Điểm nổi bật là hiệu ứng thời tiết được tái hiện lại một cách tuyệt vời, với từng những đường mưa nhỏ chi tiết, chạy qua toàn bộ hình ảnh, cộng thêm một bố cục dọc càng làm nổi bật lên sức mạnh của trận mưa. | Nihonbashihama-chō, Chūō 35°41′7″B 139°47′35″Đ / 35,68528°B 139,79306°Đ                                      |          |
| 59 (53) | Cầu Ryōgoku và bờ sông lớn (両国橋大川ばた Ryōgokubashi Ōkawabata) (8-1856) | Toàn bộ kiến trúc đồ sộ của cây cầu chiếm trung tâm bố cục, trên đó là tấp nập người đi lại. Đó là cầu Ryōgoku nối giữa hai tỉnh Shimōsa và Musashi, được xây dựng vào năm 1660, có chiều dài 160 mét, và là cây cầu lớn nhất thời bấy giờ. Đây cũng đồng thời là cây cầu lâu đời nhất bắc qua sông Sumida nên về nguyên tắc nó được gọi là Ōhashi (Cầu lớn); do đó, một cây cầu thế hệ sau vào năm 1693 (đã xuất hiện trong tấm trước) sẽ được gọi là Shin-Ōhashi (shin nghĩa là mới). Trên bề mặt trải rộng của sông là vô số thuyền buồm và ghe nhỏ, trong khi phần bờ dưới bao gồm các quán trà và địa điểm vui chơi san sát nhau. Chúng cùng bờ đối diện tạo nên một bố cục hình chữ Z. | Higashi-nihonbashi, Chūō / Ryōgoku, Sumida35°41′35″B 139°47′15,7″Đ / 35,69306°B 139,78333°Đ                  |          |
| 60 (68) | Sông Asakusa và Miyato, bờ Ōkawa (浅草川大川端宮戸川 Asakusagawa Ōkawabata Miyatogawa) (7-1857) | Bố cục thẳng đứng tạo nên một bầu trời bao la rộng lớn, như có một sức nặng nén tất thảy cảnh vật xuống phía dưới. Trong khi tại phía trái tiền cảnh là một cột rơm được cắm kín các que đỏ và trắng, nó thuộc một đoàn hành hương đến núi Ōyama thuộc tỉnh Kanagawa, cách Edo 60 km về phía nam. Cứ vào 27 tháng 6, ngọn núi lại được mở cửa chào đón các du khách đến viếng thăm. Trước khi khởi hành, một buổi lễ thanh tẩy được thực hiện trên sông Sumida, dưới cây cầu Ryōgoku, chính là hoạt động đang diễn ra tại bản họa này. Được tác giả miêu tả ở đây đều là những nhân vật chính tham gia buổi lễ, gồm một số người hành hương đang đeo khăn khăn trắng, một sà lan khác bên phải chở chủ yếu là các du khách, đứng mũi thuyền là một thầy tu khổ hạnh trên núi (yamabushi) trên tay đang cầm vỏ ốc xà cừ. Đoạn sông thuộc Sumida này có nhiều cách gọi tên, mà đã được ghi ở phần tiêu đề; trong những lần xuất bản sau, nó được chuyển thành Các con thuyền gần Ryōgoku với cảnh Asakusa nhìn từ phía xa (Ryōgoku senchū Asakusa enkei). | Tsukuda, Chūō 35°41′38,3″B 139°47′16,4″Đ / 35,68333°B 139,78333°Đ                                            |          |
| 61 (54) | "Cây thông của sự thành công" và Oumayagashi trên sông Asakusa (浅草川首尾の松御厩河岸 Asakusagawa Shubi no matsu Oumayagashi) (8-1856)                                                               | "Cây thông của thành công" (Shubi no matsu) được đề cập ở tiêu đề nằm tại một cầu cảng trên sông Sumida, gần kho gạo ở khu phố Asakusa. Nhiều cặp tình nhân được xe duyên tại đây, đó cũng là hàm ý của tác giả khi miêu tả một bầu không khí về đêm của bức tranh này. Tiền cảnh bên trái, chiếc phà Oumayagashi – đang trên đường từ Asakusa đến khu vui chơi Shin-Yoshiwara – thì bị hỏng, phía sau cửa chớp đóng kín thấp thoáng hình bóng một phụ nữ, có lẽ đang hướng đến điểm hẹn. Những cành thông vươn lên trên chiếc thuyền, tới tận trung tâm của bức ảnh, bên dưới là tấm che màu xanh thuộc một chiếc thuyền vui chơi (yanebune) vừa cập bến. Xa hơn nữa là cầu Azuma dưới ánh sáng hoàng hôn, trong khi phía trên bầu trời buổi tối đầy sao, tạo cho tác phẩm một bầu không khí lãng mạn tuyệt vời. Trong cuốn sách minh họa "Lưu niệm Edo" của Hiroshige cũng đề cập đến một hình ảnh tương tự như khung cảnh này, nhưng với một người phụ nữ đang đứng trên thuyền. | Kuramae, Taitō 35°42′2″B 139°47′31,8″Đ / 35,70056°B 139,78333°Đ                                              |          |
| 62 (55) | Điện thờ Komakatadō và cầu Azuma (駒形堂吾嬬橋 Komakatadō Azumabashi) (1-1857) | Điện Komakata xuất hiện qua một phần mái ở góc dưới trái. Vào thời gian này, nơi đây lưu giữ tượng một vị bồ tát đầu ngựa Kannon (Batō Kannon). Cây cột cao mọc lên tại tiền cảnh được treo trên đó là lá cờ đỏ, có lẽ thuộc về một cửa hàng thẩm mỹ. Ở phía sau là con sông Sumida trải rộng, với bờ bên kia là khu phố Asakusa và cầu Azuma ở bên trái. Bầu trời u ám, lất phất mưa phùn, trong khi một chú chim hototogisu (chim cu gáy Nhật Bản) vội vã lướt ngang qua. Sự kết hợp giữa loài chim và ngôi đền có liên quan đến một bài thơ tình kabuki nổi tiếng: hầu gái Takao (1640-1659), cũng là người tình của daimyō Sendai, Date Tsunamune, đã chết vì tình yêu, nàng thốt lên rằng: "Ngài đã đến chưa, đền Komakata? Lắng nghe tiếng hototogisu!" (Kimi wa ima, Komakata atari, Hototogisu). | Asakusa, Taitō 35°42′32,3″B 139°47′48,3″Đ / 35,7°B 139,78333°Đ                                               |          |
| 63 (69) | Sông Ayase và Kanegafuchi (綾瀬川鐘か淵 Ayasekawa Kanegafuchi) (7-1857) | Góc nhìn tại hướng cực bắc của sông Sumida, nơi những bông hoa trắng phớt hồng hình quạt của cây mai dương (nemunoki) là điểm nổi bật chính. Trên sông, là một người lái bè đang băng qua các luống lau sậy ở mặt nước, hướng tới Ayasegawa, một nhánh của sông Sumida nằm ngay trước mặt. Bầu trời được sự chuyển màu nhẹ nhàng của kỹ thuật bokashi, một ví dụ mới về sự thành thạo của tác giả trong xử lý màu sắc và trong việc trái hiện các yếu tố khí quyển. | Senjuakebono-chō, Adachi 35°44′23″B 139°48′55″Đ / 35,73972°B 139,81528°Đ                                     |          |
| 64 (56) | Vườn hoa diên vĩ Horikiri (堀切の花菖蒲 Horikiri no hanashōbu) (i5-1857) | Như tiêu đề đã chỉ ra, ở phía trước là loài hoa loa kèn, có những bông hoa lộng lẫy vươn qua tận bầu trời. Thuộc chi diên vĩ bản địa Nhật Bản, lần đầu tiên được mang tới châu Âu vào năm 1712 bởi Engelbert Kaempfer, và có tiên khoa học là iris kaempferi từ đây. Loài hoa đặc biệt nổi tiếng trong thời kỳ chủ nghĩa hiện đại, đóng vai trò như một yếu tố trang trí trong nhiều tác phẩm nghệ thuật. Ở Nhật Bản, loài hoa này gắn liền với vẻ đẹp phụ nữ, điều này cũng được tác giả đề cập qua bóng dáng của những người phụ nữ thấp thoáng sau cành hoa. | Horikiri, KatsushikaHorikiri, Katsushika                                                                     |          |
| 65 (57) | Khuôn viên điện thờ Kameido Tenjin (亀戸天神境内 Kameido Tenjin keidai) (7-1856) | Đây là một trong những bản họa được biết đến nhiều nhất trong bộ tác phẩm, và cũng gây được nhiều chú ý ở châu Âu, đặc biệt là đối với trường phái ấn tượng: Claude Monet phần nào lấy cảm hứng từ hình ảnh này để thiết kế khu vườn của nhà ông ở Giverny. Bố cục thẳng đứng tiếp tục cho thấy sự kết hợp ăn ý với phong cảnh, trong đó tiền cảnh là một góc của dàn hoa tử đằng tím đang rủ xuống sông như một dòng thác, qua đó là cảnh quan phía sau gồm một cây cầu có độ cong lớn. Đó là taikobashi (cầu trống), một loại cầu bắt nguồn từ Trung Quốc, có hình bán nguyệt và khi kết hợp với hình ảnh phản chiếu trong nước sẽ tạo ra hình dạng của một cái trống – hiệu ứng này không được Hiroshige thể hiện tại đây. Đẳng cấp của cây cầu được chứng minh bằng những khối đồng (gibōshi) đính trên các trụ, một thứ vốn chỉ được dành cho những cây cầu cao cấp như Nihon và Kyō. Điện thờ Kameido Tenjin không xuất hiện trong bố cục mặc dù được đề cập ở tiêu đề, được xây dựng vào năm 1660 như một cố gắng để tái thiết lại vùng đất phía đông sông Sumida. Khi sản xuất bản họa này, người thợ khắc đã mắc một sai lầm hiện hữu, đó là mảng màu xanh đậm bị khắc lệch với chân cầu. | Kameido, Kōtō 35°42′7,9″B 139°49′15,5″Đ / 35,7°B 139,81667°Đ                                                 |          |
| 66 (70) | Sảnh thờ Sazaidō tại đền Ngũ bác Rakan (五百羅漢さゞゐ堂 Gohyaku Rakan Sazaidō) (8-1857) | Một bố cục thẳng đứng được tái hiện một lần nữa từ góc nhìn mắt chim, trong đó yếu tố đầu tiên là điện Sazaidō, với ba tầng có màu vàng tươi, trên ban công là một số du khách đang chiêm ngưỡng cảnh vật xung quanh. Trên thực tế, tòa nhà này được gọi là Sansōdō (điện thờ của ba cuộc hành hương), bởi vì tại ba tầng của nó, gồm những vật chứng nhận của ba cuộc hành hương khác nhau. Được xây dựng vào năm 1741 như một phần của ngôi đền Ngũ bách Rakan, thờ các vị la hán đã giải thoát khỏi vòng luân hồi. Khu vực này trước kia là một trong những vùng ngoại thành Edo, được gộp vào với thành phố sau khi xây dựng cầu Ryōgoku và Shin-Ōhashi. Một đồng cỏ xanh bát ngát trải dài ở giữa, trong khi ở phía chân trời là một số ngôi nhà và nhà kho bằng gỗ nằm dọc theo kênh Tategawa. | Ōshima, Kōtō 35°41′22,5″B 139°49′36″Đ / 35,68333°B 139,82667°Đ                                               |          |
| 67 (58) | Con phà ở Sakasai (逆井のわたし Sakasai no watashi) (2-1857) | Trọng tâm được hướng tới là sông Naka với nhiều sắc thái màu biểu thị độ nông sâu như thường lệ. Trên mặt sông, là loài diệc xám đang lui tới để kiếm ăn, chúng được miêu tả bằng một màu trắng mềm mại, không cần áp màu (karazuri). Bên bờ kia sông, là một khu vực nhiều cây cối cạnh một thị trấn nhỏ, nơi chiếc phà trong tiêu đề đang tiến đến. Hậu cảnh là dãy núi thuộc bán đảo Chiba, phía đông Edo, được bao phủ trong lớp sương mù, dưới bầu trời có tông màu trắng và đỏ. | Kameido, Kōtō / Hirai, Edogawa 35°41′42,5″B 139°50′51,3″Đ / 35,68333°B 139,83333°Đ                           |          |
| 68 (59) | Vườn mở tại điện Hachiman ở Fukagawa (深川八まん山ひらき Fukagawa Hachiman yamabiraki) (8-1857) | Bản họa này nổi bật với chi tiết đa dạng cũng như độ tương phản trong màu sắc của chúng, đặc biệt là đối với màu đỏ đậm của hoa đỗ quyên cùng với màu hồng của hoa anh đào – một hình ảnh khác thường, vì thời điểm hoa đỗ quyên và cây anh đào nở chênh lệch nhau ít nhất một tháng. Tiếp đến, màu của cây cối tương phản với đồng cỏ vùng nông thôn và màu dương của dòng sông đang uốn lượn qua một số cây cầu. Một số nhỏ những người đang thưởng cảnh ven hồ, mà có thể thấy ở tiền cảnh. Phía xa là một trong những ngọn đồi nhân tạo mô phỏng núi Phú Sĩ (fujizuka), cùng với 58 ngọn đồi khác thuộc vùng Edo, cao từ một đến mười mét. | Tomioka, Kōtō 35°40′23″B 139°47′51″Đ / 35,67306°B 139,7975°Đ                                                 |          |
| 69 (71) | Điện thờ Sanjusangen-dō ở Fukagawa (深川三十三間堂 Fukagawa Sanjūsangendō) (8-1857) | Điện thờ này được xây dựng như một bản sao của Sanjūsangen-dō ở Kyōto (1266), nổi tiếng với 1001 bức tượng Bồ Tát. Nó được dựng vào năm 1642 với chiều dài 120 mét, tại khu phố Fukagawa, và đồng thời là một trong những công trình kiến trúc lớn nhất trong thành phố. Ngoài việc là một nơi linh thiêng, với chiều dài này nơi đây còn được dùng trong bắn cung. Tuy nhiên, vào năm 1870, nó bị phá hủy trong cuộc đàn áp Phật giáo (Shinbutsu bunri) thời kỳ Minh Trị. Hình ảnh xuất hiện ở đây chỉ là một nửa của dãy kiến trúc, cắt ngang khung cảnh theo đường chéo, cho thấy được kích thước khổng lồ của nó. Mặt ngoài của điện nhìn ra sông, nơi có một số nhà kho bằng gỗ thuộc khu ký gửi Kiba, được miêu tả hầu như không có đường viền, liền với màu xanh của nước. | Tomioka, Kōtō 35°40′17,9″B 139°48′5,3″Đ / 35,66667°B 139,8°Đ                                                 |          |
| 70 (60) | Cửa sông Naka (中川口 Nakagawaguchi) (2-1857) | Cảnh vật chính tại đây là một dòng sông, chiếm phần lớn trung tâm của bố cục dọc. Con sông Naka chạy ngang bản họa, kéo dài tới vịnh Edo, địa điểm nằm ngoài góc nhìn này. Phía dưới, nơi hai thuyền chở khách đi ra thuộc con kênh Onagi, nơi có một trạm kiểm soát quân sự. Phía đối diện là con kênh Shin với những con thuyền chở muối phủ rơm, được vận chuyên từ vùng lân cận. Con kênh dần mất hút trong một làn sương trắng dày đặc, với màu được phân cấp bởi kỹ thuật ichimonji bokashi. | Higashisuna, Kōtō 35°41′11″B 139°50′48″Đ / 35,68639°B 139,84667°Đ                                            |          |
| 71 (61) | Hàng thông bên bờ sông Tone (利根川ばらばらま Tonegawa barabara matsu) (8-1856) | Tại hình ảnh này, sự sáng tạo tài tình của tác giả một lần nữa được đánh giá cao, cảnh vật xuất hiện qua chiếc lưới đánh cá, chi phối toàn bộ phía trái. Hoạt động đánh bắt cá này vừa mang nét thường nhật của Edo, vừa giúp một cảnh quan sông nước tưởng chừng như chả có gì nổi trội, nay đã được nâng cao bởi sự tinh tế của tác giả. Đây cũng là một trong những dấu mốc về phong cách của Hiroshige trong bộ tác phẩm này. Phía sau tấm lưới, hai mảng màu rõ rệt được chia cắt bởi đường chân trời, với dòng sông bên dưới và bầu trời ở trên, sự kết hợp thông thường giữa trắng và xanh. Ở trung tâm, chiếc thuyền buồm được bao phủ một nửa bởi lưới, có vẻ đang câu cá chép, một loài cá đặc trưng của sông Tone bởi chất lượng của chúng. | Higashi-kasai, Edogawa 35°40′40″B 139°53′11″Đ / 35,67778°B 139,88639°Đ                                       |          |
| 72      | Phà ở Haneda và đền Benten (はねたのわたし弁天の社 Haneda no watashi Benten no yashiro) (8-1858) | Góc nhìn khác thường một lần nữa được tái hiện. Cảnh quan hiện ra qua người chèo thuyền, mà chỉ xuất hiện chân và tay. Tác phẩm này đã nhận được một số lời phê bình về sự khác thường của nó: Basil Stewart, tác giả cuốn Subjects Portrayed in Japanese Colour-Prints (1922), tin rằng đó là dấu hiệu của "sự già yếu" nơi tác giả, trong khi nhà sử học nghệ thuật Nhật Bản Uchida Minoru gọi đây là một "sai lầm tuyệt đối." Còn đối với Takahashi Seiichirō lại cho là "bằng chứng về sự phi thường của một bật thầy Hiroshige." Góc nhìn của bản họa trùng với góc nhìn của chính hành khách trên thuyền, có thể thấy một mảnh ô ở góc dưới phải. Xuất hiện ở hậu cảnh là điện thờ Benten, một vị thần bảo vệ vùng biển, trong khi ở trung tâm, một ngọn hải đăng mọc lên. Ngôi đền này đã bị phá bỏ sau Thế chiến thứ hai để phục vụ cho việc xây dựng sân bay, tuy nhiên có một chiếc cổng torii linh thiêng vẫn được giữ nguyên vị trí. | Haneda, Ōta 35°32′36″B 139°44′35″Đ / 35,54333°B 139,74306°Đ                                                  |          |
| 73      | Thành phố rực rỡ tại lễ hội Tanabata (市中繁栄七夕祭 Shichū han'ei Tanabata matsuri) (7-1857) | Bản họa này khởi đầu cho loạt tranh mùa thu, mặc dù lễ hội xuất hiện tại đây là đại diện cho những ngày hè ấm áp, đó là Tanabata, một trong năm lễ hội chính thức của các mùa trong năm (gosekku). Nhân dịp này, tác giả cung cấp cho người xem thấy một góc nhìn từ chính ngôi nhà của mình: ở phía dưới có vài nóc nhà thuộc khu phố Minami Denma-chō, xa hơn nữa là ngọn tháp lửa của quận Yayosu, nơi mà cha của ông đã truyền lại cho trước khi mất, rồi đến ông lần lượt trao lại con trai mình. Chi tiết cá nhân này không được nói đến trong tiêu đề, và cũng là lần xuất hiện duy nhất trong toàn bộ loạt tác phẩm. Thấp thoáng ở phía chân trời có thể thấy một số kiến trúc của thành Edo, còn chính giữa là sừng sững một ngọn núi Phú Sĩ vĩ đại. Trên các mái nhà, đang vươn lên bầu trời là vô số những cành tre được treo giấy ước và những vật trang trí khác như dây kéo, lưới đánh cá, quả bí ngô, ly rượu sake hoặc thậm chí là lát cá và dưa hấu. Tất cả đều đang đung đưa theo gió, gợi một bầu không khí của thời tiết chớm thu. | Kyōbashi, Chūō 35°40′41″B 139°46′21″Đ / 35,67806°B 139,7725°Đ                                                |          |
| 74      | Cửa hàng lụa ở Ōdenma-chō (大伝馬町ごふく店 Ōdenma-chō gofukudana) (7-1858) | Xuất hiện nổi bật trước mắt là các nhân vật thuộc một đoàn rước, trong trang phục nghi lễ và giữ trên tay cờ hiệu. Đây là một trong số ít những bức tranh mà yếu tố con người được miêu tả rõ rệt, trái ngược với những hình ảnh nhỏ bé đắm chìm giữa cảnh vật thiên nhiên thường thấy. Những người thợ mộc mang trên mình trang phục samurai, bao gồm bộ quần áo kamishimo và kosode ở trong, đang kỷ niệm việc cắt nước một tòa nhà - do trận động đất năm 1855,cũng vì vậy mà thợ mộc có rất nhiều việc cần làm trong thời gian này. Đoàn rước có vẻ đang rất say sưa với công việc nhờ phản ánh rõ rệt trên khuôn mặt họ, cho thấy khiếu hài hước và tâm lý tìm tòi của tác giả. Dọc ở bên là gian hàng lụa Daimaru cùng những tấm rèm màu đen và đỏ xen kẽ với biển hiệu thư pháp, lề đường là chiếc cột treo tên người sáng lập, Shimomura Hikouemon. | Nihonbashiōdenma-chō, Chūō 35°41′26,3″B 139°46′48,9″Đ / 35,68333°B 139,76667°Đ                               |          |
| 75      | Phố thợ nhuộm ở Kanda (神田紺屋町 Kanda Kon'ya-chō) (11-1857) | Bố cục dọc một lần nữa được thể hiện, cho thấy tác giả luôn biết cách khai thác tối đa định dạng ōban. Vật thể chính xuất hiện ở đây là những tấm vải lớn, đang được treo khô bởi những người thợ giặt là phố Kanda, cũng là khu buôn bán vải lụa chính của thành phố, nổi tiếng về chất lượng đặc trưng của nó. Hai bên là vải màu nâu và chàm, có kẻ caro và hoa văn, dành cho kimono yukata. Ở trung tâm, là các tấm vải dài gấp đôi, được cắt thành dải để băng trán, có màu trắng và xanh lam. Những dải màu trắng ở phía trước có ký tự "cá" (sakana), một sự ám chỉ liên quan đến tên họ của nhà xuất bản, Sakanaya Eikichi, trong khi những dải phía sau hiển thị chữ lồng của Hiroshige, bao gồm âm tiết hi bên trong một hình thoi, có nghĩ là ro. Hậu cảnh phía xa có thể nhìn thấy thành Edo và núi Phú Sĩ. Katsushika Hokusai đã thực hiện góc nhìn tương tự trong bộ Một trăm cảnh núi Phú Sĩ (1830-1835) của ông, vì vậy bản họa này chắc chắn được Hiroshige thực hiện như lời sự tri ân đối với bậc thầy ukiyo-e. | Kandakonya-chō, Sumida 35°41′30″B 139°46′28″Đ / 35,69167°B 139,77444°Đ                                       |          |
| 76      | Bến tàu tre bên cầu Kyō (京橋竹がし Kyōbashi Takegashi) (12-1857) | Một quang cảnh ban đêm hiếm thấy, được chi phối bởi ánh trăng tròn xuất hiện sau hộp tiêu đề. Phía trước mặt là cây cầu Kyō sừng sững trên mặt sông, còn bức tường tre trên bờ thuộc bến tàu Takegashi. Đang băng qua cầu là một đoàn hành hương mang trên tay những chiếc đèn lồng và cờ hiệu. Có thể thấy rõ gibōshi - một khối đồng chỉ dành cho những cây cầu cao cấp - được đính trên các cột trụ trung tâm. Đoàn người hành hương này đang trở về từ núi Ōyama (xem tấm 60), người đi đầu mang một đèn lồng có hai ký tự hori (khắc) và take (tre) trong tên của người thợ khắc bộ tác phẩm này, Yokogawa Horitake, đây cũng là lần xuất hiện duy nhất của ông trong cả loạt. Hình ảnh này đã truyền cảm hứng cho bức tranh Nocturne in Blue and Gold: Old Battersea Bridge (1872-1875) của James Abbott McNeill Whistler. | Kyōbashi, Chūō 35°40′30,3″B 139°46′8,5″Đ / 35,66667°B 139,76667°Đ                                            |          |
| 77      | Cầu Inariy và điện thờ Minato ở Teppōzu (鉄砲洲稲荷橋湊神社 Teppōzu Inaribashi Minato Jinja) (2-1857)                                                                                                 | Khung cảnh hiện lên qua cột buồm thuộc một tàu chở hàng, cũng là hiệu ứng mà tác giả tìm kiếm trong suốt cả bộ tác phẩm. Từ đây, hình ảnh được chia thành ba phần dọc, mà mỗi phần đều có đáy là con kênh Hatchōbori cắt ngang bởi các tàu chở hàng và khách. Nằm gọn ở phần giữa là vòng cung của cây cầu Inari, dẫn tới cánh cổng đỏ tại bờ bên trái tương ứng với điện thờ Minato. Tọa lạc dọc bờ sông là một số kho cảng màu trắng - bởi vịnh Edo nông, nên những con tàu neo đậu từ một khoảng cách xa, hàng hóa được dỡ xuống những chiếc thuyền bé hơn rồi chuyển vào cất giữ trong những kho chứa này. Cuối cùng là hình dáng quen thuộc của núi Phú Sĩ lấp ló sau cột buồm. | Minato, Chūō 35°40′25,5″B 139°46′48,5″Đ / 35,66667°B 139,76667°Đ                                             |          |
| 78      | Teppōzu và đền Tsukiji Monzeki (鉄砲洲築地門跡 Teppōzu Tsukiji Monzeki) (7-1858) | Một cảnh góc rộng từ trên cao, trên mặt sông là những tàu buôn và đánh cá và một thị trấn trên bờ sông. Ở hậu cảnh, điểm nhấn giữa những đám mây là phần mái ngói của đền Tsukiji Hongan-ji, thuộc tông phái Phật giáo Tịnh độ chân tông (Jōdo-Shinshū), đồng thời là một nhánh của một đền khác tại Kyōto. Được thành lập vào năm 1617 tại khu phố Hamachō, phía nam Asakusa. Nhưng sau trận đại hỏa hoạn Meireki năm 1657 nó được chuyển đến khu phố Tsukiji (vùng đất mới), và lấy tên là Tsukiji Monzeki. Khi bản họa này được thực hiện, ngôi đền đang trong thời gian tái dựng lại sau khi bị tàn phá bởi một cơn bão vào năm 1854; tuy nhiên, người nghệ sĩ muốn tái hiện lại nó ở trong một trạng thái hoàn hảo, tuân theo khái niệm "quang cảnh đẹp" là tiêu chí cho toàn bộ loạt tác phẩm. Tấm này, cùng với 79, thuộc loạt Bổ sung thêm của Trăm danh thắng Edo (Edo hyakkei yokyō), vì trước đấy Hiroshige đã muốn kết thúc loạt bản họa này do đã sáng tác được 110 tấm, tuy nhiên nó vẫn được tạo ra theo yêu cầu của người biên tập nhờ sự đón nhận rộng rãi của công chúng đối với bộ tác phẩm. | Tsukiji, Chūō 35°40′0″B 139°46′50,5″Đ / 35,66667°B 139,76667°Đ                                               |          |
| 79      | Điện thờ Shiba Shinmei và đền Zōjōji (芝神明増上寺 Shiba Shinmei Zōjōji) (7-1858) | Hình ảnh này làm nổi bật một nhóm du khách từ vùng nông thôn đến thăm thủ đô, đi đầu là một hướng dẫn viên đang chỉ đường cho họ. Người nghệ sĩ một lần nữa cho thấy năng khiếu của ông về nhân tướng học và sự tinh tế khi mô tả các đặc điểm tâm lý. Phía sau họ, một nhóm nhà sư đội mũ rơm cũng đang đến thăm ngôi đền Zōjōji thuộc tông phái Tịnh độ tông, và cũng là đền thờ của gia tộc Tokugawa. Bên phải là điện thờ Shiba Shinmei, nổi tiếng với dấu thập (chigi) và xà ngang (katsuogi), được xây dựng vào thế kỷ 11 với phong cách bắt nguồn thần cung Ise. | Shibakōen, Minato 35°39′24,7″B 139°45′15″Đ / 35,65°B 139,75417°Đ                                             |          |
| 80      | Cầu Kanasugi và Shibaura (金杉橋芝浦 Kanasugibashi Shibaura) (7-1857) | Một bố cục phong cảnh mới được thể hiện thông qua các họa tiết khác nhau chắn ở tiền cảnh, một điểm nhấn chính được nghệ sĩ hướng đến như thường lệ. Lần này là về những cột cờ lễ hội thuộc nhóm người hành hương, đang tiến dọc theo Cầu Kanasugi – cửa sông Furukawa. Dòng chữ trên đó cho thấy họ là thành viên thuộc tông phái Phật giáo Nichiren, có biểu tượng là một bông hoa cam năm trong ô vuông (izutsu tachibana). Đoàn người này khá đông đúc, có thể nhận biết được qua những chiếc ô và nón chen chúc nhau ở góc dưới trái. Những cờ lễ với vải trắng và nâu mang dòng chữ Uoei, tên của nhà xuất bản, Uoya Eikichi - một tên gọi khác của Sakanaya Eikichi. Còn trên biểu ngữ màu đỏ, có thể đọc được là Namu Myōhō Rengekyō (Sự cứu rỗi ở trong tâm, kinh điển Phật giáo). Đoàn rước đang hướng đến đền Ikegami Honmon-ji, thuộc khu phố Ikegami, nơi mà người sáng lập tông phái, Nichiren (1222-1282) qua đời. | Hamamatsu-chō, Minato 35°39′11″B 139°45′14,6″Đ / 35,65306°B 139,75°Đ                                         |          |
| 81      | Ushimachi ở Takanawa (高輪うしまち Takanawa Ushimachi) (4-1857) | Tiếp tục là một vật thể lạ chen giữa phong cảnh, đó là nửa bánh xe và bánh lái của xe đẩy có thể thấy ở bên phải, ám chỉ đến khu phố Ushimachi (khu phố bò). Tên gọi này có từ năm 1634, thời gian mà nhiều đàn bò được đưa đến Edo để giúp hoàn thiện ngôi đền của gia tộc Tokugawa, Zōjōji. Takanawa là cổng phía nam của Edo, dẫn tới con đường Tōkaidō nối với Kyōto. Qua bánh xe, có thể nhìn thấy Vịnh Edo tấp nập thuyền buồm, trên mặt sông cũng xuất hiện các bờ kè daiba được dựng lên như một biện pháp phòng thủ vào năm 1853 đến năm 1855, sau khi một hải đoàn Mỹ của Phó đề đốc Perry xuất hiện. Sau bánh xe là hai con chó, mấy lát dưa hấu dưa hấu và chiếc dép bằng rơm mà một con chó đang gặm. Một cầu vồng xuất hiện trên bầu trời giao nhau với bánh lái của xe, điều này liên quan đến cái tên Takanawa, có nghĩa là "bánh xe cao". | Takanawa, Minato 35°38′17,7″B 139°44′23″Đ / 35,63333°B 139,73972°Đ                                           |          |
| 82      | Ngắm trăng (月の岬 Tsuki no misaki) (8-1857) | Một phong cảnh về đêm dưới ánh trăng dịu dàng, gần như bị che khuất bởi góc nhìn hiện tại và đàn chim băng qua. Địa điểm này thuộc khu phố Shinagawa, cũng được tái hiện ở tấm tiếp theo. Qua tấm cửa trượt fusuma là một căn phòng có tầm nhìn tuyệt đẹp hướng ra vịnh Edo, đang đầy những chiếc thuyền buồm neo đậu. Một số công trình quân sự ngoài vịnh không được thể hiện tại đây, nhằm tránh mất đi tính hài họa của khung cảnh. Trên tấm chiếu tatami màu xanh lá cây là những gì còn sót lại của bữa tối, gồm: wasabi và sashimi trên khay sơn mài đỏ, cùng ly rượu sake, khăn ăn, cây đèn và quạt. Những hình ảnh xuất hiện so le ở cả hai phía: bên phải, một geisha vừa đặt shamisen xuống đất; bên trái, một thiếu nữ đang cởi quần áo để đi ngủ. Chúng được trình bày trình tự thời gian: từ phải sang trái –theo cách đọc tiếng Nhật, bữa tối đã xong, mặt trăng hiện đã lên cao và nhân vật đang tiến tới giường ngủ. Tất cả điều này gợi lên một bầu không khí trữ tình và thanh bình, với một đời sống đã vượt qua những giá trị trần tục, như một phép ẩn dụ về sự êm đềm và hạnh phúc. | Mita, Minato 35°37′19″B 139°44′25,5″Đ / 35,62194°B 139,73333°Đ                                               |          |
| 83      | Shinagawa Susaki (品川すさき Shinagawa Susaki) (4-1856) | Một góc nhìn rộng bao chọn toàn cảnh Vịnh Edo, xuất phát từ khu phố Shinagawa. Nơi thực hiện bản họa trước có lẽ được nhìn từ căn phòng ở góc dưới trái. Phía dưới là dòng sông Meguro với một cây cầu bắc qua, dẫn đến khuôn viên của điện thờ Benten. Tòa kiến trúc chính được tô màu rõ ràng được dẫn vào từ cổng torii đỏ. Benten là rút gọn của Benzaiten (Saraswati trong tiếng Phạn), một vị thần Phật giáo bảo trợ sông hồ, cũng như đem đến may mắn trong kinh doanh. Các điện thờ khác thuộc Benten cũng xuất hiện trong các tấm 72, 87, 88 và 117. Cùng với đó là nhiều tàu thuyền đang đi lại trên mặt nước trong lành của vịnh. Bầu trời tái hiện quang cảnh hoàng hôn, một lần nữa cắt qua bởi những đàn chim. | Higashi-shinagawa, Shinagawa 35°37′16,6″B 139°44′32,4″Đ / 35,61667°B 139,73333°Đ                             |          |
| 84      | Quán trà "Cụ ông" ở Meguro (目黒爺々が茶屋 Meguro jijigachaya) (4-1857) | Con đường chạy qua hai ngọn đồi thông vùng Meguro, tại khúc cua dưới chân đồi là nơi được nói đến trên tiêu đề, một điểm dừng chân dành cho lữ khách. Vùng đồng bằng phía trước là một thung lũng rộng đang mở ra trước mắt, nơi đây từng là vùng đất nuôi chim săn dành riêng cho shōgun; hiện tại, Meguro là một khu phố lâu đời nằm ở phía nam Tōkyō. Núi Phú Sĩ mọc lên tại hậu cảnh và những ngọn núi khác thấp thoáng trong màn sương. Trong khi hàng thông ở tiền cảnh vuơn lên tận bầu trời, tạo thành một phong cảnh rất được các nghệ sĩ Nhật Bản đánh giá cao. Đã từng xuất hiện trong các bức tranh điêu khắc của Shiba Kōkan, thực hiện vào cuối thế kỷ 18 theo trường phái phương Tây. | Mita, Meguro 35°38′24,6″B 139°42′32,8″Đ / 35,63333°B 139,7°Đ                                                 |          |
| 85      | Đồi Kinokuni cùng Akasaka và ao Tameike nhìn từ xa (紀ノ国坂赤坂溜池遠景 Kinokunizaka Akasakaike Tameike enkei) (9-1857)                                                                              | Bối cảnh chính ở đây là một đám rước samurai đang tiến lên đồi Kinokunizaka, giáp với con hào bao quanh thành Edo - Benkeibori. Trên áo khoác người dẫn đầu là biểu tượng của hoa loa kèn (shōbu), chúng cũng có ý nghĩa về tinh thần "võ sĩ đạo". Do vậy mà các nhân vật xuất hiện ở đây đều mang một vẻ võ dũng, từ những động tác như chống tay hay chân bước rộng, mặc dù chúng vẫn chưa được miêu tả chân thực là bao. Hậu cảnh là những mái nhà san sát nhau, thuộc một khu dân cư đông đúc của tầng lớp vô sản thành thị (chōnin), bao gồm các nghệ nhân, công nhân và thương gia. Sự tương phản giữa hai giai cấp được thể hiện tại đây như một đặc điểm tiêu biểu của xã hội Nhật Bản vào thời kỳ này: giai cấp thấp hơn chiếm hơn một nửa dân số Edo (từ 1,5 đến 2 triệu người), nhưng lại chỉ sở hữu 20% đất đai thành phố. | Akasaka, Minato 35°40′46,5″B 139°43′57″Đ / 35,66667°B 139,7325°Đ                                             |          |
| 86      | Naitō Shinjuku ở Yotsuya (四ッ谷内藤新宿 Yotsuya Naitō Shinjuku) (11-1857) | Một góc nhìn mới không kém phần độc đáo trong sáng tác của tác giả, ấn tượng xuất hiện đầu tiên là phần chân của một số con ngựa chắn nửa hình ảnh và thậm chí phân của chúng cũng được mô tả phía bên dưới, đây được coi là một cảnh tượng khá bất kính vào thời đại của ông. Bối cảnh đằng sau là một khu thương mại sầm uất thuộc Shinjuku (Tân Túc khu), nằm ở đầu tuyến đường Kōshūkaidō, dẫn đến Shimo-Suwa (tỉnh Nagano), đây cũng là một địa điểm phổ biến dành cho giới mại dâm. Hình ảnh trong bản họa này có lẽ ngầm ám chỉ đến một đoạn trích trong cuốn Master Flashgold's Splendiferous Dream (Kinkin sensei eiga no yume, 1775), những cô gái điếm được tác giả ví như "những bông hoa mọc trên phân ngựa". | Shinjuku, Shinjuku 35°41′23,3″B 139°42′25,5″Đ / 35,68333°B 139,7°Đ                                           |          |
| 87      | Điện thờ Benten ở ao Inokashira (井の頭の池弁天の社 Inokashira no ike Benten no yashiro) (4-1856) | Một góc nhìn trên không cho người xem một cái nhìn bao quát về ao Inokashira, nơi bắt nguồn cầu máng Kanda dẫn nước uống về cho thành phố. Ở phía dưới là hòn đảo tọa lạc của khu điện thờ Benten, vị thần bảo hộ vùng biển, từng xuất hiện trong tấm 72 và 83. Được thành lập vào năm 1197 bởi nhà lãnh đạo quân sự Minamoto no Yoritomo, trong khi tượng thờ chính là tác phẩm của Dengyō Daishi, người sáng lập tông phái Phật giáo Tendaishū tại Nhật Bản. Ở giữa bố cục là một hòn đảo bao quanh đầy lau sậy, trong khi ở hậu cảnh phía xa có một khu rừng và các dãy núi đang phủ trong sương mù. Vài con diệc xám đang bay ngang mặt nước. Nơi này nằm ở điểm cực tây của Edo, vị trí xa trung tâm thành phố nhất so với toàn bộ loạt tác phẩm. | Công viên Inokashira, Musashino 35°41′58,3″B 139°34′29,1″Đ / 35,68333°B 139,56667°Đ                          |          |
| 88      | Sông Takino ở Ōji (王子滝の川 Ōji Takinogawa) (4-1856) | Hiện lên trước mắt là một phong cảnh mùa thu đặc trưng, nổi bật bởi những chùm lá phong đỏ rực. Trong khi hoa anh đào đại diện cho sắc xuân, thì vào mùa thu, đến lượt những cây phong trổ tài thu hút du khách đến thưởng cảnh. Đặc biệt là ở vùng Ōji, nơi loài cây này được trồng với một số lượng lớn bởi tướng quân Tokugawa Yoshimune vào những năm 1730. Màu nâu đỏ tái hiện lá phong có được nhờ sắc tố tan từ chì hoặc oxit sắt. Một lần nữa người xem được chiêm ngưỡng quang cảnh từ trên không, mang đến cái nhìn bao quát ngọn đồi lớn nổi bật giữa sông Shakujii. Đoạn sông này còn được gọi là Takino (sông của những thác nước) vì nó dẫn tới rất nhiều thác nước xung quanh, ví dụ như con thác nằm phía bên phải. Ở phía dưới có một hòn đảo nhỏ với giàn che nắng trên đó, cùng với bên cạnh là một số người đang thả mình vào lòng nước. Ngay dưới chân đồi là một vòm torii dẫn vào khu vực linh thiêng nằm trong hang động, dành riêng cho vị thần nước Benzaiten, thuộc khu điện thờ Matsubashi-Benten mà có thể thấy được chúng lấp ló bên kia đồi. Sông được bắc qua bởi một cây cầu, thuộc tuyến đường nối giữa Nakasendō và Kyōto, cũng là tọa lạc của điện thờ Ōji Gongen và đền Kinrinji. Con đường nối sau cây cầu dẫn đến một số quán trà, nấp sau những tán cây phong. | Ōji, Kita 35°45′7,2″B 139°43′47,8″Đ / 35,75°B 139,71667°Đ                                                    |          |
| 89      | Cây "thông mặt trăng" ở Ueno (上野山内月のまつ Ueno sannai tsuki no matsu) (8-1857) | Loại thông này đã từng xuất hiện ở tấm 11, tên của nó bắt nguồn từ hình dạng kỳ lạ của các nhánh cây, chúng cong theo một đường tròn gần như hoàn hảo. Người Nhật thích đặt tên cho những loại cây độc đáo hoặc mang ý nghĩa gì đó đặc biệt, giống như ở các tấm 26, 61 và 110. Một lần nữa bố cục được chi phối bởi vật thể ở tiền cảnh, nhìn xuyên qua đường tròn là ao Shinobazu và một số mảnh đất thuộc về lãnh chúa Maeda quyền lực của Kaga (tỉnh Ishikawa), hiện nay chúng đang được đại học Tokyo quản lý. Gần hơn với người xem, ở góc dưới phải, là một số kiến trúc nằm trên mặt nước, mô phỏng theo đảo Chikubushima của hồ Biwako nằm phía đông bắc Kyōto, nơi có một ngôi đền thờ Benten mang sắc đỏ nổi bật. | Ueno, Taitō 35°42′44,9″B 139°46′23,1″Đ / 35,7°B 139,76667°Đ                                                  |          |
| 90      | Cảnh đêm ở Saruwaka-machi (猿わか町よるの景 Saruwaka-machi yoru no kei) (9-1856) | Trong cảnh đêm này, tác giả một lần nữa sử dụng phối cảnh của phương Tây để tạo cảm giác về chiều sâu cho con phố, với một điểm trọng tâm nghiêng về bên trái và hơi thấp so với trung tâm của hình ảnh. Phố đi bộ sầm uất người qua lại, phần bóng từ ánh trăng cũng được miêu tả, hai dãy nhà bên cạnh chủ yếu là các nhà hát múa rối và kịch kabuki. Sau trận hỏa hoạn năm 1841, các nhà hát này được chuyển sang từ khu phố kế bên của Saruwaka-machi. Có thể nhận biết được những nhà hát qua một số chòi yagura nằm trên mái nhà. Hầu hết chúng đều đang đóng cửa vào thời điểm này, ngoại trừ nhà hát Morita sáng đèn ở bên trái, nơi này vừa mới mở cửa sau trận hỏa hoạn năm 1855. Kể từ năm 1830, Hiroshige đã có những nghiên cứu sâu sắc về hiệu ứng ánh sáng và bầu trời đêm qua những tác phẩm của ông, như loạt Đổ bóng ngẫu hứng và tam liên họa Đêm hè dưới ánh trăng, thuộc loạt Tuyết, trăng và hoa. | Asakusa, Taitō 35°43′3″B 139°48′3,4″Đ / 35,7175°B 139,8°Đ                                                    |          |
| 91      | Trong khuôn viên điện Akiba ở Ukeji (請地秋葉の境内 Ukeji Akiba no keidai) (8-1857) | iếp tục một bố cục xuất phát từ mắt chim, có được cái nhìn bao quát những bờ ao. Khu vườn lộng lẫy này thuộc điện thờ Akiba, nơi có các vị thần bảo hộ khỏi hỏa hoạn. Lá phong nổi bật với màu sắc đỏ cam, bóng của chúng cũng được phản chiếu trên mặt nước. Ở góc dưới bên trái là một gian hàng của quán trà, nơi một nhà sư đang phác họa phong cảnh trước mặt, đây có thể là bức chân dung tự họa của chính Hiroshige, theo học giả Henry D. Smith. Theo đó, người phụ nữ và cô gái đứng kế bên có thể là người vợ Yasu, và con gái ông Tatsu. Một sự thật khác cũng ủng hộ cho giả thuyết này là mối quan hệ đặc biệt của gia đình tác giả với điện thờ Akiba, nơi mà Hiroshige III, đệ tử cuối cùng và cũng là con rể của ông, đã đặt bia mộ tưởng niệm 25 năm ngày mất của người nghệ sĩ tại đây. | Mukōjima, Sumida 35°43′1″B 139°48′46,3″Đ / 35,71694°B 139,8°Đ                                                |          |
| 92      | Đền Mokuboji và vườn rau ở Uchigawa Inle (木母寺内川御前栽畑 Mokuboji Uchigawa Gozensaihata) (12-1857)                                                                                                | Vịnh Uchigawa thuộc sông Sumida, cũng là con sông chính của thành phố. Trong khuôn viên là đền Mokuboji, được xây dựng vào thế kỷ thứ 10 để chôn cất một quý tộc trẻ tên Umewaka. Đây cũng là nhân vật chính của một bi kịch, xảy ra trong vở kịch nō mang tên Sumidagawa: cậu bé bị bắt cóc và rơi vào tay của một kẻ buôn nô lệ, dần dần kiệt sức vì bệnh tật và chết bên bờ sông Sumida, trong khi mẹ cậu đang tìm kiếm trong tuyệt vọng. Tuy nhiên, ngôi đền không xuất hiện trong hình ảnh này, kiến trúc xuất hiện bên phải là nhà hàng Uehan (tên viết tắt của người chủ, Uekiya Han'emon), chuyên về cá và hải sản. Khu phức hợp bao gồm đền thờ, nhà hàng và vườn cây này là một địa điểm du lịch nổi tiếng, có thể thấy qua hai cô gái thanh lịch vừa bước ra khỏi thuyền và đang tiến tới đó. Khu vườn Gozensaihata nhắc trong tiêu đề được trồng bởi các ngư dân địa phương, với 36 loại rau dành riêng cho tướng quân. Đích thân Tokugawa Iesada cũng đã đến thăm khu vực này một tháng trước đó, đây có lẽ cũng là một lý do để Hiroshige thực hiện sáng tác bản họa này, vì một trong những mục đích của bộ tác phẩm là truyền đạt tin tức đến tay công chúng. | Tsutsumidōri, Sumida 35°44′2,2″B 139°48′51,3″Đ / 35,73333°B 139,8°Đ                                          |          |
| 93      | Phà Niijuku (にい宿のわたし Niijuku no watashi) (2-1857) | Phà Niijuku được sử dụng để băng sông Naka – ranh giới phía đông bắc của Edo. Một nhà hàng được mô tả rõ ràng phía dưới, nơi mà một số bóng người đang hướng tới, trong khi những người khác đang ở trên cầu tàu và cạnh đó là một con ngựa đang được lau móng. Dưới những hàng thông cao bên bờ, có một người đàn ông đang đánh cá, còn giữa sông là một số sà lan chở hàng đi ngang qua. Phần nền mập mờ qua làn sương mù và có màu hơi đỏ cho biết thời gian đã sẩm tối, bầu trời xuất hiện ở đây với một sự chuyển màu thường thấy bằng kỹ thuật bokashi. | Niijuku, Katsushika 35°45′47,4″B 139°51′15,5″Đ / 35,75°B 139,85°Đ                                            |          |
| 94      | Hàng cây phong ở Mama, đền Tekona và cầu Tsugihashi (真間の紅葉手古那の社継はし Mama no momiji Tekona no yashiro Tsuguhashi) (1-1857)                                                                 | Hai bên là hai thân cây phong đang vươn những cành cây giao nhau, màu lá này có phần sẫm hơn so với sắc đỏ tan ở các bản họa trước do đã có sự thay đổi về thành phần hóa học. Thị trấn Mama nằm ở phía đông Edo, bên bờ sông Edo và là một địa điểm thu hút nhiều lượt khách ghé thăm khi thu đến, để chiêm ngưỡng những cành lá phong ở đây. Ngồi đền phật giáo Guhōji ở thị trấn này có một bàn thờ dành riêng cho Tekona, một thôn nữ xinh đẹp đã nhảy xuống sông trốn thoát khỏi nhiều người cầu hôn, để không phải sống một cuộc sống gò bó. Truyền thuyết này xuất hiện trong tác phẩm nổi tiếng Man'yōshū (Vạn diệp tập), một tuyển tập các bài thơ có từ thế kỷ thứ 8. Năm 1501, những tín đồ đã dựng nên ngôi đền này như một nơi lui tới để cầu mong cho cuộc sống an lành và tránh khỏi bệnh thủy đậu. Nó xuất hiện trong cảnh nền phía bên trái, với cấu trúc nhô lên khỏi mặt đất và mái có đầu hồi, cùng phía trước là một cổng vòm torii. Cây cầu Tsugihashi (Cầu dài) - có thể nhìn thấy ở trung tâm hậu cảnh - cũng gắn liền với truyền thuyết này nhưng tại một bài thơ khác của tuyển tập nói trên: người cầu hôn từ Tekona đã than thở trên cây cầu rằng anh ta không thể đêm nào cũng đi qua đó để ngắm nhìn người mình yêu được. Những chiếc lá phong xen giữa ánh sáng hoàng hôn dịu nhẹ mang lại một không khí trữ tình cho khung cảnh thiên nhiên, phù hợp với truyền thuyết trong nó.                         | Mama, Ichikawa, Chiba Prefecture 35°44′18″B 139°54′33,2″Đ / 35,73833°B 139,9°Đ                               |          |
| 95      | Cảnh quan Kōnodai và sông Tone (鴻の台とね川風景 Kōnodai Tonegawa fūkei) (5-1856) | Đồi Kōnodai thẳng đứng bên bờ sông Tone - ngày nay được gọi là sông Edo - là một pháo đài quan trọng trong chiến lược phòng thủ. Tại hình ảnh này, phần bên trái của bố cục chiếm vị trí tiền cảnh, đó là một gờ đá theo phong cách Trung Quốc. Xuất hiện xung quanh là những cây thông cao và ba bóng người đang trò chuyện sôi nổi trên đỉnh đồi, chiều cao mỏm đá này tương đương với chiều cao của ngọn đồi. Nơi này được đặc biệt biết đến qua một tác phẩm văn học, Chuyện kể về tám chú chó (Nansō Satomi Hakkenden) của Kyokutei Bakin. Băng qua dòng sông là những sà lan chở hàng đang hướng về thành phố, trong khi đường đường chân trời mây đang bao phủ ngọn núi Phú Sĩ, nền trời hơi ngả vàng báo hiệu một buổi sáng trong mát. Màu xanh phía trên của bầu trời để đánh dấu cho những mộc bản khi in. | Kōnodai, Ichikawa, Chiba Prefecture 35°44′52″B 139°53′51″Đ / 35,74778°B 139,8975°Đ                           |          |
| 96      | Horie và Nekozane (堀江ねこざね Horie Nekozane) (2-1856) | Horie và Nekozane là hai ngôi làng nằm đối diện nhau bên hai bờ sông Kyūedo (Edo cũ) - một nhánh của sông Edo - nổi tiếng với chất lượng hải sản tuyệt vời. Đoạn sông ngoằn ngoèo trong suốt chiều dài của nó, đang chảy về phía chân trời là vịnh Edo. Ở phía dưới có một bãi đất, nơi xuất hiện của hai nhân vật đang săn chim bằng cách dùng lưới chôn trong cát. Trung tâm bố cục thuộc về hai ngôi làng, được liên kết bởi hai cây cầu bắc qua sông cùng với nhiều sà lan bên dưới. Ở phía phải là một ngôi đền nhỏ với cổng vòm torii đang ẩn mình giữa cánh khu rừng thông. Hậu cảnh chìm trong sương mù, từ đó núi Phú Sĩ sừng sững xuất hiện giữa ánh hoàng hôn đỏ rực. Con dấu của người kiểm duyệt đề cập thời gian tháng 2 năm Ansei 3 (1856), vì vậy mà có thể biết được đây là một trong những bản họa đầu tiên được đánh dấu trong bộ tác phẩm này. | Nekozane, Urayasu, Chiba Prefecture 35°39′33″B 139°53′49″Đ / 35,65917°B 139,89694°Đ                          |          |
| 97      | "Năm cây thông" và kênh đào Onagi (小奈木川五本まつ Onagigawa Gohonmatsu) (7-1856) | Giống như phong cách chính trong toàn loạt tác phẩm, bố cục được khớp nối thông qua tiền cảnh là cành thông già được chống đỡ bằng các thanh gỗ, chắn giữa khung cảnh ở phía sau. Địa danh Gohonmatsu (năm cây thông) là tên một khu phố ở Edo, bắt nguồn từ năm cây thông cổ đại được tìm thấy bên bờ kênh Onagi, theo một tài liệu tham khảo từ năm 1732. Mặc dù vào thời của Hiroshige chỉ còn sót lại một cây duy nhất mà đã xuất hiện trong hình ảnh, nó thuộc khuôn viên của lãnh chúa phong kiến Ayabe. Nhân dịp này, tác giả đã hư cấu chúng để đạt được hiệu ứng phong cảnh, và không có đường cong nào như được mô tả ở đây. Con thuyền ở trung tâm với hai người chèo và một số hành khách trên đó, chi tiết một người đang nhúng khăn tay xuống mặt nước được Hiroshige lấy cảm hứng từ tác phẩm Hoàng hôn trên cầu Ryōgoku của Katsushika Hokusai. | Kōtō 35°41′6,5″B 139°49′5″Đ / 35,68333°B 139,81806°Đ                                                         |          |
| 98      | Pháo hoa trên cầu Ryōgoku (両国花火 Ryōgoku hanabi) (8-1858) | Đây tiếp tục là một loại hình văn hóa đậm chất Edo, nó nằm trong những bản họa nổi tiếng nhất của bộ tác phẩm và đồng thời cũng là ví dụ tiêu biểu về khả năng bậc thầy khi xử lý bầu trời về đêm, kết hợp với phối cảnh thẳng đứng trên không của tác giả. Cầu Ryōgoku bắc qua sông Sumida là một trong những cây cầu lớn nhất trong thành phố. Cây cầu này cũng được Hiroshige nhiều lần tái hiện trong các bộ tác phẩm như Tám cảnh tuyết ở Đông Đô,Ba mươi sáu cảnh núi Phú Sĩ và Danh thắng Đông Đô. Vào 28 của tháng 5, lễ hội kawabiraki (mở cửa sông) được tổ chức, tại đây một nghi lễ rửa tội được thực hiện nhằm xua đuổi tà ma. Kỹ thuật làm pháo lần đầu xuất hiện vào năm 1733 do tướng quân Tokugawa Yoshimune mang đến, theo thời gian, chúng đã được phổ biến ở nhiều dịp nghi lễ chính thống khác hàng năm, đặc biệt là vào các đêm hè. Những nghi lễ này từng được tài trợ bởi các công ty cho thuê thuyền và nhà hàng, vốn là những doanh nghiệp thu lợi chính từ buổi biểu diễn. Vì vậy mà dòng sông đầy ắp thuyền, từ yanebune nhỏ (thuyền có mái) đến yakatabune lớn (ngự thuyền), cũng như urourobune, nhà hàng du thuyền. Pháo hoa nổi bật ở góc trên phải như những ngôi sao sáng rực rỡ trong bầu trời đêm. Trong khi ở khu vực trung tâm, một ngọn pháo sáng vút cao theo một đường cong sắc nét trên nền trời.                                                                                              | Ryōgoku, Sumida 35°41′36,8″B 139°47′19,5″Đ / 35,68333°B 139,78333°Đ                                          |          |
| 99      | Đền Kinryūzan ở Asakusa (浅草金龍山 Asakusa Kinryūzan) (7-1856) | Loạt mùa đông được khởi đầu bằng bản họa này với một bầu không khí đặc trưng. Điạ điểm ở đây là đền Kinryūzan một nơi thờ cúng Bồ Tát Quán Thế Âm, tọa lạc tại khu vực Asakusa. Giống như thường lệ, hậu cảnh được tái hiện thông qua các yếu tố khác nhau ở tiền cảnh. Trong trường hợp này là một cánh cổng sơn đỏ và xanh lục tên Kaminarimon (Lôi môn), cùng với một chiếc đèn lồng lễ chiếm chiếm tiền cảnh, nơi cũng có thể nhìn thấy ký hiêu Shinbashi của những người quyên góp. Phối cảnh ở đây được dùng để hướng ánh nhìn về khung cảnh tuyết rơi tại khuyên viên đền, nơi có những bóng người đang bưới tới ngôi đền. Trong đó có thể thấy một ngọn tháp bên phải và Niōmon (cánh cổng được hai vị thần canh gác) ở phần trung tâm, chúng mang một sắc đỏ dữ dội tương phản với màu trắng xóa của tuyết. Ngôi đền này mới được xây dựng lại hai tháng trước đó, sau trận động đất năm 1855. Bầu trời chuyển từ màu trắng sang đen với nhiều sắc độ xám khác nhau, xen kẽ là những chấm trắng của bông tuyết. | Asakusa, Taitō 35°42′40″B 139°47′47″Đ / 35,71111°B 139,79639°Đ                                               |          |
| 100     | Bờ kè Nihontsutsumi và Yoshiwara (よし原日本堤 Yoshiwara Nihontsutsumi) (4-1857) | Bờ kè Nihontsutsumi là đoạn cuối cùng của tuyến đường dẫn đến khu giải trí Shin-Yoshiwara. Dưới ánh trăng khuyết nhẹ nhàng, con đường đê tấp người qua lại theo cả hai hướng, một số ngồi trong chiếc kiệu được những người khuân vác gánh. Dọc bên đường là nhiều gian hàng phục vụ trà. Còn ở hậu cảnh bên phải, đằng sau khu rừng rậm rạp, những mái nhà thổ của khu Yoshiwara hiện lên giữa một lớp sương mù tím. Nằm ở cuối con đường và cửa ngõ của khu vực kể trên, có thể thấy một cây liễu đang rủ xuống, nổi tiếng với cái tên Mikaeri Yanagi (cây liễu nhìn từ sau) xuất phát từ việc các khách hàng khi tiến đến nhà thổ sẽ nhìn thấy nó lần cuối trước khi đắm mình trong bầu không khí tiêu điều của khu phố đèn đỏ Yoshiwara. Mô-típ này cùng với đàn ngỗng trời bay chéo qua bầu trời đêm tạo cho hình ảnh một không khí u sầu. | Asakusa, Taitō 35°43′28,5″B 139°47′50,2″Đ / 35,71667°B 139,78333°Đ                                           |          |
| 101     | Cánh đồng lúa ở Asakusa và lễ hội Torinomachi (浅草田甫酉の町詣 Asakusa tanbo Torinomachi mōde) (11-1857)                                                                                             | Một lần nữa phong cảnh được trông thấy qua một vật thể phía trước, góc nhìn lần này xuất phát từ bên trong một căn phòng và hướng ra ngoài cửa sổ, dẫn dắt ánh nhìn vào thiên nhiên tại hậu cảnh. Đây có lẽ là một nhà thổ ở khu phố Yoshiwara, bởi sau khi một khách hàng rời khỏi phòng có thể thấy: một chiếc khăn và bát nước trên bệ cửa sổ, cũng như một số onkotogami (khăn ăn lịch thiệp) nhô ra sau tấm bình phong; cạnh đó là kumate kanzashi (kẹp tóc chân gấu) mà có lẽ của người khách tặng lại cho kỹ nữ. Hình ảnh này tượng trưng cho lễ hội Torinomachi - được tổ chức vào ngày Đinh Dậu của tháng mười một - với tục lệ mang kẹp tóc hình chân gấu, biểu tượng cho sự hạnh phúc. Những bóng đen ở phía trung tâm hậu cảnh là của đoàn rước lễ hội này, đang hướng đến ngôi đền Chōkoku-ji. Xa hơn nữa là ngọn núi Phú Sĩ, hình nón của nó bị cắt đối xứng làm đôi bởi trụ cửa sổ. Một trong những yếu tố độc đáo nhất của bức tranh này là một chú mèo đang ngắm nhìn phong cảnh từ cửa sổ, điều này cũng giống như hình ảnh tượng trưng cho người kỹ nữ. Nó được thể hiện bằng kỹ thuật kimedashi (dập nổi), trong đó giấy sẽ được ép lên mộc bản để làm các đường nét nổi lên. Tác phẩm này rất nổi tiếng ở phương Tây, được sử dụng để minh họa trong một bài báo về Hiroshige, của William Anderson trên tạp chí Le Japon Artistique.                                                                               | Asakusa, Taitō 35°43′21″B 139°47′31″Đ / 35,7225°B 139,79194°Đ                                                |          |
| 102     | Minowa, Kanasugi và Mikawashima (蓑輪金杉三河しま Minowa Kanasugi Mikawashima) (i5-1857) | Trong hình ảnh này, hai con diệc Mãn Châu (tanchōzuru) nổi bật ở tiền cảnh, một con đứng ngâm chân trong vùng đầm lầy và con còn lại đang sà xuống chiếm toàn bộ phần trên của bố cục. Ba địa danh được đề cập trong tiêu đề nằm phía tây bắc của khu giải trí Yoshiwara, gần đường Ōshūkaidō. Vào mùa đông, các Tướng quân thường săn diệc (tsuru no onari, diệc du ngoạn) trên những cánh đồng này bằng cách sử dụng loại chim ưng đã qua huấn luyện. Để thu hút chúng, những người nông dân thường rải thức ăn xuống đất làm mồi nhử, có thể nhìn thấy ở bên trái hậu cảnh. Bộ lông của diệc được làm bằng kỹ thuật karazuri (in trắng), một dạng in khô, trong đó tấm giấy được ép xuống bằng miếng đệm được gọi là baren. Những con diệc tượng trưng cho sự trường tồn, hạnh phúc và chung thủy trong hôn nhân, vì chúng chỉ kết đôi duy nhất một lần trong đời. Mô-típ đôi diệc rất phổ biến trong hội họa Trung Quốc, truyền thống tiếp tục được tái hiện bởi Hiroshige. | Asakusa, Taitō 35°43′55″B 139°46′46″Đ / 35,73194°B 139,77944°Đ                                               |          |
| 103     | Cầu lớn Senju (千住の大はし Senju no ōhashi) (2-1856) | Dựa trên ngày tháng ở dấu kiểm điểm có thể nhận thấy đây là một trong những tác phẩm đầu tiên của cả bộ. Trong đó là hình ảnh của đường biên giới phía bắc Edo, và có lẽ cũng là một dấu mốc địa lý nơi tác giả khởi đầu cho toàn loạt tác phẩm sau này. Cây cầu lớn Senju bắc qua sông Arakawa thuộc tuyến đường Ōshūkaidō được xây dựng vào năm 1594 bởi Tokugawa Ieyasu. Các vị tướng quân đời sau thường phải đi ngang qua nó trong chuyến hành hương đến Nikkō, nơi có lăng mộ của Ieyasu, người sáng lập ra mạc phủ Tokugawa. Cây cầu này đã vượt qua nhiều thảm họa thiên tai với cấu trúc vững chắc của nó. Trên cầu là một số lữ khách đang qua lại, người thì trên lưng ngựa còn người thì được chở bằng kiệu. Nằm phía sau cây cầu có một làng chài, mặt sông theo đó cũng xuất hiện vô số thuyền và bè vận chuyển bằng gỗ, cũng như một số chiếc thuyền buồm đang hướng về phía chân trời. Nền trời phía xa gần như là nguyên mẫu thường thấy của Hiroshige, những ngọn núi được bao phủ trong sương mù kết hợp với ánh sáng đỏ của hoàng hôn. | Senjuhashido-machi, Adachi / Minamisenju, Arakawa 35°44′22″B 139°47′51″Đ / 35,73944°B 139,7975°Đ             |          |
| 104     | Bờ kè Koume (小梅堤 Koumetsutsumi) (2-1857) | Kênh Yotsugi-dōri –đã từng xuất hiện trong tấm 33– được dùng để vận chuyển hàng hóa mặc dù không có con thuyền nào xuất hiện trên mặt nước lúc này, đoạn sông được thể hiện theo một cách bình yên, và được bắc qua bởi một số cây cầu dọc theo nó. Góc nhìn này nằm ở phía đông sông Sumida, phía bắc khu phố Honjo và gần thị trấn nhỏ Koume. Con kênh chảy qua hình ảnh theo một đường chéo, dần biến mất ở hậu cảnh sau khi rẽ ngoặt. Màu xanh lam đậm hơn ở trung tâm biểu thị độ sâu của kênh. Những thân cây cao lớn phía bên phải thuộc loài tống quán sủ (hannoki), dưới chân chúng là hai đứa trẻ đang chơi đùa với những chú chó. Hai người phụ nữ băng qua cầu mang trên mình bộ áo dài mùa đông, trong khi phía bờ bên kia là một con phố đông đúc với nhiều nhà cửa khác nhau. Dưới con dốc có thể thấy một người đánh cá đơn độc đang giơ chiếc cần câu của mình xuống sông. Hậu cảnh được bao phủ bởi một thảm thực vật đa dạng, trong khi trên bầu trời, tác giả lại đặt một đàn chim bay ngang qua nhằm phá vỡ phần nào sự đơn điệu của phần trên hình ảnh. | Oshiage, Sumida 35°42′38,3″B 139°48′30″Đ / 35,7°B 139,80833°Đ                                                |          |
| 105     | Oumayagashi (御厩河岸 Oumayagashi) (12-1857) | Thêm một khung cảnh về đêm, phù hợp với chủ đề được nhắc đến: những người phụ nữ ở bên trái được gọi là yotaka (diều hâu đêm), thuộc một trong những hình thức mại dâm thấp kém nhất. Họ thường được đi cùng với cha hoặc anh trai của họ, và mang theo một chiếc chiếu rơm để có thể cung cấp dịch vụ cho khách hàng ở bất cứ đâu. Thường thì khuôn mặt họ bị biến dạng do một số bệnh, vì vậy những người phụ này thường trang điểm rất đậm, trong hình ảnh này, khuôn mặt của họ gần như giống chiếc mặt nạ. Con sông được tái hiện vào lúc thủy triều dâng và có thêm một số thuyền bề đi qua mặt nước ngoài xa. Phía bên phải bản họa bị chiếm bởi các thân cây cao và nền xám một lần nữa cho thấy rõ các đường vân gỗ để lại trong bản họa. | Kuramae, Taitō 35°42′13,2″B 139°47′37,7″Đ / 35,7°B 139,78333°Đ                                               |          |
| 106     | Xưởng gỗ ở Fukagawa (深川木場 Fukagawa kiba) (8-1856) | Bản họa này gây bất ngờ với phong cảnh thiên nhiên được phủ trắng hoàn toàn bởi tuyết, gợi lên một hình ảnh hoang vắng lạnh lẽo, nó tiếp tục được nhấn mạnh bởi một số màu lạnh như bầu trời xám xịt và nước sông xanh đậm, càng khiến khung cảnh này mang một vẻ ngoài đầy băng giá. Như thường lệ, tác giả để lại thêm một số yếu tố phụ cảnh chẳng hạn như hai con chim sẻ bay ngang bầu trời, hai con chó xuất hiện dưới góc trái và một chiếc ô màu vàng nằm dưới trung tâm bố cục, nơi ký hiệu sakana (cá) lại được nhắc đến trên đó, bắt nguồn từ tên nhà xuất bản, Sakanaya Eikichi. Dọc bờ sông, các kho chứa gỗ được đặt bên ngoài thành phố để ngăn chặn hỏa hoạn, đặc biệt với Fukagawa, phía đông sông Sumida. Trong hình ảnh, có thể thấy một số thanh gỗ cắt ngang khung cảnh theo đường chéo, từ bên phải và trái, kết hợp với sự quỹ đạo ngoằn ngoèo của dòng sông tạo cho hình ảnh một vẻ ngoài năng động trái ngược với sự tĩnh lặng của cảnh vật đang chìm trong tuyết. | Kiba, Kōtō 35°40′35″B 139°48′30″Đ / 35,67639°B 139,80833°Đ                                                   |          |
| 107     | Fukagawa Susaki và Jūmantsubo (深川州崎十万坪 Fukagawa Susaki Jūmantsubo) (i5-1857) | Giống trong tấm 102, phần trên của hình ảnh bị che khuất bởi một con chim, trong bản họa này là một con đại bàng. Nó được tái hiện với các đường nét hoàn hảo cùng với nhiều mảng lông khác nhau, màu xám ấn tượng trên thân đạt được nhờ mica, tạo cảm giác sáng bóng, trong khi móng vuốt được in bằng keo động vật (nikawa). Nó đang lướt qua một cánh đồng tuyết trắng xóa cùng dòng sông phía dưới, nổi bật ở phần nền là hình bóng của Núi Tsukubasan. Fukagawa Susaki nằm tại phía đông sông Sumida, trong khi Jūmantsubo là một khu đất được đắp vào năm 1720 ở phía đông bắc Susaki, thuộc về một lãnh chúa phúa kiến. Tên của nó cho biết quy mô của vùng đất: jūman tsubo có nghĩa 100.000 tsubo (tsubo là đơn vị đo lường của Nhật Bản, 1 tsubo bằng 3.306 m²; trong trường hợp này, 100.000 tsubo là 0,3 km²). Tấm này cũng thuộc một trong những tác phẩm thành công nhất của sê-ri, cùng với 58 và 118. | Tōyō, Kōtō 35°39′58″B 139°48′32,5″Đ / 35,66611°B 139,8°Đ                                                     |          |
| 108     | Quang cảnh bờ biển Shiba (芝うらの風景 Shibaura no fūkei) (2-1856) | Hình ảnh ở đây xuất hiện nhiều các yếu tố khác nhau tạo được cảm giác về độ sâu: đầu tiên, hai đàn chim mòng biển xuất hiện, một đàn đang bây phía trước gần mặt nước và đàn còn lại ở phía sau bay chéo qua đường chân trời; một yếu tố khác theo phối cảnh là các cấu trúc bằng gỗ hình chữ A thông báo quanh đó có một con kênh hàng hải, một cái ở tiền cảnh bên trái và một cái khác nằm sau đó một đoạn; cuối cùng là cơ số các chiếc thuyền đang xa dần cũng tạo một cảm giác về chiều sâu. Ở phía chân trời, bên tay trái, xuất hiện một số kè daiba được dựng lên như một biện pháp phòng thủ sau khi những con Tàu đen Mỹ tiến đến đe dọa ngoài biển. Bên bờ phải bán đảo thuộc làng Hama của Tướng quân, được xây dựng trên nền đất khai hoang ra biển. Hình chữ nhật màu vàng nằm góc dưới trái là con dấu của người thợ khắc Horisen (Hori Sennosuke), nó xuất hiện ở đây khác thường so với các tác phẩm khác cùng bộ, bởi có lẽ đây là một trong những bản họa đầu tiên được thực hiện (con dấu này cũng xuất hiện ở lề một số tấm khác như trong 17, 28 và 83). Tác phẩm này đồng thời cũng nằm trong năm bản họa đầu tiên bị xử phạt bởi bên kiểm duyệt. | Shibaura, Minato 35°39′32″B 139°46′7″Đ / 35,65889°B 139,76861°Đ                                              |          |
| 109     | Minami Shinagawa và bờ biển Samezu (南品川鮫洲海岸 Minami Shinagawa Samezu kaigan) (2-1857) | Quang cảnh nhìn từ trên cao của Vịnh Edo, khu vực trong hình này được gọi là Shinagawa. Một loại tảo chất lượng cao được nuôi trồng dọc bên bờ biển, chúng được ngư dân trồng ở vùng nước nông vào mùa thu, và thu hái vào mùa đông để chế biến thành nori, những tấm rong biển mỏng thì được dùng làm gia vị hoặc nguyên liệu cho sushi. Quanh đó là một số tàu thuyền đang thu thập rong rêu khi thủy triều xuống. Khu vực nước sâu hơn ở ngoài xa có tên Samezu (bãi cá mập), theo truyền thuyết một con cá mập đã trôi dạt vào bờ và được tìm thấy bên trong bức tượng Bồ Tát Quán Thế Âm tại nơi mà ngôi đền Thiền tông Kaianji được xây vào thế kỷ thế kỷ 13, cánh cổng dẫn vào đền có thể nhìn thấy ở thị trấn bên trái. Ở hậu cảnh xuất hiện phần đỉnh kép của núi Tsukubasan vượt qua những đám mây, và bay qua đó là một đàn chim như thường lệ. | Higashi-Ōi, Shinagawa 35°36′23″B 139°44′43″Đ / 35,60639°B 139,74528°Đ                                        |          |
| 110     | "Cây thông treo áo nhà sư" ở Senzoku no ike (千束の池袈裟懸松 Senzoku no ike Kesakakematsu) (2-1856)                                                                                                  | Kesakakematsu (Cây thông để nhà sư treo áo) có được tên gọi này bởi trước kia nhà sư Nichiren đã từng nghỉ chân tại đây và treo áo choàng của mình lên cây. Nó nằm trên một mảnh đất nhô ra mặt hồ từ phía bên phải, trung tâm bố cục. Thân cây có dạng xoắn, phần gốc được ráo chắn xung quanh, cùng với một số lữ khách đang tập trung cạnh đó. Ở góc dưới hình ảnh là một quán hàng ăn uống nằm trên con đường ven hồ, nơi cũng xuất hiện nhiều lữ khách khác đang qua lại.Khu vực nước sâu trên mặt hồ biểu thị bởi màu xanh đậm tạo nên một hình lưỡi liềm, nơi ba con diệc xám đang bay qua. Ở bờ phía bên kia có thể nhìn thấy khu điện thờ Hachiman nằm giữa cánh rừng, tiếp đến là những dải núi hiện lên ở nền - như bao phong cảnh khác của Hiroshige - được bao phủ trong sương mù. Màu đỏ của đường chân trời gợi ý thời gian đang là sẩm tối. | Minami-Senzoku, Ōta 35°36′4,5″B 139°41′30″Đ / 35,6°B 139,69167°Đ                                             |          |
| 111     | Cầu trống Meguro và đồi Hoàng Hôn" (目黒太鼓橋夕日の岡 Meguro Taikobashi Yūhi no oka) (4-1857) | Một bản họa mới về khung cảnh mùa đông trắng xóa tuyết, trong đó cây cầu trống Meguro nổi bật ở phần dưới, điểm đặc biệt của nó nằm ở cấu trúc bằng đá thay vì gỗ như những chiếc khác. Taikobashi (cầu trống) là một loại cầu chịu ảnh hưởng từ Trung Quốc, mang thân hình bán nguyệt, khi kết hợp với hình chiếu của nó trong nước sẽ tạo ra một đường tròn giống như cái trống, loại cầu này từng xuất hiện ở tấm 65. Con đường trên cầu dẫn đến ngôi đền Meguro nổi tiếng dành riêng cho vị hộ pháp Phật giáo Fudō Myōō. Trước khi băng qua cầu, ở góc dưới bên phải chính là phần mái của quán trà Shōgatsuya, nổi tiếng với món súp đậu ngọt (shiruko mochi). Một số lữ khách bộ hành trong tuyết đang núp mình dưới ô, mũ, hoặc với lớp rơm như người đang đi phía bên kia cầu. Tiếp đến, sau những ngôi nhà là ngọn đồi Yūhi no oka (đồi Hoàng Hôn), kết hợp với dòng sông chảy kế bên tạo nên một khung cảnh tuyệt đẹp của thung lũng Meguro. Về khía cạnh màu sắc, màu trắng của tuyết tương phản với màu xanh Phổ của mặt sông Meguro, và trong bầu trời xám có những bông tuyết được tạo ra bằng cách kỹ thuật để trống theo màu giấy, không áp màu. | Shimomeguro, Meguro 35°37′56,2″B 139°42′44″Đ / 35,61667°B 139,71222°Đ                                        |          |
| 112     | Atagoshita và đường Yabu (愛宕下薮小路 Atagoshita Yabukōji) (12-1857) | Tiếp tục là một bản họa trong đó tuyết đóng vai trò chính, bao phủ toàn bộ khung cảnh hiện lên. Khu phố Atagoshita (hạ Atago) có được tên gọi này do có tọa lạc nằm dưới chân núi Atago, nhiều khuôn viên của các lãnh chúa phong kiến (daimyō), cũng được đặt tại đây, chẳng hạn như gia tộc Katō của Minakuchi, xuất hiện ở hậu cảnh nằm trước cánh cổng đỏ của điện thờ Atago, hay gia tộc Hijikata từ Komono (tỉnh Mie), chính là dãy nhà dài bên trái. Góc nhìn xuất phát từ phố Yabukōji, nằm bên phải một kênh nước, từ đây có thể thể trông thấy một cây tre cao (yabu), với những cành lá bị uốn cong bởi tuyết chiếm lấy không gian bầu trời, nơi vài chú chim sẻ bay lượn. Tre và chim sẻ, biểu tượng cho sự gắn kết và an lành, và cũng là điềm báo của hạnh phúc. Khác với những khung cảnh tuyết trắng thường thấy, màu sắc trong hình ảnh này đã tạo được những tương phản nhất định, như màu xanh đậm của con kênh với màu xanh lục của cành tre, hay các tông đỏ hồng, trắng và xanh nhạt của bầu trời, tất cả đều làm mờ đi cái lạnh khắc nghiệt của mùa đông. | Nishi-Shinbashi / Toranomon, Minato 35°40′5″B 139°45′2,6″Đ / 35,66806°B 139,75°Đ                             |          |
| 113     | Dốc Aoizaka bên ngoài cổng Toranomon (虎の門外あふひ坂 Toranomon-soto Aoizaka) (11-1857) | Một quang cảnh đêm được chiếu sáng dưới ánh trăng khuyết dịu dàng, và với một bầu trời đầy sao cùng đàn chim đang bay ngang qua theo hình chữ X. Nằm giữa cây thông và cây sếu (enoki) ở phía chân trời là kiến trúc thuộc điện thờ Konpira, nằm trong khuôn viên lãnh chúa Kyōgoku của Marugame đảo Shikoku, nơi đây được mở cửa cho công chúng vào ngày 13 hàng tháng. Ở bên phải trung tâm hình ảnh, một thác nước chảy xuống từ con hào bao quanh dinh thự, trong khi bên trái là dốc Aoizaka, nơi một số người hành hương đi qua với đèn lồng và cũng như hai người thương gia trên vai gánh hàng lưu động: một chiếc có ghi dòng chữ nihachi (hai lần tám), phục vụ mì kiều mạch với giá 16 mon; gánh còn lại thì bán ōhira shippoku (gồm mì với trứng rán, nấm, củ ấu hoặc bánh cá). Dưới chân dốc có hai con mèo mang yếu tố phụ cảnh, cùng với đó là hai chú tiểu vừa thực hiện khổ tu và thanh tẩy dưới nước, cả hai đều đóng khố và mang trên tay chiếc đèn lồng. | Toranomon, Minato 35°40′10,6″B 139°44′51,7″Đ / 35,66667°B 139,73333°Đ                                        |          |
| 114     | Cầu Bikuni trong tuyết (びくにはし雪中 Bikunihashi setchū) (11-1857) | Tiếp tục là một bầu trời đêm đông, màu xám của nó giúp nhìn thấy rõ các vân gỗ hằn trên đó. Quang cảnh bên dưới đang phủ trắng trong tuyết, với một tấm biển dễ thấy bên trái tiền cảnh có ghi yama kujira (cá voi núi), uyển ngữ chỉ loại thịt động vật hoang dã đã bị Phật giáo cấm tiêu thụ, mặc dù trước đây vẫn còn được buông lỏng. Cầu Bikuni nằm gần con hào của thành Edo mà xuất hiện ở đây là bức tường thành kiên cố phía bên phải. Khu vực xung quanh đó bao gồm nhiều nhà thổ và cửa hàng thực phẩm rẻ tiền. Thuật ngữ bikuni thờng được dành cho các nữ tu sĩ lưu động, đồng thời cũng để ám chỉ gái mại dâm đang cải trang, để thực hiện hành nghề ngoài những nơi cho phép. Ngoài cửa hàng thực phẩm bên trái, lề đường bên kia còn xuất hiện một số giỏ khoai gọi là yakiimo, một loại khoai lang nướng được bày bán ngoài đường phố; dòng chữ cạnh đó cho biết rằng khoai lang (imo) đã được nướng nguyên củ, và chúng có vị ngon hơn hạt dẻ. Một người bán rong khác cũng đang chuẩn bị băng qua cầu. Bản họa này được cho là do Hiroshige II thực hiện (giống với tấm số 12, 41 và 119), dựa trên tiền cảnh trống vắng, cách bức tường được mô tả và cách sắp xếp các bông tuyết. | Ginza, Chūō 35°40′33,3″B 139°45′59,2″Đ / 35,66667°B 139,75°Đ                                                 |          |
| 115     | Trại cưỡi ngựa Takata (高田の馬場 Takata no baba) (2-1857) | Trại cưỡi ngựa Takata nằm phía tây bắc Edo, được thành lập vào năm 1636 làm nơi rèn luyện thuật cưỡi ngựa và bắn cung của tầng lớp quý tộc. Một thân cây thông trải dọc lề trái hình ảnh, xuất hiện phía sau là một hồng tâm màu trắng làm bằng da thuộc, đang được móc dây thừng treo vào cột gỗ và theo đó là một số mũi tên nằm dưới đất. Hồng tâm được thực hiện bằng kỹ thuật dập khô nunomezuri, và cũng là một ví dụ mới về tính sáng tạo của tác giả, luôn tìm kiếm những góc nhìn khác thường để tạo ấn tượng cho người xem. Tại hậu cảnh, một số tay đua đang trên lưng ngựa trong khi một số khác đang bắn cung, xa hơn nữa là ngọn núi Phú Sĩ mập mờ xuất hiện. Nỗ lực rèn luyện của con người được kết hợp hài hòa với tự nhiên, như một đức tính của các samurai theo Nho giáo, rằng họ tuy đã có sẵn tài năng bẩm sinh nhưng vẫn luôn phải tiếp tục chăm chỉ tập luyện | Waseda-machi, Shinjuku 35°42′36″B 139°42′54″Đ / 35,71°B 139,715°Đ                                            |          |
| 116     | Cầu Sugatami, cầu Omokage và Jariba ở Takata (高田姿見のはし俤の橋砂利場 Takata Sugatami no hashi Omokage no hashi Jariba) (1-1857)                                                                   | Trong một khu vực gần trại cưỡi ngựa ở tấm trước, đồng lúa Hikawa trải dài tại trung tâm hình ảnh với một màu vàng nổi bật. Phía sau cánh đồng này là điện thờ cùng tên, Hikawa, nằm ở bên phải và dẫn lối bởi cầu Sugatami gần đó. Còn nổi bật ở phía trước là cầu Omokage, tạo thành một đường cong sắc nét qua máng nước Kanda. Nó thuộc loại cầu ván gỗ được phủ lên một lớp đất và rêu, nhờ vậy mà nó dễ dàng hòa hợp với cảnh quan xung quanh. Gần thời gian này, Tướng quân Tokugawa Iesada đã đi qua đây khi trên đường trở về từ một chuyến du ngoạn đến Ōji, vì vậy bản họa này một lần nữa làm rõ tính thời sự mà tác giả và nhà biên tập muốn hướng đến xuyên suốt loạt tác phẩm này. Nền trời một lần nữa được bao phủ bởi một lớp sương mù màu hồng đỏ, cùng với màu cam phía đường chân trời tạo cho khung cảnh một màu sắc đa dạng. | Takada, Toshima 35°42′47,7″B 139°42′51,3″Đ / 35,7°B 139,7°Đ                                                  |          |
| 117     | Nhìn từ đỉnh đồi của Yushima Tenjin (湯しま天神坂上眺望 Yushima Tenjin sakaue chōbō) (4-1856) | Với một góc nhìn toàn cảnh rộng từ trên cao đã bao quát được ba ngôi đền liên tiếp nhau, ở những khoảng cách khác nhau: ở phía trước bên trái là điện thờ Yushima Tenjin, nhưng chỉ góp mặt qua một chiếc cổng vòm torii; trên hòn đảo nằm giữa ao Shinobazu là điện thờ Benten mà đã từng xuất hiện ở nhiều tấm trước như số 89; và ở bờ bên kia, tại nền bên phải là đền Kan'ei-ji. Chúng đều mang một lớp sơn đỏ – theo Thần đạo, màu này khiến ma quỷ sợ hãi –, tương phản rõ rệt giữa khoảng không gian trắng xóa tuyết, cùng với màu xanh lam rực rỡ của mặt hồ và màu đỏ hoàng hôn tại đường chân trời, tất cả tạo nên một sắc độ đa dạng đến chân thực. Để đến được điện Yushima Tenjin người ta sẽ phải leo hai bậc cầu thang khác nhau, một bên dốc hơn "dành cho nam" và lối còn lại "dành cho nữ" dễ đi hơn, dễ nhận biết qua dòng chữ khắc trên đá ở góc dưới bên phải, otokozaka (đồi dành cho đàn ông). Ở phía bên trái sau vòm torii là một quán trà, được trang hoàng bởi một số ngọn lồng đèn đỏ. | Yushima, Bunkyō 35°42′27″B 139°46′6,2″Đ / 35,7075°B 139,76667°Đ                                              |          |
| 118     | Kitsunebi dưới gốc cây Enoki gần Ōji vào đêm giao thừa (王子装束ゑの木大晦日の狐火 Ōji Shōzoku enoki Ōmisoka no kitsunebi) (9-1857)                                                                   | Đây cũng là một trong những bản họa nổi tiếng nhất của sê-ri. Bố cục là bầu trời đêm đầy sau màu xám xanh, cùng với một cây sếu lớn (enoki) và quanh đó là một đàn cáo lớn đang tụ tập dưới gốc, hơi thở của chúng được tái hiện có quầng sáng tựa như ma trơi. Nhóm cáo đằng trước có thể nhìn thấy thấy rõ ràng, trong khi ở phía xa là một đàn lớn khác cũng đang hướng về đây, xuất hiện qua những chấm sáng, bóng hình mờ nhạt giữa một hậu cảnh u ám. Những con cáo có được độ sáng rõ ràng, tương phản mạnh với bóng tối, điều này mang lại hiệu ứng tuyệt vời cho khung cảnh về đêm này. Theo truyền thuyết, rằng cứ vào đêm giao thừa, những con cáo sẽ sử dụng ma thuật thần bí dưới gốc cây sếu này để tôn thờ vị thần lúa gạo (Inari); sau đó chúng tiến đến điện thờ Ōji Inari (còn gọi là Shōzoku Inari) gần đó, nơi vị thần sẽ giao cho chúng nhiều sứ mệnh khác nhau cho năm mới đến. Số lượng cáo và hình dạng của chúng cho phép những người nông dân trong vùng ước đoán được về vụ mùa thu hoạch tiếp theo. Hiroshige đã sử dụng phương pháp in bốn màu cho phép tận dụng tối đa khung cảnh này, đạt được những hiệu ứng ấn tượng cùng với một bầu không khí tuyệt vời. | Ōji, Kita 35°45′23,1″B 139°44′16,3″Đ / 35,75°B 139,73333°Đ                                                   |          |
| 119     | Cảnh đêm mưa tại vườn hông ở Akasaka (赤坂桐畑雨中夕けい Akasaka kiribatake uchū yūkei) (4-1859) | Bản họa này của Hiroshige II và về sau mới được đưa vào loạt tác phẩm, vì vậy nó không xuất hiện trong tờ mục lục mà Baisotei Gengyo thực hiện. Điều này dễ nhận biết được qua con dấu aratame (đã kiểm tra) của cơ quan kiểm duyệt đề ngày 4 năm 1859, và trong hộp đỏ là chữ ký Nise Hiroshige (Hiroshige II). Người đệ tử đã hoàn thiện ít nhất ba bản họa (12, 41 và 114) cho bộ tác phẩm còn dang dở của sư phụ đã khuất, mặc dù chúng dựa trên những bản phác thảo của ông; tuy nhiên, tấm này được thực hiện riêng rẽ hoàn toàn, chắc chắn là do nhà xuất bản Sakanaya Eikichi đã đưa ra đề nghị, nhân dịp kỷ niệm người học trò kế thừa nghệ danh và con dấu từ thầy. Trong một số bản sao của bộ tác phẩm, bản họa cuối cùng này không được gộp vào, nhưng vì tên bộ tác phẩm được điền ở áp phích phía trên bên phải – theo quy định thường thấy của nhà xuất bản – nên việc đưa nó vào đây cũng là điều hợp lý. Hình ảnh cho thấy một khu vườn hông quanh ao Tameike, nơi đã từng xuất hiện trong tấm 52. Khu vườn hiện lên giữa một đêm mưa to, trút xuống từ bầu trời xanh than chì nổi bật giữa màu xám xanh của cây. Phần dưới bố cục mang màu sắc sáng sủa hơn, tương phản với bóng tối ở nền trên. Bờ ao chéo, giao với con đường bên cạnh tạo thành một hình nêm. Một số lữ khách, bán buôn đang qua lại dưới lòng đường, trong khi dọc đường phía hậu cảnh là các bóng đen đang hướng đến cổng Akasaka của thành Edo. | Akasaka, Minato 35°40′39,4″B 139°44′10,5″Đ / 35,66667°B 139,73333°Đ                                          |          |